# Oberleitungsbus Timișoara
| Oberleitungsbus Timișoara                          | Oberleitungsbus Timișoara |
| -------------------------------------------------- | ------------------------- |
| Straßenbahn- und Trolleybus-Liniennetz, Stand 2018 |                           |
| Streckenlänge:                                     | Stand 2018: 35 km         |
| Stromsystem:                                       | 600 Volt =                |
|                                                    |                           |

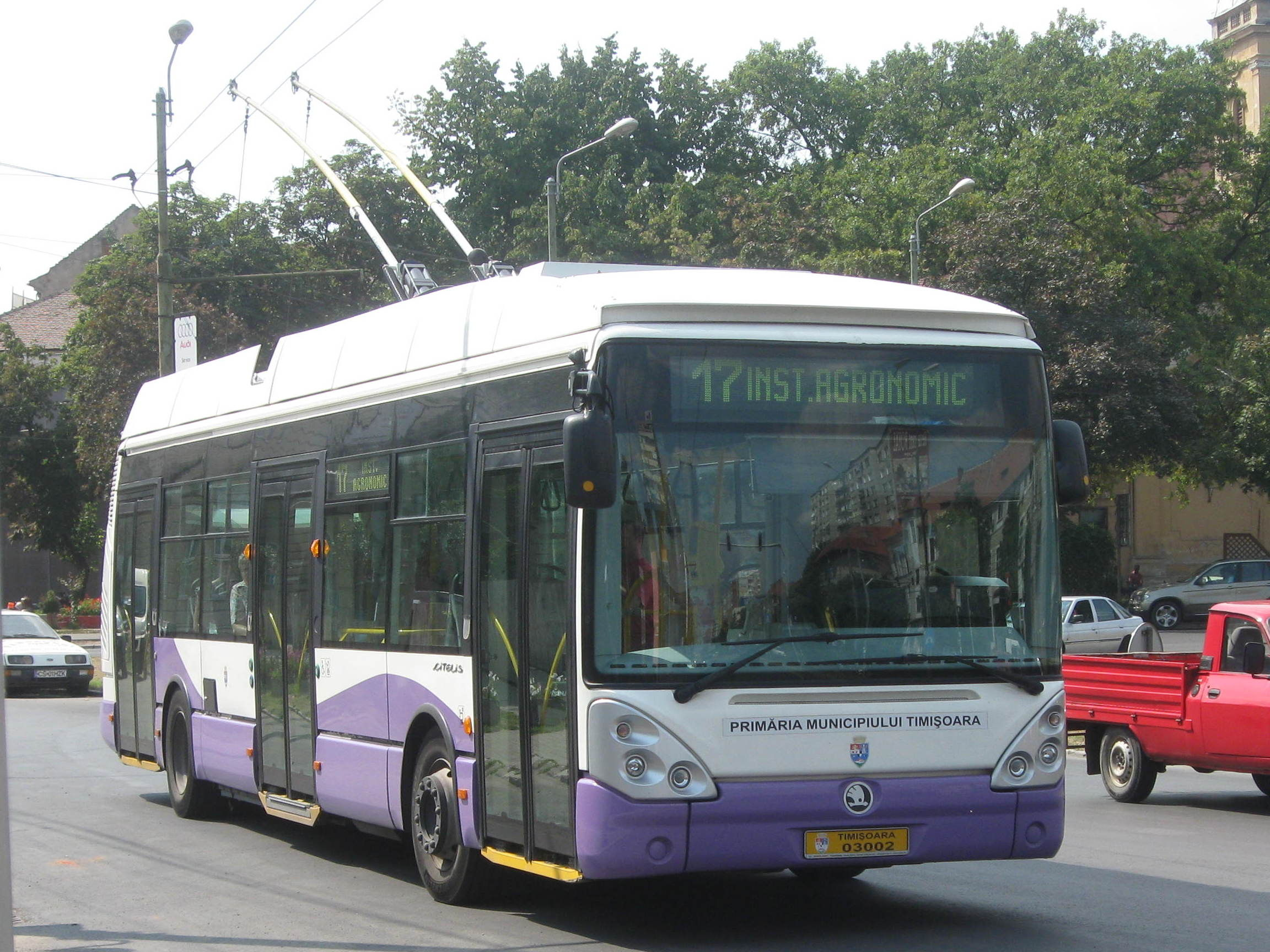
Ein Trolleybus der neuesten Generation im Einsatz auf der Linie 17

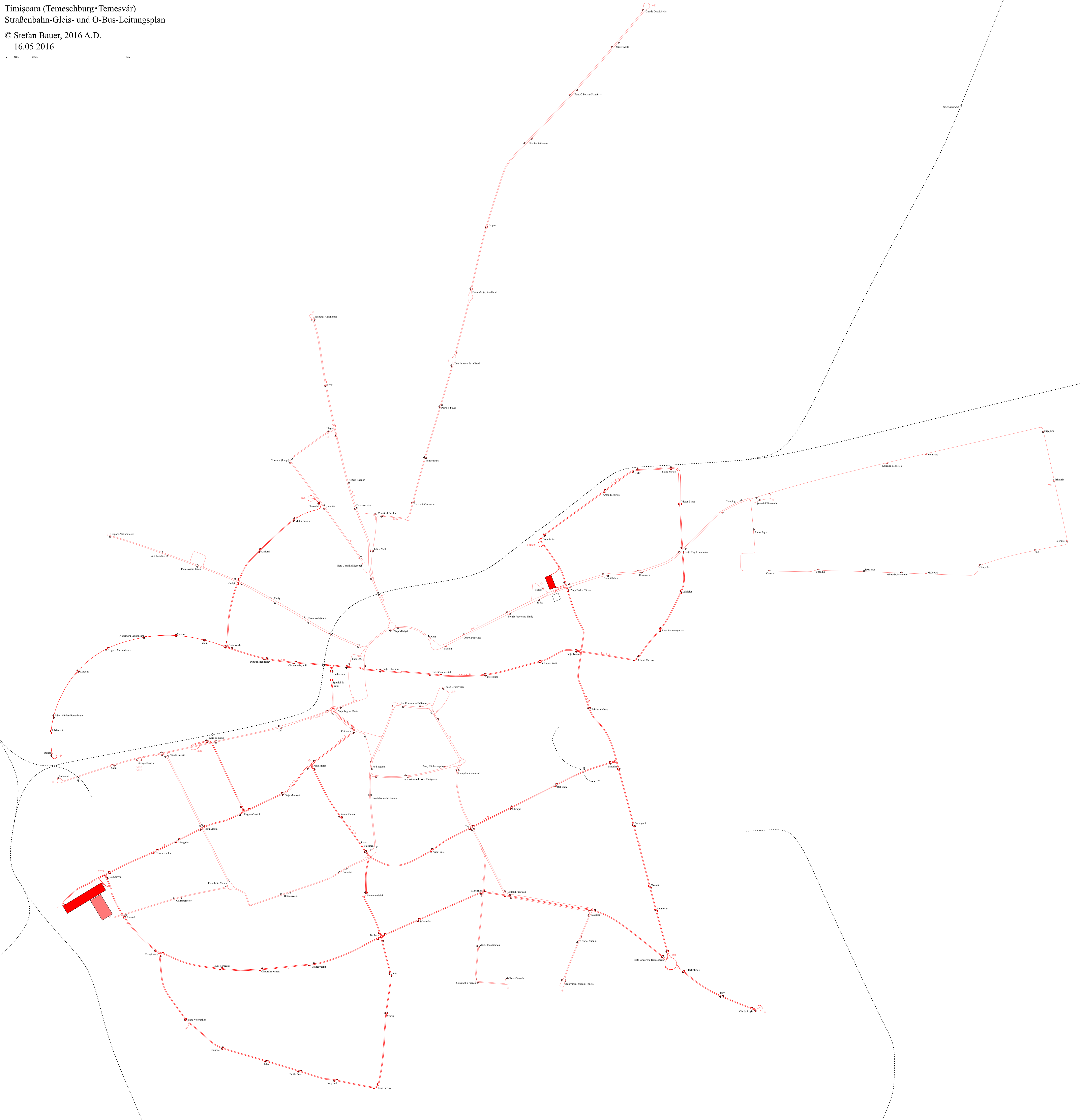
Oberleitungsplan, Stand 2016

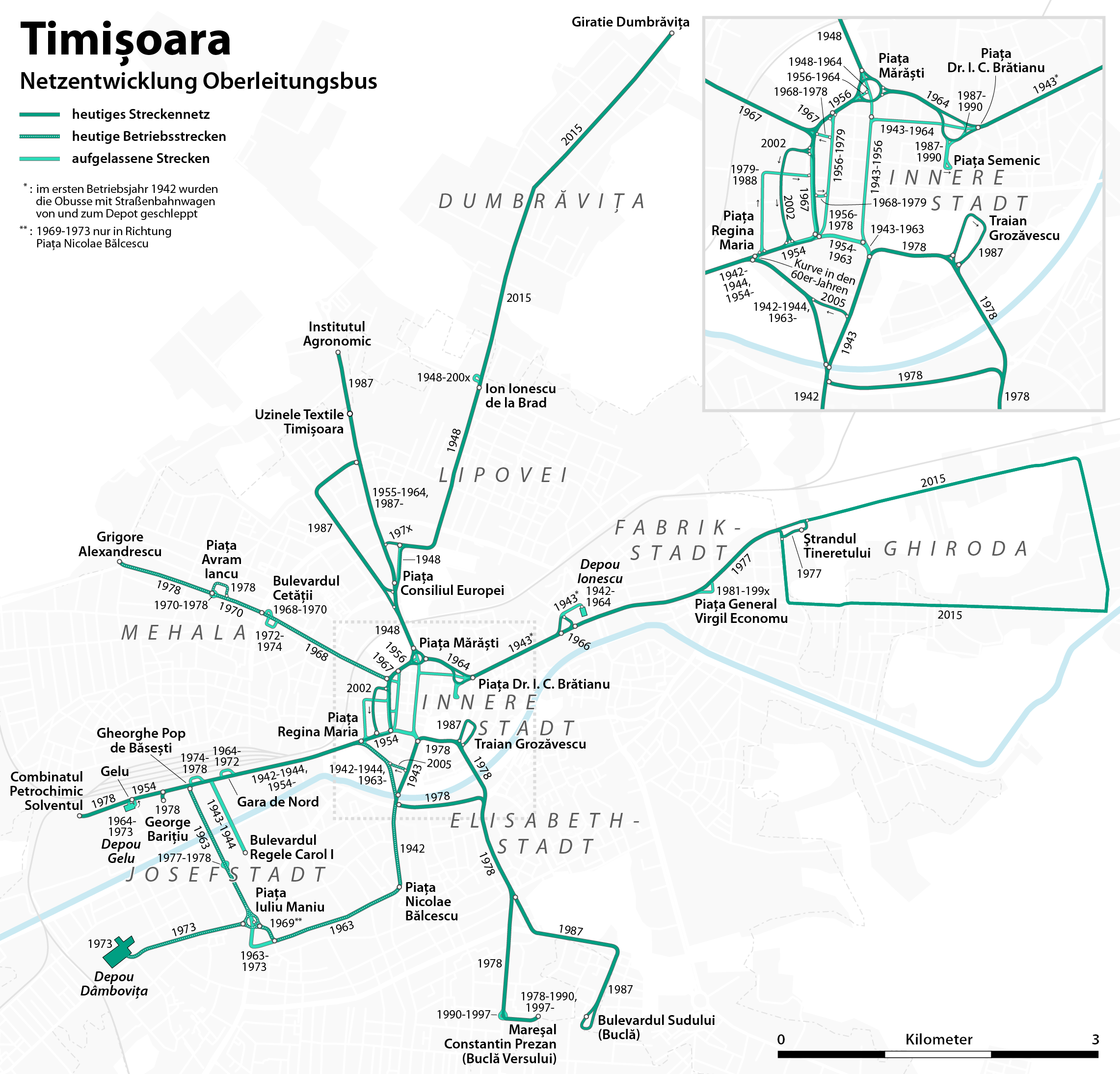
Die Entwicklung des Streckennetzes im Laufe der Jahre.

Der Oberleitungsbus Timișoara, rumänisch Troleibuz Timișoara, ist das älteste noch betriebene Trolleybus-System auf dem heutigen Staatsgebiet Rumäniens. Er wurde am 15. November 1942 eröffnet und wird gegenwärtig vom Verkehrsunternehmen Societatea de Transport Public Timișoara (S.T.P.T.) geführt. Mit sieben Linien (11, M11, 14, 15, 16, 17 und 18) sowie einer Netzlänge von 35 Kilometern (Stand 2018) hat Timișoara – nach dem Trolleybus Bukarest – das zweitgrößte Trolleybusnetz Rumäniens. Es umfasst 63 Haltestellen und ergänzt das aus den Linien 1, 2, 4, 6, 7, 8 und 9 bestehende Straßenbahn-Netz. Von den insgesamt zehn Stadtbezirken werden sechs vom Trolleybus bedient, dies sind Cetate, Elisabetin, Fabric, Ghiroda Nouă, Iosefin und Mehala. Darüber hinaus fährt er außerdem in die Nachbarkommune Ghiroda.

## Linien
| 11  | Durchmesserlinie | Strada George Barițiu – Arena Aqua                                                                          | > 06,52 km / < 06,55 km | 15 Haltestellen (Richtung Arena Aqua) 14 Haltestellen (Richtung Strada George Barițiu)                    |
| M11 | Durchmesserlinie | Strada George Barițiu – Ghiroda Strada Câmpului                                                             | > 11,32 km / < 08,94 km | 22 Haltestellen (Richtung Ghiroda Strada Câmpului) 21 Haltestellen (Richtung Strada George Barițiu)       |
| 14  | Durchmesserlinie | Strada George Barițiu – Strada Ion Ionescu de la Brad                                                       | > 05,60 km / < 05,67 km | 13 Haltestellen (Richtung Strada Ion Ionescu de la Brad) 12 Haltestellen (Richtung Strada George Barițiu) |
| 15  | Ringlinie        | Strada Traian Grozăvescu – Strada Mareșal Constantin Prezan – Bulevardul Sudului – Strada Traian Grozăvescu |                         | 15 Haltestellen                                                                                           |
| 16  | Ringlinie        | Strada Traian Grozăvescu – Bulevardul Sudului – Strada Mareșal Constantin Prezan – Strada Traian Grozăvescu |                         | 21 Haltestellen                                                                                           |
| 17  | Durchmesserlinie | Institutul Agronomic – Strada Enric Baader                                                                  | > 04,35 km / < 04,52 km | 09 Haltestellen                                                                                           |
| 18  | Durchmesserlinie | Strada George Barițiu – Strada Liège                                                                        |                         | 09 Haltestellen                                                                                           |

2022 kamen zur Hauptverkehrszeit rund 30 Wagen gleichzeitig zum Einsatz. Der Zusatzbuchstabe M steht für Linia Metropolitana und weist darauf hin, dass diese Linie das Stadtgebiet verlässt. Analog dazu werden auch die Regionalbuslinien ins Umland mit einem zusätzlichen M bezeichnet.

## Netzentwicklung und Liniengeschichte

### Vorgeschichte
In den 1920er und 1930er Jahren konnten verschiedene Ausbaupläne der Straßenbahn nicht verwirklicht werden, darunter beispielsweise Direktverbindungen zwischen der Inneren Stadt und der Elisabethstadt einerseits beziehungsweise dem Gara de Nord andererseits. Letztere Route war dabei sogar schon vor dem Ersten Weltkrieg angedacht gewesen. Alternativ schlugen die Verkehrsplaner – ergänzend zum Schienenverkehr – in der zweiten Hälfte der 1930er Jahre die Einführung eines zweiten elektrisch betriebenen Verkehrsmittels vor. Zeitweise war sogar geplant, die damals veraltete Straßenbahn vollständig durch Trolleybusse zu ersetzen. Konkret erfolgte die Einführung des Trolleybusses in Timișoara auf Initiative von Dr. Ing. Corneliu Micloși (* 1887; † 1963), dem damaligen Direktor der Straßenbahngesellschaft. Er leitete den Verkehrsbetrieb von 1920 bis 1949 und lernte das neue Verkehrsmittel selbst im Ausland kennen.
In Rumänien selbst fuhren damals noch keine Trolleybusse; das erste neuzeitliche System des Landes ging erst am 1. Februar 1939 im heute zur Ukraine gehörenden Czernowitz (rumänisch Cernăuți) in Betrieb. Allerdings war die Stadt ab dem 28. Juni 1940 sowjetisch besetzt und verblieb – unterbrochen von einer wiederholten rumänischen Herrschaft zwischen 1941 und 1944 – nach dem Zweiten Weltkrieg endgültig bei der UdSSR. Aus diesem Grund wird der Trolleybus in Timișoara in vielen Quellen als erster beziehungsweise ältester Betrieb Rumäniens genannt. Darüber hinaus verkehrte auf heutigem rumänischen Gebiet schon zwischen August und Oktober 1904 die kurzlebige Gleislose Bahn Hermannstadt, allerdings gehörte die Stadt damals noch zu Österreich-Ungarn.

### Erste konkrete Planungen (1938)
1938 legte die Timișoaraer Straßenbahngesellschaft, die seit dem 1. April gleichen Jahres in Folge einer Fusion mit dem Elektrizitätswerk Întreprinderea Electromecanică Timișoara (I.E.T.) statt zuvor Tramvaiele Comunale Timișoara (T.C.T.) hieß, schließlich den konkreten Plan einer 6000 Meter langen Trolleybus-Ringlinie vor. Diese sollte vom Bahnhof in der Josefstadt über die Innere Stadt und die Elisabethstadt zurück zum Ausgangspunkt führen. Geplant war folgende Strecke:
- Gara de Nord
- Bulevardul Republicii
- Bulevardul Regele Ferdinand I
- Bulevardul Mihai Viteazul
- Strada Independenției
- Strada Drubeta
- Bulevardul Liviu Rebreanu
- Strada Constantin Brâncoveanu
- Strada General Ion Dragalina
- Gara de Nord

Der Trolleybus sollte dabei die Bedienung des Gara de Nord vollständig von der Straßenbahn übernehmen. Des Weiteren hätte vor allem die südliche Elisabethstadt erstmals einen Anschluss an das städtische Verkehrsnetz erhalten, während die Gegend um die Strada Memorandului – wohin bis 1936 die Straßenbahnlinie 3 verkehrte – ihre Verbindung mit der Inneren Stadt zurückbekommen hätte.

### Probleme bei der Realisierung

Die marode alte Ștefan cel Mare-Brücke verhinderte eine Führung der ersten Trolleybuslinie durch die Strada General Ion Dragalina

Mit zunehmendem Projektfortschritt stellte sich heraus, dass eine Bedienung der Strada General Ion Dragalina mit Trolleybussen gar nicht möglich war. Ursächlich hierfür war der baufällige Podul Ștefan cel Mare von 1891. Er durfte ab 1939 nicht mehr vom Straßenverkehr passiert werden, wenngleich die Straßenbahn weiterhin über die Brücke fuhr. Aufgrund dessen entschieden sich die Verantwortlichen, die Trolleybusse provisorisch einen circa 400 Meter langen Umweg durch die parallel verlaufenden Straßen Dimitrie Bolintineanu und Iancu Văcărescu fahren zu lassen. Als alternative Bega-Querung wählten sie somit den Podul Eroilor aus. Dieses 1871 eingeweihte Bauwerk befand sich allerdings ebenfalls in einem schlechten Zustand – es wurde seit 1927 von einem Holzgerüst gestützt – und musste daher 1938 für den Trolleybusverkehr vollständig erneuert werden. Südlich des Nordbahnhofs fuhren die Trolleybusse somit später exakt auf der Trasse der bis 1899 verkehrenden Pferdebahn, das heißt an der Zigarettenfabrik vorbei und durch das heutige Werksgelände des Unternehmens Electrobanat (ELBA) hindurch. Für die Ștefan cel Mare-Brücke – über die letztlich nie Trolleybusse fuhren – existierte zwar schon 1940 ein Neubauplan, bedingt durch den Zweiten Weltkrieg konnte sie aber erst in den Jahren 1956–1958 tatsächlich durch eine moderne Betonbrücke ersetzt werden.
Der heraufziehende Zweite Weltkrieg verhinderte letztlich die vollständige Umsetzung des Ringlinienprojekts. Dabei versprach insbesondere die südliche Hälfte der Strecke – die durch ein damals noch relativ dünn besiedeltes Neubaugebiet geführt hätte – nicht das erwünschte Fahrgastaufkommen. Erschwerend hinzu kam: die heute Independenției, Drubeta und General Ion Dragalina genannten Straßen wiesen damals nur ein – für den Trolleybusverkehr ungeeignetes – Katzenkopfpflaster auf und der heutige Bulevardul Liviu Rebreanu war überhaupt noch nicht gepflastert. Angesichts der genannten Probleme sowie der schwierigen Materialbeschaffung in jener Zeit entschied sich die Gesellschaft daher alternativ zum Bau einer wesentlich kürzeren hufeisenförmigen Durchmesserlinie von der Josefstadt über die Innere Stadt in die Elisabethstadt. Die Trolleybuspläne stießen auch auf Kritik, so schrieb beispielsweise die örtliche Presse seinerzeit:

„Aus alldem ist zu ersehen, daß die Elisabethstadt durch die neuen Verkehrslinien am meisten berührt wird. Leider ist es immer der Teil, der bereits Verkehrsverbindungen hat. Es würde zum Beispiel eine Kombination mit der langen Tirolergasse [heute Strada Ciprian Porumbescu] nicht schaden, die und deren Seitengassen viel zu weit von jeder Verkehrsverbindung liegen.“

### Bau der ersten Strecke (1941)

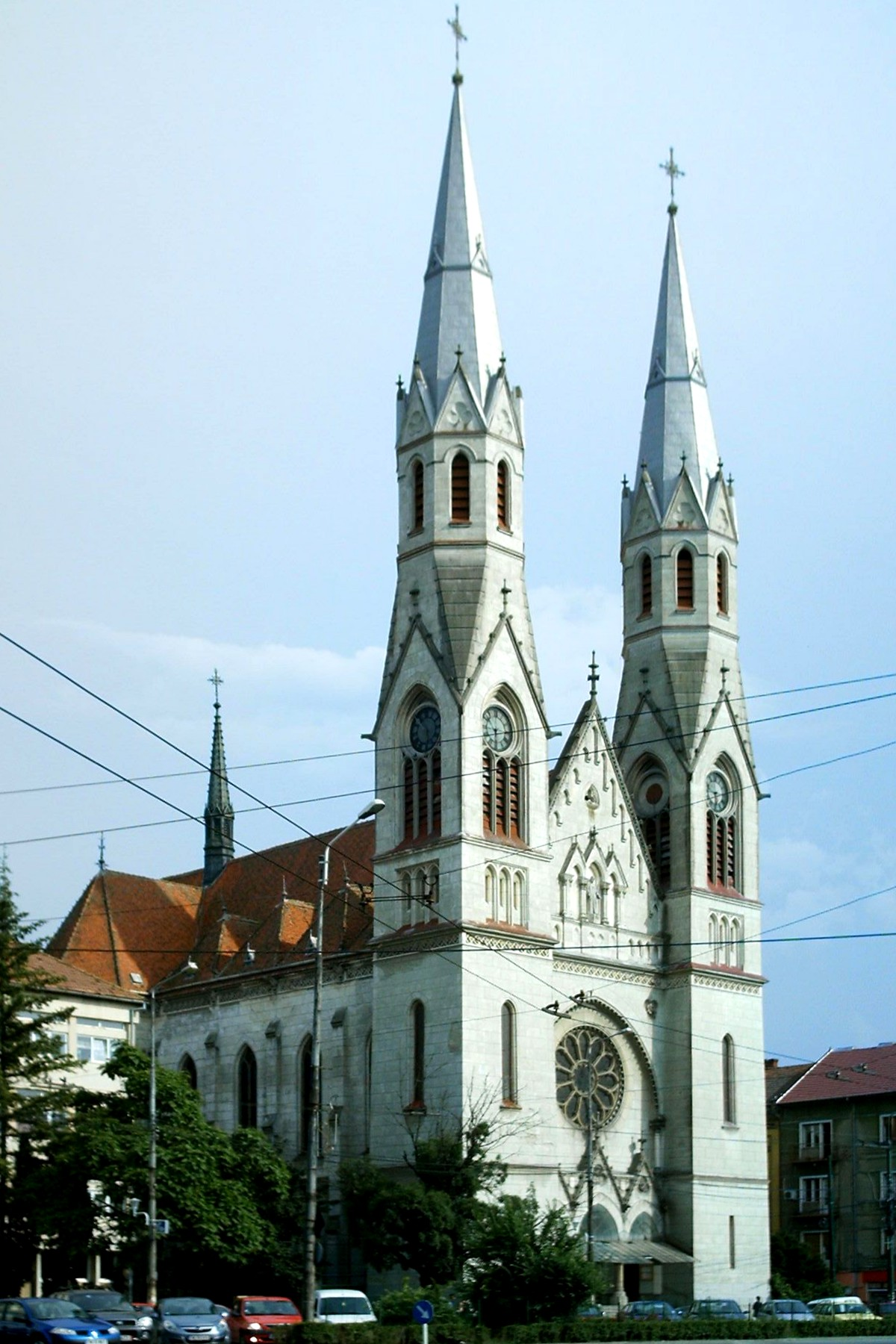
Vor der Kirche Heiliges Herz Jesu befand sich die Elisabethstädter Wendeschleife der ersten Trolleybuslinie

Die Bauarbeiten für die – mit 3490 Metern Länge letztlich fast halbierte – erste Trolleybusstrecke Timișoaras begannen Anfang Januar 1941. Sie war durchgehend zweispurig, die Fahrdrähte wiesen eine Querschnittsfläche von jeweils 80 Quadratmillimetern auf. Die Strecke führte vom Zentrum der Josefstadt ausgehend am Gara de Nord, dem Piaristengymnasium und der Kathedrale der Heiligen drei Hierarchen vorbei, über den Podul Mitropolit Andrei Șaguna hinweg zur Piața Lahovari, der heutigen Piața Nicolae Bălcescu. In der Josefstadt befand sich die Endstelle auf der Kreuzung der Strada Iancu Văcărescu mit dem Bulevardul Regele Carol I, diese Kreuzung wurde seinerzeit auch als Piața Dragalina bezeichnet. In der Elisabethstadt wendeten die Wagen vor der Kirche Heiliges Herz Jesu. An beiden Streckenenden stand jeweils eine gegen den Uhrzeigersinn befahrene Wendeschleife zur Verfügung, Luftweichen oder Kreuzungen existierten somit anfangs nicht. An insgesamt sechs Stellen kreuzten die Trolleybusdrähte jedoch den Fahrdraht der Straßenbahn, zweimal im Bereich der Strada Iancu Văcărescu und viermal bei der Kathedrale. Auf dem Bahnhofsvorplatz und auf der Piața Nicolae Bălcescu gab es hingegen damals noch keine Berührungspunkte.
Mit der Bauausführung beauftragt war das deutsche Unternehmen Brown, Boveri & Cie. aus Mannheim, das auch schon an der Planung beteiligt war und zudem zwei Jahre zuvor die oben genannte Trolleybusanlage in Cernăuți errichtet hatte. Verantwortlicher Bauleiter war Toni Teufl aus München, der auch schon den Aufbau der Systeme in Brüssel, Kopenhagen, Oslo, Göteborg, Berlin und weiterer Städte im Deutschen Reich leitete. Als Bauzeit waren drei Monate veranschlagt; ob die Anlage tatsächlich im April 1941 fertiggestellt werden konnte, ist nicht überliefert. Jedoch gelang die Vollendung definitiv noch im Laufe des Jahres 1941.

### Eröffnung (1942)
Letztlich konnte der reguläre Linienbetrieb aber erst am Sonntag, den 15. November 1942 – das heißt über eineinhalb Jahre nach dem ursprünglich geplanten Termin –, aufgenommen werden, weil die ersten Fahrzeuge kriegsbedingt erheblich später eintrafen. Zudem konnten zwischen dem Gara de Nord und der Strada Iancu Văcărescu auch im Herbst 1942 immer noch keine Trolleybusse fahren, weil zuvor noch die Fahrbahnen in den heute Dimitrie Bolintineanu und Iancu Văcărescu genannten Straßen repariert werden mussten. Zunächst pendelte die erste Trolleybuslinie Timișoaras daher nur provisorisch mit drei – von insgesamt sieben vorhandenen – Wagen im 7,5-Minuten-Takt auf dem 2,5 Kilometer langen Teilabschnitt Gara de Nord–Piața Nicolae Bălcescu. Die tägliche Betriebszeit war von 6:00 bis 21:00 Uhr. Wie die Kurse beim Bahnhof wendeten, ist nicht überliefert.
Ein weiteres Problem der Anfangszeit stellte die fehlende Verbindung mit dem Depot in der Fabrikstadt dar. Bereits bei Baubeginn im Januar 1941 war einkalkuliert, dass die Betriebsstrecke dorthin nicht gleichzeitig mit der ersten Linie fertiggestellt werden könne. Trotz der Verzögerung ins Folgejahr hinein mussten die Trolleybusse schließlich ab Herbst 1942 tatsächlich mit Straßenbahnwagen morgens zur Strecke und abends zurück ins Depot geschleppt werden, exakt so, wie dies bereits Anfang 1941 geplant war.
Mit dem neuen Verkehrsmittel ersparten sich die Fahrgäste zwischen der Inneren Stadt und dem Gara de Nord aber auch zwischen der Inneren Stadt und der Piața Nicolae Bălcescu – im Vergleich zu den bestehenden Straßenbahnverbindungen – jeweils den Umweg über die Piața Sfânta Maria. Auch die Polytechnische Universität erhielt dadurch ihren Anschluss an den öffentlichen Personennahverkehr. Die erste Trolleybusverbindung erhielt im Anschluss an die damals sechs Straßenbahnlinien die Liniennummer 7 zugeteilt, nachdem bei Baubeginn noch die Liniennummer 1 in Zweitbelegung zur Straßenbahn vorgesehen war. Auf einem Stadtplan von 1941 wiederum wurde die im Aufbau befindliche Trolleybuslinie mit einem „T“ statt einer Liniennummer bezeichnet – analog zur damals einzigen Budapester Trolleybuslinie.
Zusammen mit dem 1934 aufgenommenen Autobus-Verkehr standen den Bürgern fortan erstmals drei städtische Verkehrsmittel zur Verfügung, die am Gara de Nord auch alle zusammentrafen. Zuvor verkehrten außerdem schon Pferdeomnibusse (1894–1899) sowie ein provisorisch zur Personenbeförderung umgebauter Lastkraftwagen (1926–1929). Die Einführung der Trolleybuslinie nahm das Verkehrsunternehmen außerdem zum Anlass, auch den beiden Autobuslinien erstmals Nummern zuzuweisen. Somit ergab sich folgendes Schema:
- Straßenbahnlinien: 1–6
- Trolleybuslinie: 7
- Autobuslinien: 8–9

Tariflich betrachtet war die erste Trolleybuslinie in zwei Abschnitte unterteilt, wobei bei der Kathedrale die Zahlgrenze war. Eine Teilstrecke kostete sechs Lei, die Gesamtstrecke acht Lei. Es wurden auch Umsteigefahrscheine zu den anderen beiden Verkehrsmitteln angeboten, als Besonderheit waren allerdings die Monatskarten der Straßenbahn nicht im Trolleybus gültig. Zudem durften im neuen Verkehrsmittel aus Platzgründen keine großen Gepäckstücke befördert werden.
| Linie 7 | Piața Nicolae Bălcescu – Gara de Nord | drei Kurse | 7,5-Minuten-Takt |

### Vollständige Inbetriebnahme (1943)
Erst im Laufe des Jahres 1943 konnte schließlich der Vollbetrieb auf der Gesamtstrecke bis zum Bulevardul Regele Carol I aufgenommen werden, wodurch sich der tägliche Auslauf von drei auf fünf Wagen erhöhte. Zudem verkehrte der Trolleybus fortan alle fünf Minuten. Auch der Schleppbetrieb mit Straßenbahnwagen konnte damals entfallen, das Depot in der Fabrikstadt war fortan mittels einer 2720 Meter langen und nur einspurig ausgeführten Betriebsstrecke via Strada Drăgășani, Strada Înfrățirii, Bulevardul Take Ionescu, Piața Dr. I. C. Brătianu, Strada George Coșbuc, Piața Unirii, Strada Vasile Alecsandri, Piața Libertății, Strada Lucian Blaga, Piața Iancu Huniade und Strada 20 Decembrie 1989 mit der eigentlichen Linie verbunden. In diese mündete sie auf dem nördlichen Brückenkopf des Podul Mitropolit Andrei Șaguna ein. Von Beginn an war dabei geplant, die Betriebsstrecke mittelfristig auch für den regulären Fahrgastbetrieb zu nutzen, wodurch sich auch die Führung über die beiden zentralen Plätze der Inneren Stadt erklärt.
| Linie 7 | Piața Nicolae Bălcescu – Bulevardul Regele Carol I / Strada Iancu Văcărescu | fünf Kurse | Fünf-Minuten-Takt |

### Betriebsunterbrechung in Folge des Zweiten Weltkriegs (1944)
Nach einem Bombenangriff der Royal Air Force am 16. Juni 1944 – der besonders dem Nordbahnhof galt und dort auch schwere Beschädigungen an der Trolleybus-Fahrleitung verursachte – musste dessen Betrieb ab dem 17. Juni 1944 gänzlich eingestellt werden. Die Oberleitungsanlage war letztlich zwischen dem Podul Eroilor und der Mechanik-Fakultät der Polytechnischen Universität zerstört, das heißt auf einer Länge von circa zwei Dritteln.
Bald darauf endeten in Folge des Königlichen Staatsstreichs vom 23. August 1944 die Kampfhandlungen, so dass die Verkehrsgesellschaft bereits im Oktober 1944 mit dem Wiederaufbau des Trolleybusses beginnen konnte. Nach knapp einem halben Jahr Unterbrechung ging dieser schließlich im November 1944 in Betrieb. Eine Beseitigung der Kriegsschäden erfolgte jedoch nur auf einem kurzen Abschnitt zwischen der Mechanik-Fakultät und dem Abzweig der Betriebsstrecke zum Depot. Statt in die Josefstadt verkehrte die Trolleybuslinie 7 jetzt aus Richtung Elisabethstadt kommend ab dem Podul Mitropolit Andrei Șaguna bis fast zum Betriebshof in der Fabrikstadt. Hierzu erhielt die Betriebsstrecke nachträglich drei Fahrleitungs-Ausweichen:
- auf der Piața Libertății
- auf der Piața Dr. I. C. Brătianu
- auf dem Bulevardul Take Ionescu, auf Höhe der Wollindustrie AG

Die neue Endstation befand sich im Kreuzungsbereich Strada Înfrățirii / Strada Drăgășani / Strada Enric Baader, von wo auch der Gara Timișoara Est fußläufig erreichbar war. Anschließend wendeten die Wagen ohne Fahrgäste im nahen Depot. Auf der neuen Route waren wiederum fünf Kurse im Fünf-Minuten-Takt im Einsatz.
Ansonsten konzentrierte sich die Verkehrsgesellschaft nach dem Krieg auf die Modernisierung der Straßenbahn. Spätestens mit der 1946 begonnenen Entwicklung der modernen Großraumwagen des Typs Gb 2/2, deren erste Vertreter schließlich 1950 in den Liniendienst gingen, war die ursprünglich geplante Komplettumstellung auf Trolleybusbetrieb endgültig vom Tisch.
| Linie 7 | Piața Nicolae Bălcescu – Strada Înfrățirii / Strada Drăgășani / Strada Enric Baader | fünf Kurse | Fünf-Minuten-Takt |

### Betriebspause wegen Stromknappheit (1947)
Anfang 1947 musste der Trolleybusbetrieb schließlich ein weiteres Mal länger unterbrochen werden, diesmal aufgrund von Energiemangel. Nachdem die Stadtverwaltung die Stromsparmaßnahmen aufgehoben hatte, konnten zumindest die Straßenbahnlinien ab dem 6. Februar 1947 wieder vollumfänglich verkehren. Die Wiederinbetriebnahme des Trolleybusses verzögerte sich dann allerdings noch bis zum 23. August 1947, dem mittlerweile neu eingeführten Feiertag anlässlich der Kapitulation von 1944. Allerdings waren jetzt auf der Linie 7 nur noch zwei Wagen im 15-Minuten-Takt im Einsatz, die sich auf der Piața Libertății begegneten. Nach wie vor war die 1944 eingeführte Linienführung zum Depot nur als Provisorium bis zur Wiederinbetriebnahme der Strecke zum Nordbahnhof vorgesehen. Auch die netzweiten Monatskarten des Verkehrsunternehmens galten weiterhin nicht im Trolleybus.
| Linie 7 | Piața Nicolae Bălcescu – Strada Înfrățirii / Strada Drăgășani / Strada Enric Baader | zwei Kurse | 15-Minuten-Takt |

### Erste Erweiterung und Einführung einer zweiten Linie (1948)
Nach dem Krieg erreichten die drei in den 1930er Jahren beschafften Autobusse aufgrund starken Verschleißes das Ende ihrer Lebensdauer. Da damals keine neuen Fahrzeuge verfügbar waren, suchte die Verkehrsgesellschaft für die Autobuslinie in die Ronaț – die 1934 die allererste Timișoaraer Kraftomnibuslinie überhaupt war – sowie für die 1940 eingerichtete Verbindung Piața Libertății–Strada Ion Ionescu de la Brad einen adäquaten Ersatz. Während in der Ronaț eine neue Straßenbahnstrecke entstand, entschieden sich die Verantwortlichen, das Quartier Fabric Vii rechts der Landstraße nach Lipova – die damalige Calea Lipovei, die heute Calea Sever Bocu heißt – per Trolleybus zu erschließen.
Am 26. Oktober 1947 begannen daher die Bauarbeiten für die 2800 Meter lange einspurige Neubaustrecke in das nördliche Stadtgebiet. Sie zweigte auf der Piața Unirii – wo sich in der nordwestlichen Ecke des Platzes fortan ein Fahrleitungsdreieck befand – von der Bestandstrasse ab und folgte im weiteren Verlauf der Strada Constantin Mușat, der Calea Alexandru Ioan Cuza, der Calea Aradului und der Calea Sever Bocu. Die damals in Betrieb genommene neue Wendeschleife nahe der Stadtgrenze befand sich kurz hinter der Einmündung der Strada Ion Ionescu de la Brad, auf der linken Straßenseite. Erst seit 2012 benützen die Trolleybusse den im gleichen Jahr dort entstandenen Kreisverkehr zum Wenden. Ursprünglich verkehrten die Trolleybusse außerdem zwischen der Piața Consiliul Europei und dem Friedhof in beiden Richtungen auf direktem Weg durch die Calea Sever Bocu. Die stadteinwärtige Strecke durch die Strada Mitropolit Doctor Vasile Lăzărescu und die Calea Aradului wird hingegen erst seit dem 1. November 1980 befahren. Sie entstand, weil die damals erfolgte umfangreiche Umgestaltung der Piața Consiliul Europei das Abbiegen aus der Calea Sever Bocu in Richtung Innere Stadt fortan nicht mehr erlaubte.
Die erste Netzerweiterung seit Eröffnung des Trolleybusbetriebs im Jahr 1942 ging schließlich am 1. Mai 1948 in Betrieb. Nachdem ab dem 29. April gleichen Jahres auch die neue Straßenbahnlinie 8 in die Ronaț fuhr, verkehrten bis 1954 zwar Trolleybusse aber keine Autobusse in Timișoara. Damit existierten erstmals zwei Trolleybuslinien, wobei die neue Linie zur Strada Ion Ionescu de la Brad ihre Nummer von der zuvor dort verkehrenden Autobuslinie übernahm:
| Linie 7 | Piața Nicolae Bălcescu – Piața Unirii – Strada Înfrățirii / Strada Drăgășani / Strada Enric Baader | zwei Kurse | 15-Minuten-Takt |
| Linie 9 | Piața Nicolae Bălcescu – Piața Unirii – Strada Ion Ionescu de la Brad                              | ein Kurs   | 30-Minuten-Takt |

Doch war dieser Zustand nur von kurzer Dauer, bis die Verkehrsgesellschaft die beiden nicht mehr benötigten Ausweichen auf der Linie 7 demontierte und sie stattdessen auf der Neubaustrecke zur Strada Ion Ionescu de la Brad erneut einbaute – eine auf der heutigen Piața Consiliul Europei und die andere auf Höhe des Cimitirul Evreiesc, rechts neben der Einmündung der Strada Pomiculturii. Daraufhin wurde die Linie 9 noch im Laufe des Jahres 1948 von einer Durchmesserlinie zu einer Radiallinie verkürzt, im Gegenzug aber stark verdichtet:
| Linie 7 | Piața Nicolae Bălcescu – Piața Unirii – Strada Înfrățirii / Strada Drăgășani / Strada Enric Baader | zwei Kurse | 15-Minuten-Takt  |
| Linie 9 | Piața Unirii – Strada Ion Ionescu de la Brad                                                       | drei Kurse | 7,5-Minuten-Takt |

1951 erhielt schließlich die neue Straßenbahnlinie zur Strada Lidia die Nummer 7 zugeteilt, woraufhin die Trolleybuslinie 7 wiederum das neue Liniensignal 10 erhielt. Damit galt vorübergehend folgendes systematisches Nummerierungsschema:
- Straßenbahnlinien: 1–8
- Trolleybuslinien: 9–10

### Vorübergehende Aufgabe des Linienverkehrs auf dem Take Bulevardul Ionescu (1953)
Die Einführung sowjetischer Großraum-Trolleybusse nahm die Verkehrsgesellschaft im September 1953 zum Anlass, die beiden Linien vorübergehend wieder zusammen zu legen. Es verkehrte somit – wie schon bis 1948 – nur noch eine Durchmesserlinie. Der Abschnitt Piața Unirii–Depot diente hingegen wieder – wie schon bis 1944 – nur als Betriebsstrecke:
| Linie 9 | Piața Nicolae Bălcescu – Piața Unirii – Strada Ion Ionescu de la Brad | fünf Kurse | 7,5-Minuten-Takt |

### Wiederinbetriebnahme der Strecke zum Gara de Nord (1954)
Zum 1. Juni 1954 konnte schließlich auch die im Jahr 1944 kriegsbedingt aufgelassene Strecke zum Gara de Nord wieder in Betrieb genommen werden, wenn auch anfangs nur einspurig. Sie zweigte jetzt allerdings auf der Piața Iancu Huniade vom Bestandsnetz ab und führte von dort aus via Piața Victoriei in westliche Richtung. Erst auf der Piața Regina Maria erreichte die circa 500 Meter lange Neubaustrecke von 1954 die ursprüngliche Trasse. Und auch in der Josefstadt modifizierte die Verkehrsgesellschaft damals die Streckenführung aus den 1940er Jahren. Nach dem Nordbahnhof bogen die Trolleybusse nicht mehr nach links in die Strada Dimitrie Bolintineanu ab, sondern folgten für weitere circa 500 Meter der Strada Gârii bis zur Einmündung der Strada Gelu. Diese Erweiterung diente in erster Linie der Erschließung des dortigen Güterbahnhofs sowie der benachbarten Spiritusfabrik. Abgesehen davon war die Strada Dimitrie Bolintineanu mittlerweile nicht mehr öffentlich passierbar, da sie anlässlich der Erweiterung des ELBA-Werksgeländes in dieses integriert wurde. Damit verkehrten ab 1954 wieder zwei Linien – wobei auch die bestehende Linie eine neue Streckenführung erhielt:
| Linie 9  | Strada Gelu – Gara de Nord – Piața Iancu Huniade – Piața Nicolae Bălcescu | vier Kurse | 7,5-Minuten-Takt |
| Linie 10 | Gara de Nord – Piața Iancu Huniade – Strada Ion Ionescu de la Brad        | vier Kurse | 7,5-Minuten-Takt |

Auf dem Bahnhofsvorplatz entstand 1954 für die Linie 10 eine neue Kehrmöglichkeit, womit dort neben der Straßenbahnwendeschleife von 1949 fortan auch eine Trolleybuswendeschleife existierte. Aufgrund der einspurigen Infrastruktur mussten die Wagen der Linien 9 und 10 die neu entstandene Stammstrecke Gara de Nord–Piața Iancu Huniade jeweils gemeinsam im Sichtabstand zurücklegen. In diesem Zusammenhang verlegte der Verkehrsbetrieb außerdem die bisherige Ausweiche auf der Piața Libertății in die Nähe der Oper.
Nachdem in Folge der Vereinigung der Straßenbahnlinien 7 und 5 am 21. August 1954 das Liniensignal 7 wieder frei wurde, war dieses zunächst für die im Bau befindliche Linie nach Freidorf reserviert. Als diese schließlich am 30. Dezember 1954 in Betrieb ging, bekam sie aber die Nummer 8 zugeteilt, während die Verbindung in die Ronaț zur Linie 9 mutierte. Daraufhin erhielt die Trolleybuslinie 9 schließlich wieder die traditionelle Liniennummer 7 zugeteilt.

### Einführung einer dritten Linie (1955)
1955 folgte eine circa 1,8 Kilometer lange und wiederum einspurig ausgeführte Ergänzungsstrecke in der Calea Aradului, hierbei handelte es sich um eine Neuerschließung. Sie zweigte auf der Piața Consiliul Europei vom bestehenden Netz ab und führte bis zur Textilfabrik Uzinele Textile Timișoara, abgekürzt U.T.T. Befahren wurde sie von der neuen Linie 11. Diese begann auf der Piața Unirii – wo sie mittels des seit 1948 vorhandenen Fahrleitungsdreiecks wendete – und bediente die 2500 Meter lange Strecke zur Uzinele Textile Timișoara mit lediglich einem Umlauf im 15-Minuten-Takt. Den dafür benötigten Wagen zog das Verkehrsunternehmen von der Linie 7 ab, die fortan mit nur drei Kursen auskommen musste und deshalb ab 1955 ebenfalls schon am Gara de Nord endete. Die erst im Vorjahr eröffnete Neubaustrecke zur Strada Gelu war damit wieder ohne regulären Verkehr.
| Linie 7  | Gara de Nord – Piața Iancu Huniade – Piața Nicolae Bălcescu                                                 | drei Kurse | 7,5-Minuten-Takt |
| Linie 10 | Gara de Nord – Piața Iancu Huniade – Piața Unirii – Piața Consiliul Europei – Strada Ion Ionescu de la Brad | vier Kurse | 7,5-Minuten-Takt |
| Linie 11 | Piața Unirii – Piața Consiliul Europei – Uzinele Textile Timișoara                                          | ein Kurs   | 15-Minuten-Takt  |

### Neutrassierung in der Inneren Stadt (1956)
Im April 1956 nahm die damalige Întreprinderea de Transport, Apă și Salubritate eine Neutrassierung der Linie 10 in der Inneren Stadt vor. Um die zweimalige Kreuzung mit der vielbefahrenen Straßenbahn-Stammstrecke Piața Traian–Piața Maria zu vermeiden, ging damals eine circa 700 Meter lange und einspurige Neubaustrecke zwischen der Piața Victoriei und der Piața Mărăști in Betrieb. Diese neue Route, die zudem um circa 100 Meter kürzer war, zweigte auf dem Vorplatz der Oper von der Bestandsstrecke ab und führte – zwei Querstraßen weiter westlich als zuvor – durch die Strada Mărășești sowie die Strada Gheorghe Dima gen Norden.
Im Gegenzug konnte der Abschnitt Piața Iancu Huniade–Piața Unirii damals stillgelegt werden; dadurch entspannte sich auch die Verkehrssituation in der Strada Vasile Alecsandri. Somit verkehrten über die zentrale Piața Libertății nach 13 Jahren gar keine Trolleybusse mehr; auf der Piața Unirii fuhren nur noch die dort endende Linie 11 sowie die Aus- und Einrückfahrten vom und zum Depot.

### Ersatzverkehr für die Straßenbahn zum Gara de Nord (1956–1958)
Weil in den Jahren 1956 bis 1958 der alte Podul Ștefan cel Mare von 1891 durch eine moderne Betonkonstruktion ersetzt wurde, konnte die Straßenbahn zwei Jahre lang nicht zum Gara de Nord fahren. Dies führte insbesondere in den Hauptverkehrszeiten zu einer massiven Überlastung der beiden Trolleybuslinien 7 und 10. Deshalb wurde damals die erst 1954 eingeführte Autobuslinie in den Stadtteil Plopi vorübergehend aufgelassen, damit der zuvor dort eingesetzte Autobus die beiden Trolleybuslinien unterstützen konnte. Dieser pendelte daher von 1956 bis 1958 provisorisch zwischen dem Gara de Nord und der Kathedrale, ob hierzu eine Liniennummer verwendet wurde, ist nicht überliefert.
Die beginnende Umgestaltung der Piața Mărăști zu einem großen Kreisverkehr führte ferner 1957 zur vorübergehenden Einstellung der erst zwei Jahre zuvor eröffneten Linie 11. Sie ging letztlich erst 1960 wieder in Betrieb und endete fortan bereits auf der Piața Mărăști, wo sie den neu entstandenen Kreisel als Wendeschleife nutzte. Ursächlich für die Verkürzung der Linie 11 war vor allem das beschwerliche Umkehren per Wendedreieck auf der Piața Unirii.

### Endgültige Etablierung und konsequenter zweispuriger Ausbau (1959–1964)
Nachdem 1949 in Bukarest und 1959 in Brașov, Cluj sowie Constanța zusammen vier weitere Systeme in Betrieb gingen, konnte sich das Verkehrsmittel Trolleybus nach dem Zweiten Weltkrieg endgültig in Rumänien etablieren. Da außerdem ab 1955 mit dem Bukarester Typ T12 – vor allem aber mit der ab 1958 hergestellten Großserie TV 2 E – auch die ersten rumänischen Trolleybusse auf den Markt kamen, begünstigte dies auch den weiteren Ausbau des Timișoaraer Trolleybusnetzes.
Da jedoch alle nach dem Krieg wiederhergestellten sowie neu erstellten Streckenabschnitte nur einspurig ausgeführt wurden, verhinderte die vorhandene Infrastruktur zunächst eine Fahrplanverdichtung. Letztlich war in der zweiten Hälfte der 1950er Jahre nur der kurze Abschnitt zwischen der Piața Nicolae Bălcescu und dem nördlichen Brückenkopf des Podul Mitropolit Andrei Șaguna zweispurig, das heißt weniger als ein Zehntel des damals gut zehn Kilometer langen Netzes. Um die weitere Etablierung des Trolleybusses als Ergänzung zur Straßenbahn zu ermöglichen, rüstete der Verkehrsbetrieb daher weitere Abschnitte wie folgt mit einem zweiten Fahrleitungspaar aus:
- 1959: Gara de Nord – Piața Regina Maria
- 1964: Piața Regina Maria – Piața Mărăști
- 1964: Piața Mărăști – Strada Ion Ionescu de la Brad

### Neubaustrecke durch die Strada Ciprian Porumbescu und den Bulevardul Iuliu Maniu (1961)
Knapp 20 Jahre nachdem die ursprünglichen Pläne für eine Trolleybus-Ringstrecke durch die südliche Elisabethstadt kriegsbedingt aufgegeben werden mussten, nahm die Verkehrsgesellschaft diese 1960 in leicht verkürzter Form – die Strada Drubeta wurde ja ab 1951 durch die Straßenbahn bedient – wieder auf. Am 9. April berichtete die Zeitung Drapelul roșu über die bevorstehende Einrichtung einer Trolleybusstrecke durch die Strada Ciprian Porumbescu, die Strada Constantin Brâncoveanu und die heutige Strada General Ion Dragalina. Zunächst wurde diese Relation jedoch, nach erfolgter Asphaltierung der Strada Ciprian Porumbescu und der Strada Constantin Brâncoveanu, durch eine provisorische Autobuslinie bedient. Diese verkehrte ab dem 18. November 1960 im 30-Minuten-Takt zwischen dem Gara de Nord und der Piața Nicolae Bălcescu und kam mit einem Wagen aus.
Schon im Laufe des Jahres 1961 ersetzte die Întreprinderea Comunală Oraş Timişoara diese Autobuslinie wieder, indem sie die Trolleybuslinie 7 über die Piața Nicolae Bălcescu hinaus bis zum Gara de Nord verlängerte, wo sie ihren Ausgangspunkt erneut erreichte. Es handelte sich somit noch nicht um eine echte Ringlinie, weil die Trolleybusse der Linie 7 den Gara de Nord stets wieder in derjenigen Richtung verließen, aus welcher sie diesen kurz zuvor erreicht hatten. Hierzu musste am Gara de Nord eine zweite Trolleybuswendeschleife für die aus westlicher Richtung kommenden Kurse der Linie 7 eingerichtet werden.
Allerdings waren die Pläne kurzfristig geändert worden. Denn – anders als die Vorläufer-Autobuslinie – folgte die neue Trolleybusstrecke des Jahres 1961 der Strada Ciprian Porumbescu bis an deren westliches Ende, um dann im weiteren Verlauf via Bulevardul 16 Decembrie 1989, Piața Iuliu Maniu, Bulevardul Iuliu Maniu, Podul Muncii und Strada Gheorghe Pop de Băsești die 1954 eröffnete Bestandstrasse durch die Strada Gării zu erreichen. Dieser circa 2,9 Kilometer lange Lückenschluss des Jahres 1961 war zudem, als erste Neubaustrecke nach dem Zweiten Weltkrieg, von Beginn an zweispurig. Die bisherige Endschleife auf der Piața Nicolae Bălcescu blieb als Zwischenwendeschleife für Betriebsstörungen erhalten.
Gleichzeitig mit der neuen Direktverbindung zwischen der Josefstadt und der Elisabethstadt ging in der Inneren Stadt auch die 1944 kriegsbedingt aufgelassene Direktverbindung zwischen dem Podul Mitropolit Andrei Șaguna und der Piața Regina Maria nach 17 Jahren – ebenfalls zweispurig – wieder in Betrieb. Dadurch verkürzte sich der Fahrtweg der Linie 7 in der Inneren Stadt um circa 500 Meter. Im Gegenzug entfiel die alte einspurige Strecke durch die heutige Strada 20 Decembrie 1989 und am Schloss Hunyadi vorbei gänzlich, während im Abschnitt Piața Regina Maria – Piața Victoriei nur noch die Linie 10 verkehrte.
Durch die Verlängerung erhöhte sich der tägliche Auslauf der Linie 7 von drei auf fünf Wagen, die Wagenfolge blieb hingegen zunächst unverändert bei siebeneinhalb Minuten. Das Eintreffen der zwei eigens dafür neu beschafften Trolleybusse vermeldete die Zeitung Drapelul roșu in ihrer Ausgabe vom 10. Juni 1961.

### Einführung einer vierten Linie (1962)
Am 4. August 1962 führte die – kurz zuvor aus dem kommunalen Mischunternehmen Întreprinderea Comunală Oraș Timișoara hervorgegangene reine Verkehrsgesellschaft – Întreprinderea de Transport Timișoara die vierte Trolleybuslinie Timișoaras ein. Diese neue Linie 12 verband den Gara de Nord via Piața Mărăști und Piața Unirii mit der Fabrikstadt, womit der Bulevardul Take Ionescu – nach 14 Jahren Unterbrechung – wieder planmäßigen Fahrgastbetrieb erhielt. In der Fabrikstadt wendeten die Trolleybusse jedoch nicht mehr auf dem Depotgelände, stattdessen ging beim Depot eine gegen den Uhrzeigersinn befahrene Häuserblockschleife in Betrieb. Aus Richtung Innere Stadt kommend verblieb die Linie 1 fortan zunächst auf dem Bulevardul Take Ionescu, um dann via Strada Enric Baader – in der sich auch die neue Endstelle befand – die Bestandsstrecke durch die Strada Înfrățirii erneut zu erreichen. Letztere wurde somit nur noch in stadteinwärtiger Richtung passiert.

### Liniennummernreform von 1962
Zum 1. Oktober 1962 führte die Verkehrsgesellschaft eine umfangreiche Liniennummernreform der drei städtischen Verkehrsmittel durch. Hierbei löste ein systematisches Schema ohne Lücken die historisch gewachsenen Bezeichnungen ab. Im Gegenzug waren die einzelnen Nummern fortan fast ein Jahrzehnt lang bis zu drei Mal vergeben. Somit erhielten 1962 alle vier Trolleybuslinien eine neue Nummer:
| alt | neu | Strecke                                      |
| --- | --- | -------------------------------------------- |
| 12  | 01  | Gara de Nord – Strada Enric Baader           |
| 07  | 02  | Gara de Nord – Gara de Nord                  |
| 11  | 03  | Piața Mărăști – U.T.T                        |
| 10  | 04  | Gara de Nord – Strada Ion Ionescu de la Brad |

### Erweiterung der Linie 2 zu einer echten Ringlinie (1963)
Zum 8. März 1963 wurde die Linie 2 schließlich zu einer echten Ringlinie in beiden Fahrtrichtungen erweitert. Das heißt der Fahrtrichtungswechsel am Gara de Nord entfiel fortan, die aus Richtung Elisabethstadt kommenden Trolleybusse fuhren fortan ohne Endaufenthalt direkt weiter in Richtung Innere Stadt, die von dort kommenden Kurse entsprechend ohne Endaufenthalt direkt weiter in Richtung Elisabethstadt. Allerdings wurde der Gara de Nord in den Fahrplanunterlagen und auf den Linienverlaufsschildern weiterhin als nominelle Endstelle der Linie 2 ausgewiesen.
Nachdem es bereits bei der Straßenbahn ab 1936 eine und ab 1959 schließlich zwei solcher Ringlinien gab, war dies somit bereits die dritte städtische Linie mit dieser Bedienungsform. Auf der Trolleybuslinie 2 verkehrten fortan zusammen acht Kurse, das heißt vier je Richtung, im 4/5-Minuten-Takt. Im Gegenzug verkehrte die Linie 4 fortan nur noch alle zehn Minuten.

### Einstellung der Linie 3 (1963)
Nur acht Jahre nach ihrer Eröffnung wies die Strecke zur Uzinele Textile Timișoara bereits eine stark verschlissene Oberleitung auf, weshalb die Trolleybuslinie 11 1963 durch eine eigens hierfür neu eingerichtete Autobuslinie ersetzt wurde. Wie bereits bis 1962 verkehrten damit wieder nur drei Trolleybuslinien. Gemäß der im Vorjahr eingeführten strikten Trennung zwischen Trolleybusliniennummern und Autobusliniennummern erhielt die Ersatzlinie im Anschluss an die damals sechs vorhandenen Autobuslinien die Nummer 7 zugeteilt. Diese fuhr wiederum über die Piața Mărăști hinaus bis zur Piața Unirii, analog zur ursprünglichen Streckenführung der Trolleybuslinie 11 bis 1957. Anstatt die Infrastruktur zu erneuern legte die Întreprinderea de Transport Timișoara die Trolleybusstrecke durch die Calea Aradului schließlich 1964 auch formal still und baute sie ab. Somit fuhren durch die Calea Aradului bis 1987 keine Trolleybusse mehr.

### Vorübergehender Ersatz der Linie 1 (1964)
Um das Fahrgastpotential für eine über beide Endpunkte hinaus verlängerte Trolleybuslinie 1 auszuloten, ersetzte die Verkehrsgesellschaft diese zwischen dem 23. April 1964 und dem 11. August 1964 durch eine eigens zu diesem Zweck neu eingeführte Ersatzautobuslinie 8. Diese verkehrte mit sieben fabrikneuen Tudor Vladimirescu-Autobussen auf der Strecke Siloz – Gara de Nord – Strada Enric Baader – Gara de Est – Uzinele Mecanice Timișoara (U.M.T.) – Arena Aqua. Während die Verlängerung über die Strada Enric Baader hinaus schon vor Eröffnung der Linie 1 konkret geplant war, ergaben sich die Pläne für die Neubaustrecke bis Siloz aus dem Standort des – noch im Laufe des Jahres 1964 eröffneten – Depots an der Strada Gării. Von dort aus hätte die Entfernung bis Siloz nur noch circa 700 Meter betragen, indem die ohnehin benötigte Betriebsstrecke zum neuen Depot verlängert worden wäre. Letztlich kamen jedoch beide Erweiterungen der Trolleybuslinie 1 nicht zu Stande. Alternativ wurde das Schwermaschinenbau-Kombinat U.M.T. ab 1965 zusätzlich durch die neue Straßenbahnlinie 6 barat bedient.

### Neubaustrecke durch die Strada Oituz (1964)

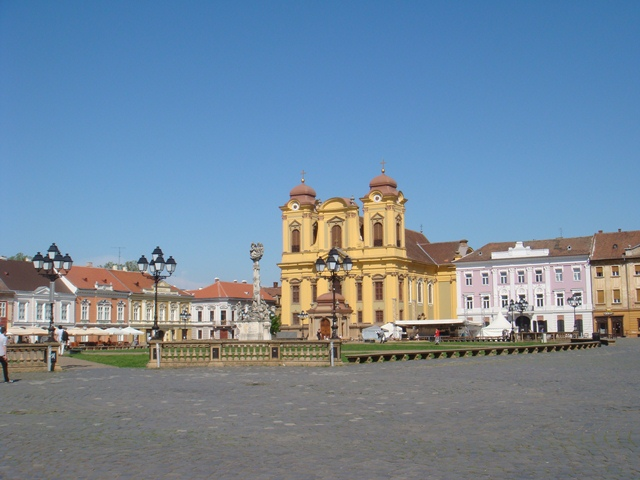
Ab 1964 verkehrten über die Piața Unirii keine Trolleybusse mehr

Die fortschreitende Neuordnung des Straßenverkehrs in der nördlichen Inneren Stadt sowie die Umgestaltung der Piața Unirii, wo damals ein zentraler Autobusbahnhof für die Regionalbuslinien in die umliegenden Ortschaften entstand, wirkte sich 1964 auch auf die Trolleybuslinie 1 aus. Zwischen der Piața Mărăști und der Piața Dr. I. C. Brătianu fuhr diese fortan in beiden Richtungen auf direktem Weg durch die Strada Oituz, der Umweg via Strada Constantin Mușat, Piața Unirii und Strada George Coșbuc entfiel. Diese circa 500 Meter lange Neubaustrecke war wiederum von Beginn an zweispurig. Damit fuhren nach 21 Jahren erstmals keine Trolleybusse mehr über die Piața Unirii, den zentralen Platz der Stadt.
Zum 1. Dezember 1964 stellte die I.T.T. schließlich den Abschnitt Piața Mărăști–Strada Ion Ionescu de la Brad der Linie 4 vorübergehend auf Autobusersatzverkehr um, weil damals auch die heutige Calea Sever Bocu zu einer vierspurigen Ein- und Ausfallstraße erweitert wurde. Es verkehrte daher ab jenem Tag eine neue Autobuslinie 5 barat zwischen der Piața Unirii und der Strada Ion Ionescu de la Brad, die wiederum eine Überlastung der Stammautobuslinie 5 nach Dumbrăvița vermied. Erst ab 1965 fuhr die Trolleybuslinie 4 schließlich wieder regulär zwischen Gara de Nord und Strada Ion Ionescu de la Brad.

### Einführung des schaffnerlosen Betriebs (1964)

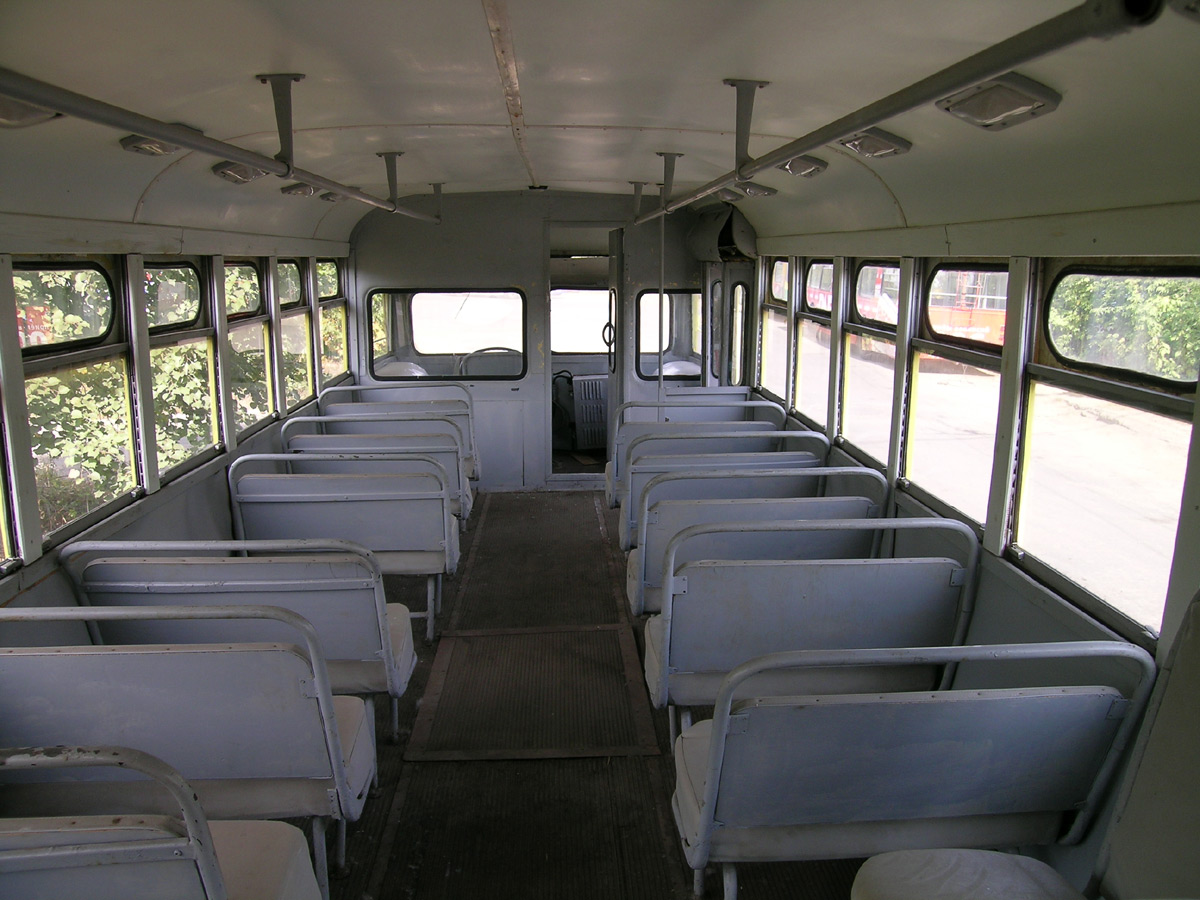
Die nach hinten versetzte erste Türe sowie die geschlossene Fahrerkabine der sowjetischen MTB-82-Trolleybusse verhinderten bis 1964 die Abfertigung durch den Fahrer

Bereits im Oktober 1964 führte die I.T.T. außerdem den schaffnerlosen Betrieb beim Trolleybus ein, während dieser Schritt bei der Straßenbahn erst Mitte der 1970er Jahre erfolgte. Es bestand jetzt – genau andersherum als bisher – Fahrgastfluss von vorne nach hinten, die Fahrgäste warfen das Fahrgeld beim Fahrer in eine Zahlbox und trennten sich ihre Fahrkarte ab. Diese Rationalisierungsmaßnahme war möglich geworden, nachdem bereits in der ersten Hälfte des Jahres 1964 alle sowjetischen Trolleybusse aus dem Dienst geschieden waren und schon 1963 auch der letzte italienische Wagen aus dem Eröffnungsjahr ausgemustert wurde. Im Gegensatz zu den rumänischen Wagen war bei den Importfahrzeugen nämlich keine Abfertigung durch den Fahrer möglich, weil die vorderste Tür jeweils etwas nach hinten versetzt war und die sowjetischen Trolleybusse zusätzlich auch noch über eine geschlossene Fahrerkabine verfügten.

### Neubaustrecke durch die Strada Sfântul Ioan (1967)

Städtischer Verkehrslinienplan von 1966, noch ohne die im Jahr darauf eröffnete Neubaustrecke durch die Strada Sfântul Ioan

Nachdem die Stadtverwaltung 1967 am westlichen Rand der ehemaligen Festung die Strada Gheorghe Dima mit der Strada Sfântul Ioan verband und dort außerdem zwei Jahre später die neue Piața Timișoara 700 anlegte, befuhren ab jenem Jahr auch die Trolleybusse der Linien 1 und 4 in Richtung Gara de Nord die neue Trasse. Fortan nutzten nur noch die nordwärts fahrenden Kurse die Bestandstrasse durch die Strada Mărășești, so dass in der Inneren Stadt die erste Parallelstrecke im Timișoaraer Trolleybusnetz entstand.

### Umgestaltung des Bulevardul Take Ionescu und Aufgabe der letzten einspurigen Strecke (1967–1968)
Zwischen dem 11. November 1967 und dem 23. Juni 1968 erweiterte die Stadtverwaltung auch den Bulevardul Take Ionescu auf ganzer Länge, das heißt zwischen der Piața Dr. I. C. Brătianu und der Piața Badea Cârțan, zu einer vierspurigen Hauptverkehrsachse. Deshalb musste die Linie 1 in dieser Zeit bereits vorzeitig auf der Piața Dr. I. C. Brătianu umkehren, wo damals an der Einmündung der Strada Popa Șapcă eine provisorische Wendeschleife existierte. Ersatzweise verkehrte in dieser Zeit eine vorübergehend eingerichtete Autobuslinie 8 auf der Strecke Bulevardul Cetății – Piața Dr. I. C. Brătianu – Strada Enric Baader. Mit der vorübergehenden Stilllegung der Strecke in die Fabrikstadt verschwand auch die letzte in beiden Fahrtrichtungen bediente einspurige Strecke im Timișoaraer Trolleybusnetz.

### Die kurzlebige Linie 3 Strada Ion Ionescu de la Brad – Piața Nicolae Bălcescu (1968)
Anfang Januar 1968 führte die I.T.T. wiederum eine Trolleybus-Durchmesserlinie zwischen der Strada Ion Ionescu de la Brad und der Piața Nicolae Bălcescu ein. Die 5100 Meter lange Route bekam das Liniensignal 3 zugeteilt und verkehrte mit vier Umläufen im 7,5-Minuten-Takt. Damit erreichte das Trolleybusnetz eine Linienlänge von über 15 Kilometern. Jedoch fand die neue Direktverbindung bei den Fahrgästen nicht den gewünschten Anklang, da nur sehr wenige von ihnen das Stadtzentrum durchquerten. Deshalb reduzierte das Unternehmen sie schon bald nach Inbetriebnahme auf zwei Kurse im 15-Minuten-Takt und stellte sie letztlich noch im Laufe des Jahres 1968 wieder ganz ein. Ihr genaues Einstellungsdatum ist nicht überliefert, im April 1968 existierte sie bereits nicht mehr.

### Anschluss der Mehala (1968)
Nachdem das ab 1964 entstandene erste Teilgebiet der neuen Großwohnsiedlung Circumvalațiunii noch weitgehend durch die Straßenbahnlinien 4 und 5 abgedeckt werden konnte, erforderte das Teilgebiet Circumvalațiunii II links und rechts der Strada Gheorghe Lazăr eine alternative Verkehrsanbindung. Andernfalls hätte die durchgehend eingleisige Straßenbahnlinie 4 den erwarteten Mehrverkehr nicht mehr alleine bewältigen können. Diese zusätzliche Anbindung erfolgte zunächst ab dem 11. November 1967 provisorisch durch die bereits weiter oben erwähnte neue Autobuslinie 8 zwischen dem Bulevardul Cetății und der Strada Enric Baader.
Am 23. Juni 1968 erhielt dann schließlich auch der Stadtbezirk Mehala Anschluss an das Trolleybusnetz. Hierfür richtete die Verkehrsgesellschaft – statt der kurzlebigen Autobuslinie 8 – wiederum eine Trolleybuslinie 3 ein, welche die Innere Stadt auf direktem Weg durch die Strada Gheorghe Lazăr mit der Straßenbahnhaltestelle Bulevardul Cetății am damals östlichen Bebauungsrand der Mehala verband. Dort befand sich auf dem Eckgrundstück Strada Gheorghe Lazăr Nummer 48 eine einfache, gegen den Uhrzeigersinn befahrene, Wendeschleife am Straßenrand. In der Inneren Stadt wendete die Linie 3 anfangs mittels einer Häuserblockschleife durch die Straßen Gheorghe Dima, Sfântul Ioan, Victor Vlad Delamarina, Mărășești und Gheorghe Lazăr, das heißt, sie nutzte großteils die im Vorjahr entstandene Parallelstrecke der Linien 1 und 4. Neu waren lediglich die beiden kurzen Querverbindungen auf der Piața Mircea Eliade sowie im Zuge der Strada Gheorghe Lazăr.

### Aufgabe der Wendeschleifen vor dem Gara de Nord (1968)
Die verstärkte Nutzung der Straßenbahnwendeschleife vor dem Gara de Nord, wo ab dem 7. April 1969 vorübergehend auch die Linie 7 umkehrte, führte Ende 1968 zur Entflechtung zwischen Straßenbahn und Trolleybus auf dem Bahnhofsvorplatz. Diese wurde durch die Aufgabe der beiden Zwischenwendeschleifen für den Trolleybus erkauft, von denen eine jedoch schon seit 1963 nicht mehr planmäßig bedient wurde. Für die Trolleybuslinien 1 und 4 ging am 21. November 1968 ersatzweise eine neue Zwischenwendeschleife an der Einmündung der Strada Gheorghe Pop de Băsești in die Strada Gării in Betrieb. Sie fuhren somit fortan – gemeinsam mit der Linie 2 – circa 400 Meter und eine Haltestelle weiter. Der Entfall der beiden Luftkreuzungen zwischen Straßenbahn- und Trolleybusoberleitung auf dem Bahnhofsvorplatz ermöglichte fortan beiden Verkehrsmitteln einen ungestörteren Betrieb.

### Neubaustrecke durch die Strada Dr. Pavel Vasici-Ungureanu (1969)
Der vierspurige Ausbau der Calea Șagului erforderte 1969 eine Neutrassierung der Ringlinie 2. Da aus der Calea Șagului kommend nicht mehr nach links in die Strada Ciprian Porumbescu abgebogen werden konnte, nahmen die Trolleybusse fortan in Richtung Piața Nicolae Bălcescu den etwas kürzeren Weg durch die Strada Prislop, die heute Dr. Pavel Vasici-Ungureanu heißt. In Folge der Umgestaltung der Piața Iuliu Maniu in einen großen Kreisverkehr fuhren die Trolleybusse dann schließlich ab dem 8. April 1974 in beiden Richtungen durch die Strada Prislop, die 1969 entstandene Parallelstrecke entfiel somit wieder. Die Haltestelle Strada Prislop ersetzte außerdem ab 1973 den Gara de Nord als nominelle Endstelle der Ringlinie. Ursächlich hierfür war das neue Depot am südlichen Stadtrand, das heißt, die ein- und ausrückenden Kurse der Ringlinie erreichten ihren regulären Linienweg fortan nicht mehr beim Bahnhof, sondern am westlichen Ende der Strada Prislop.

### Verlängerung zur Piața Avram Iancu (1970)

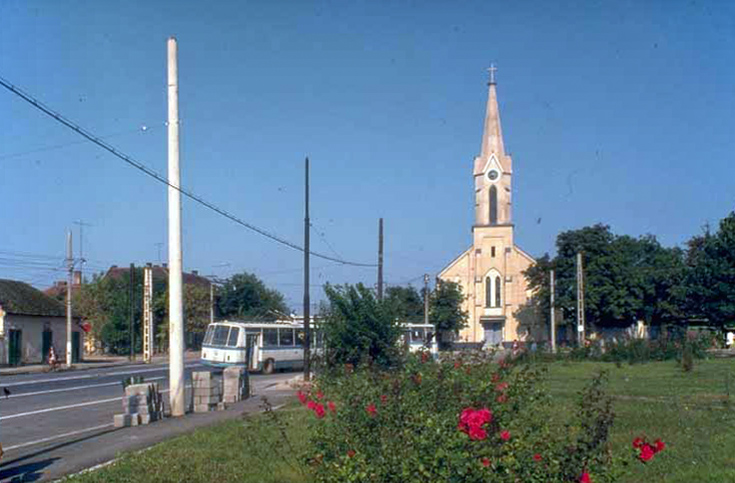
Seit 1970 verkehren Trolleybusse bis zur Piața Avram Iancu in der Mehala – hier zwei TV20E-Wagen, aufgenommen 1976 in der ursprünglichen Wendeschleife dort

Ab dem 11. März 1970 verkehrte die Trolleybuslinie 3 über die vorübergehende Endstelle am Bulevardul Cetății hinaus – parallel zur Straßenbahn – circa 500 Meter weiter durch die Strada Cloșca bis zur Piața Avram Iancu, dem zentralen Platz des Stadtbezirks Mehala. Die Bewohner dort mussten somit nicht mehr den Umweg via Balta Verde nehmen, um in die Innere Stadt zu gelangen. Auf der Piața Avram Iancu befand sich die Trolleybuswendeschleife zunächst auf der Kreuzung Strada Cloșca / Strada Macilor / Strada Munteniei, das heißt an der südwestlichen Ecke des Platzes.
Eigentlich war noch im Dezember 1969 geplant, nur einen Teil der Trolleybusse bis zur Piața Avram Iancu zu führen und die restlichen Kurse wie bisher am Bulevardul Cetății enden zu lassen. Da jedoch bei der Straßenbahn damals ein erheblicher Wagenmangel herrschte, entschloss sich die I.T.T. kurzfristig alle Fahrten der Linie 3 über die Neubaustrecke zu führen und im Gegenzug die Straßenbahnlinie 4 – ebenfalls ab dem 11. März 1970 – vorübergehend einzustellen. Die nur zwei Jahre lang genutzte Trolleybuswendeschleife am Bulevardul Cetății entfiel daraufhin ersatzlos.

### Neue Liniennummern (1971)

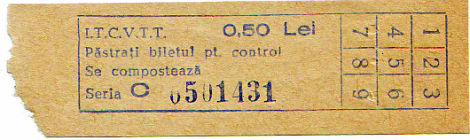
In der Zeit von 1971 bis 1977 ausgegebener Lochentwerter-Fahrschein, Preis 0,50 Lei. Diese Tickets konnten flexibel in allen drei städtischen Verkehrsmitteln verwendet werden

Im Frühjahr 1971 benannte die damalige Întreprinderea de Transport Timișoara (I.T.T.) ihre nunmehr vier Trolleybuslinien 1 bis 4 in 11 bis 14 um. Damit vermied die Gesellschaft, wie schon bis 1962, Doppelnummerierungen mit bestehenden Straßenbahn- und Autobuslinien. Die Trolleybuslinien sind seither hierarchisch nach den Straßenbahnlinien, die damals ihre Nummern im Bereich zwischen 1 und 10 behalten durften, und vor den Autobuslinien angeordnet. Letztere bekamen 1971 den Nummernbereich ab 21 aufwärts zugewiesen.

### Vorübergehende Netzteilung (1971)
Die Modernisierung des Bulevardul Republicii erforderte ab dem 11. Juli 1971 die temporäre Sperrung des Streckenabschnitts Piața Victoriei – Piața Regina Maria, wie lange diese anhielt ist nicht überliefert. Die Linien 11 und 14 kehrten daher im Sommer 1971 – analog zur Linie 13 – schon auf der Piața Mircea Eliade in der Inneren Stadt um. Folge der Straßenbauarbeiten war zudem eine Netzteilung, in Folge derer nur noch die Linie 12 direkt mit dem Depot verbunden war. Die Wagen der Linien 11, 13 und 14 mussten hingegen in der Inneren Stadt ein kurzes Stück geschleppt werden, um die Lücke zwischen den beiden Teilnetzen zu überbrücken.

### Trolleybusersatzverkehr aufgrund von Wagenmangel (1971–1974)
Anfang der 1970er Jahre erreichte die damalige Trolleybusgeneration, nicht zuletzt aufgrund der hohen Beanspruchung im Verkehr mit den neuen Großwohnsiedlungen jener Zeit, das Ende ihrer Lebensdauer. Sie konnte aber aufgrund der seinerzeit vorherrschenden Zentralverwaltungswirtschaft – landesweit existierte nur ein einziger Trolleybushersteller in der Hauptstadt – nicht adäquat ersetzt werden. Noch während der oben genannten Netzteilung im Sommer 1971 musste daher die Linie 14 wegen Wagenmangels – 1971 wurden 14 Trolleybusse ausgemustert, aber nur zwei neue beschafft – auf Autobus umgestellt werden. Es verkehrte ab August 1971 vorübergehend eine Ersatzlinie, die ihre Liniennummer 37 im Anschluss an die 16 damaligen Autobuslinien (21–36) erhielt. Sie bediente ebenfalls nur die verkürzte Strecke zwischen Piața Mircea Eliade und Strada Ion Ionescu de la Brad. Die Umstellung erfolgte kurzfristig und ohne Vorankündigung. So berichtete beispielsweise die Zeitung Drapelul roșu am 12. August 1971, dass sich die Fahrgäste darüber beschwerten, nicht vorab über die Maßnahme informiert worden zu sein.
Zum 1. Januar 1972 ersetzte die kommunale I.T.T. schließlich auch noch die Trolleybuslinie 11 durch Autobusse. Damals gab der Verkehrsbetrieb seine drei Regionalbuslinien nach Albina, Săcălaz und Utvin vorübergehend an das nationale Unternehmen Întreprinderea de Transport Auto (I.T.A.) ab. Es entstand somit ein Überhang an Autobussen, der es ermöglichte die neue Ersatzautobuslinie 24 einzurichten. Diese verkehrte allerdings nur bis zum Gara de Nord statt wie die der Trolleybus bis zur Strada Gheorghe Pop de Băsești, ihre Liniennummer hatte sie von der oben genannten Autobuslinie nach Săcălaz übernommen.
Erst durch die Lieferung neuer Trolleybusse im Dezember 1972 entspannte sich die Situation etwas. So konnte ab dem 20. Januar 1973 zunächst die Linie 14 wieder wie gewohnt elektrisch bedient werden, die Ersatzautobuslinie 37 entfiel. Die Linie 11 hingegen fuhr erst ab dem 17. Oktober 1974 wieder regulär, nachdem die nächste Trolleybuslieferung aus Bukarest eintraf. Daraufhin entfiel schließlich auch die Ersatzautobuslinie 24 wieder.

### Erstes gestrichenes Liniensignal (1972)
Nachdem der Wagenmangel bei der Straßenbahn behoben war, konnte die Straßenbahnlinie 4 zur Piața Avram Iancu in der zweiten Hälfte des Jahres 1972 ihren Betrieb wieder aufnehmen. Ohne gleichzeitige Anpassung des Trolleybusverkehrs wäre dort aber ein Überangebot entstanden, weshalb die Verkehrsgesellschaft ab diesem Zeitpunkt einen Großteil der Fahrten der Linie 13 in die Mehala bereits vor dem Bulevardul Cetății enden ließ. Dadurch vermied sie eine übermäßige Parallelbedienung mit der Straßenbahn im Zuge der Strada Cloșca. Zu diesem Anlass führte das Unternehmen auch beim Trolleybus erstmals ein gestrichenes Liniensignal ein, welches im Straßenbahn- und Autobusnetz schon seit Mitte der 1960er Jahre anzutreffen war. Auf der neuen Linie 13 barat (barat = rumänisch für gestrichen) fuhren zusammen sieben Kurse im dichten Takt, während die wenigen verbliebenen Fahrten der regulären Linie 13 weiterhin die Gesamtstrecke zur Piața Avram Iancu bedienten. Weil die alte, von 1968 bis 1970 genutzte, Wendeschleife am Bulevardul Cetății aufgrund eines mittlerweile dort entstandenen Hochhauses nicht mehr reaktiviert werden konnte, richtete die Gesellschaft eigens für die Linie 13 barat eine neue ein. Diese Häuserblockschleife führte gegen den Uhrzeigersinn um das dortige Einkaufszentrum Complex herum, das heißt durch die Strada Martir Remus Tășală und die Strada Salciei.
Nachdem die Straßenbahnlinie 4 dann aber ab dem 12. September 1974 endgültig nicht mehr zur Piața Avram Iancu fuhr, damals ging die Neubaustrecke zur Strada Matei Basarab in Betrieb, entfiel die Trolleybuslinie 13 barat wieder. Ihre Kurse wurden wiederum in die reguläre Linie 13 integriert, die fortan im dichten Takt bis zum zentralen Platz der Mehala fuhr. Die nur zwei Jahre lang genutzte Zwischenwendeschleife durch die Straßen Martir Remus Tășală und Salciei entfiel ebenfalls wieder.

### Verlängerung in den Jagdwald und Unterbrechung der Ringlinie (1977)
Ab 1977 fuhr die Linie 11 über ihren bisherigen Endpunkt beim Straßenbahndepot hinaus durch den Bulevardul Simion Bărnuțiu und die Calea Dorobanților bis zur – heute Arena Aqua genannten – Endstelle am Rande des Jagdwalds, rumänisch Pădurea Verde, kurz vor der östlichen Stadtgrenze. Neben der Naherholung diente die 2200 Meter lange neue Verbindung auch der Bedienung des dortigen Motels sowie des großen Freibads, damals Ștrandul Tineretului genannt. Die Strecke endete ursprünglich an der Einmündung der Strada Ștrandului, wo am Waldrand eine Wendeschleife im Uhrzeigersinn entstand.
Die vollständige Erneuerung des Podul Muncii erforderte ferner ab dem 15. Februar 1977 die vorübergehende Unterbrechung der Ringlinie 12, die bis zum 29. Januar 1979 andauerte. Südlich der Brücke wendeten die Trolleybusse damals mittels einer eigens hierfür eingerichteten provisorischen Wendeschleife vor der Kreuzung Bulevardul Iuliu Maniu / Piața Iosefin / Strada Ioszef Preyer, wo von 1956 bis 1978 auch die Straßenbahn umkehrte. Nördlich des Podul Muncii benutzten die Wagen der Linie 12 während der Brückensperrung die vorhandene Wendeschleife der Linie 11 und 14 an der Strada Gheorghe Pop de Băsești.

### Erschließung der Calea Girocului (1978)

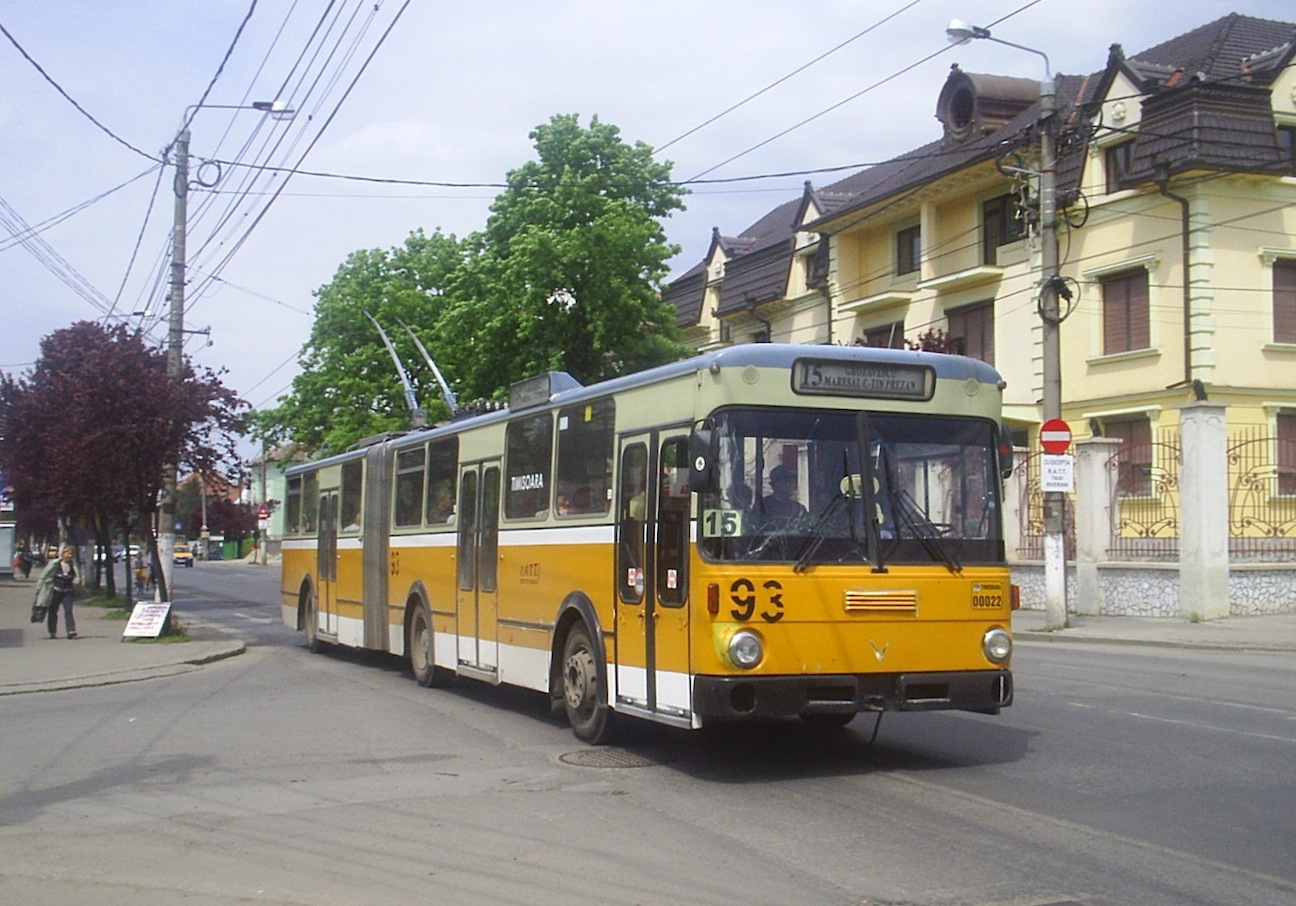
Seit 1978 fährt die Linie 15 durch die Strada Arieș, hier 2006 an der Kreuzung mit der Strada Craiova

In der zweiten Hälfte der 1970er Jahre entstand auch beiderseits der Ein- und Ausfallstraße nach Giroc, der früheren Calea Girocului und heutigen Calea Martirilor 1989, eine umfangreiche Wohnbebauung. Die drei neuen Stadtviertel westlich und östlich der genannten Straße, die Zona Girocului Vest, die Zona Girocului Est sowie das Gebiet Plavăţii, wurden daher zum 1. Dezember 1978 durch die neu eingeführte Linie 15 ebenfalls an das Trolleybusnetz angeschlossen. Sie ersetzte wiederum die am 28. Dezember 1976 eingerichtete provisorische Autobuslinie 24. Zuvor verkehrte dort nur die Vorortautobuslinie 29 nach Giroc, die das stark gestiegene Fahrgastaufkommen nicht mehr allein bewältigen konnte.
In der Inneren Stadt hatte die neue Trolleybuslinie 15 ihre Endstation ursprünglich auf der Piața Iancu Huniade, von wo aus sie via Bulevardul Ion Constantin Brătianu, Bulevardul Michelangelo, Strada Cluj, Strada Arieș, Calea Martirilor 1989 und Strada Mareșal Constantin Prezan ihre Wendeschleife an der Einmündung der Strada Versului erreichte. Auf der Rückfahrt von dort erreichten die Linie 15 ihre stadtseitige Endstelle allerdings abweichend via Bulevardul Vasile Pârvan, Podul Mitropolit Andrei Șaguna und Strada 20 Decembrie 1989, das heißt in der Inneren Stadt entstand damals eine große Häuserblockschleife im Uhrzeigersinn. Sie diente nicht zuletzt auch der Verknüpfung der neuen Strecke mit dem übrigen Netz, so konnten die Wagen der Linie 15 über die Strecke der Linie 12 das Depot erreichen. Mit dem Podul Michelangelo existiert ferner seit 1978 eine weitere Begaquerung im Trolleybusnetz.

### Verlängerung zum Combinatul Petrochimic Solventul (1978)

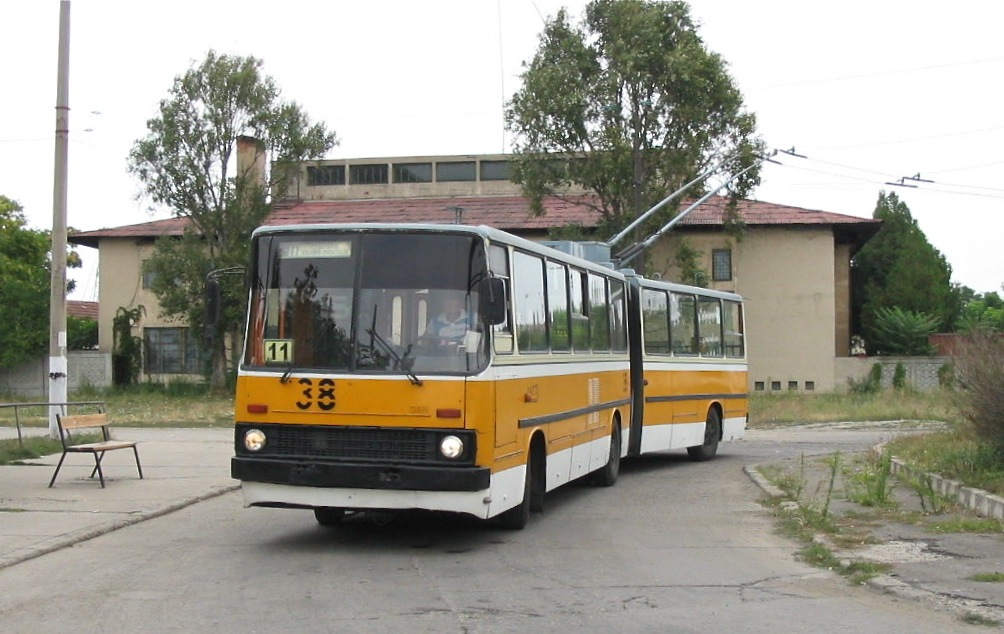
Die 1978 eröffnete Wendeschleife beim Combinatul Petrochimic Solventul wurde zwischen 1998 und 2009 von der Linie 11 bedient, hier im Jahr 2003

Die umfangreiche Erweiterung der vormaligen Spiritusfabrik in der Josefstadt (rumänisch Prima Fabrică de Spirt și Industrie Chimică din Timișoara) zum Combinatul Petrochimic Solventul, heute Platforma Industrială Solventul, erforderte in den 1970er Jahren auch eine verbesserte Verkehrsanbindung des neuen Kombinats. Diese erfolgte 1978 durch eine circa einen Kilometer lange Trolleybusneubaustrecke ab der Strada Gheorghe Pop de Băsești. Zuvor war das Kombinat ab 1977 provisorisch durch die Autobuslinie 35 angebunden, die zum Institutul Agronomic verkehrte und 1978 wieder entfiel. Im Gegensatz zu den Trolleybussen fuhren die Autobusse jedoch bis auf das Werksgelände, um dieses besser zu erschließen.
Die neue Trolleybusstrecke durch die westliche Strada Gării wurde anfangs von der Linie 14 befahren, die von der Piața Mircea Eliade aus verlängert wurde. Neben der neuen Endstelle kam 1978 auch eine zweite neue Haltestelle an der Strada Gelu hinzu. De facto handelte es sich beim ersten Abschnitt der Neubaustrecke von 1978 somit um eine Reaktivierung. Denn zwischen der Strada Gheorghe Pop de Băsești und der Strada Gelu verkehrten bereits von 1954 bis 1955 kurzzeitig Trolleybusse, außerdem diente die Strecke von 1964 bis 1973 als Depotzufahrt.
Mit der Verlängerung zum Combinatul Petrochimic Solventul ging außerdem die Zwischenwendeschleife an Strada George Barițiu in Betrieb, wo zunächst die Linie 11 endete. Ihr Bau war notwendig geworden, weil die Strada Gheorghe Pop de Băsești ab 1978 als vierspurige Hauptstraße fungierte und die 1964 eröffnete Schleife an ihrem Beginn dem Straßenausbau weichen musste. Die Linie 14 konnte die Station an der Strada George Barițiu hingegen nicht bedienen.

### Wiederholte Neutrassierung in der Inneren Stadt (1978/1979)
Der Neubau der Fußgängerunterführung auf dem Vorplatz der Oper, der am 24. Juni 1978 begann, erforderte in den Jahren 1978/1979 eine wiederholte Neutrassierung in der Inneren Stadt. Zunächst fuhren die Trolleybusse ab 1978 zwischen der Piața Victoriei und der Piața Mircea Eliade provisorisch in beiden Richtungen durch die Strada Sfântul Ioan. Die Führung durch die südliche Strada Mărășești entfiel damit, während die südliche Strada Gheorghe Dima nun in beiden Richtungen Trolleybusverkehr aufwies.
Als dauerhafte Lösung ging schließlich am 15. April 1979 eine einspurige Neubaustrecke durch die Straßen Dr. Iosif Nemoianu und Coriolan Brediceanu in Betrieb, die fortan von den in Richtung Piața Mărăști fahrenden Trolleybussen benutzt wurde. Damit hing in der Strada Mărășești gar keine Oberleitung mehr. Die Linie 13 wiederum konnte fortan nicht mehr auf der Piața Mircea Eliade umkehren und verkehrte stattdessen via Strada Sfântul Ioan und Bulevardul Republicii zur Piața Regina Maria, wo sich die neue Endstation befand. Die Rückfahrt zur Piața Timișoara 700 erfolgte anschließend via Strada Dr. Iosif Nemoianu und Strada Coriolan Brediceanu.

### Verlängerung zur Strada Grigore Alexandrescu (1979)
In der Mehala erfolgte am 26. Juni 1979 die circa 800 Meter lange Verlängerung der Linie 13 zur Strada Grigore Alexandrescu am westlichen Stadtrand. Der dortige Flohmarkt (rumänisch Ocico) bescherte der Linie besonders am Wochenende ein hohes Fahrgastaufkommen. Allerdings befuhren nicht alle Kurse die Neubaustrecke. Ein Großteil der Fahrten, sie trugen fortan die nach fünf Jahren Unterbrechung wiederbelebte Linienbezeichnung 13 barat, wendete weiterhin auf der Piața Avram Iancu.
Um einerseits die Neubaustrecke errichten zu können und andererseits weiterhin über eine Wendemöglichkeit auf der Piața Avram Iancu zu verfügen, musste zunächst jedoch die alte Wendeschleife von 1970 ersetzt werden. Daher nahm die Gesellschaft schon am 2. März 1979 eine neue Häuserblockschleife rund um die Piața Avram Iancu in Betrieb, welche die dortige orthodoxe Auferstehungskirche entgegen dem Uhrzeigersinn umrundete. Sie wurde zwar für die Linie 13 barat gebaut, zwischen März und Juni 1980 aber entsprechend von der regulären Linie 13 benutzt.
Jedoch entfiel die Linie 13 barat bereits im Laufe des Jahres 1981 wieder. Denn zum einen forderten die Fahrgäste zusätzliche Fahrmöglichkeiten zum Flohmarkt – der als Grauer Markt in Zeiten der Wirtschafts- und Versorgungskrise eine zunehmend größere Rolle spielte – und zum anderen erwies sich die neue Wendeschleife mit ihren engen Radien als anfällig für Stangenentdrahtungen, sie konnte daher nur sehr langsam passiert werden. Die Schleife blieb zwar weiterhin ans Netz angeschlossen, war aber fortan ohne planmäßigen Betrieb.

### Verkürzung der Linie 11 und Einführung der Linie 16 (1980)
Der intensive Wohnungsbau in der östlichen Fabrikstadt, wo damals das Neubaugebiet Zona Dorobanți entstand, sowie die 1977 erfolgte Verlängerung zum Jagdwald führten die Linie 11 Ende der 1970er Jahre an ihre Kapazitätsgrenze. Um Abhilfe zu schaffen, führte das Verkehrsunternehmen daher eine weitere Trolleybusverbindung ein. Diese neue Linie 16 pendelte ab dem 14. Januar 1980 zunächst provisorisch zwischen der Piața Mărăști und dem Jagdwald. Im Gegenzug verkehrte die Linie 11 fortan nur noch bis zur Strada Enric Baader. Schon am 11. Februar 1980 erhielt die Linie 16 schließlich ihre endgültige Streckenführung in der Inneren Stadt. Dort benutzte sie – wie die Linien 13 und 13 barat – die große Häuserblockschleife via Strada Sfântul Ioan, Bulevardul Republicii, Piața Regina Maria, Strada Dr. Iosif Nemoianu und Strada Coriolan Brediceanu.
Weil der östliche Streckenabschnitt der Linie 16 zum Jagdwald aber nur in der Ausflugs- und Badesaison zu allen Tageszeiten ausreichend frequentiert war, errichtete die I.J.T.L.T. eine neue Zwischenwendeschleife auf der heutigen Piața General Virgil Economu und schloss diese zwischen dem 24. und dem 29. November 1981 ans Bestandnetz an. Zwecks Energieeinsparung verkehrte die Linie 16 daher vom 1. Dezember 1981 bis zum 15. Mai 1982 außerhalb der Hauptverkehrszeiten, das heißt zwischen 8:00 und 13:00 Uhr sowie zwischen 16:00 und 21:00 Uhr, nur bis dorthin.
Erst die vollständige Umstellung der Linie 11 auf Gelenktrolleys ermöglichte es diese ab dem 10. Februar 1986 wieder bis in den Jagdwald zu führen und die Linie 16 nach sechs Betriebsjahren wieder einzustellen. Allerdings verkehrte auch die Linie 11 nur in der Sommersaison zum Jagdwald, außerhalb dieser endete sie ebenfalls schon an der Piața General Virgil Economu.
Durch das Neubaugebiet Zona Ion Ionescu de la Brad am nördlichen Stadtrand stieß Anfang der 1980er Jahre ferner auch der nördliche Streckenast der Linie 14 an seine Kapazitätsgrenze. Zu seiner Entlastung ging daher am 17. März 1981 eine neue Verstärkerlinie 14 barat zwischen der Strada Ion Ionescu de la Brad und der Piața Regina Maria in Betrieb. Sie verkehrte nur in den Hauptverkehrszeiten, das heißt von 5:00 bis 8:30 Uhr, 13:00 bis 17:00 Uhr und 21:00 bis 23:00 Uhr. Mit der ab 1982 erfolgten Umstellung der Linie 14 auf Gelenkwagen konnte auch sie nach einiger Zeit wieder entfallen. Die Linie 14 war damals die meistfrequentierteste Linie im Trolleybusnetz, 1984 beispielsweise verkehrte sie in Spitzenzeiten im Zwei-Minuten-Takt.

### Im Zeichen der Energiekrise (1980er Jahre)

Trolleybus-Fahrschein von 1981, Preis ein Leu

Monatskarte für die Linie 14 vom Februar 1986, Preis 63 Lei

In den 1980er Jahren war Rumänien von einer schweren Energiekrise betroffen, diese wirkte sich auch vollumfänglich auf den Verkehrssektor aus. Weil Strom gespart werden musste, streckte die I.J.T.L. Timiș die Intervalle der Trolleybusse. Lange Wartezeiten und massiv überfüllte Wagen waren die Folge, Menschentrauben an den Türen gehörten – wie in allen rumänischen Großstädten – zum Alltagsbild.
Parallel dazu führte die allgemeine Mangelwirtschaft zu permanenten Ersatzteilproblemen. Daraus resultierte eine hohe Ausfallquote, die wenigen einsatzbereiten Fahrzeuge wurden dafür umso stärker beansprucht. Dies galt insbesondere auch für die fabrikneuen, aber qualitativ minderwertigen DAC-Wagen. Kleinere Reparaturen mussten zurückgestellt werden, weil die Betriebsleitung jeden Wagen benötigte, dadurch verschlechterte sich der Zustand der Fahrzeuge oft noch weiter. Verbeulte und verrostete Wagen sowie starke Fahrplanabweichungen waren an der Tagesordnung, im Winter minderten kaputte Heizungen den Fahrkomfort.
Ferner ersetzte die I.J.T.L. Timiș Anfang der 1980er Jahre die bis dahin üblichen Einzelfahrscheine durch Mehrfahrtenkarten zu vier oder zehn Fahrten, ein Mengenrabatt wurde jedoch nicht gewährt. Wie in allen anderen rumänischen Städten führte die Verkehrsgesellschaft zuvor außerdem gestaffelte Fahrpreise für die drei städtischen Verkehrsmittel ein, sodass die Fahrkarten nicht mehr flexibel verwendet werden konnten. Eine Fahrt mit dem Trolleybus kostete seither 25 Prozent mehr als eine Fahrt mit der Straßenbahn, eine Fahrt mit dem Autobus war sogar um die Hälfte teurer.
Weil auch Benzin in jener Epoche stark rationiert war, mussten die Trolleybusse gleichzeitig zusätzliche Passagiere aufnehmen, darunter sowohl Kraftfahrzeugbesitzer, die ihre Personenkraftwagen nicht nutzen konnten, als auch Fahrgäste der damals nur eingeschränkt verkehrenden Autobuslinien. Insbesondere verkehrte ein Teil der Vorortautobuslinien ab Mai 1982 nur noch bis an den Stadtrand statt bis in die Innere Stadt, wo dann auf die elektrischen Verkehrsmittel umgestiegen werden musste. Dieser gebrochene Verkehr betraf folgende Relationen:
- Autobuslinie 25 aus Richtung Dumbrăvița kommend nur noch bis Strada Ion Ionescu de la Brad, dort Umstieg auf Trolleybuslinie 14
- Autobuslinie 26 aus Richtung Flughafen Timișoara kommend nur noch bis Piața General Virgil Economu, dort Umstieg auf Trolleybuslinie 11 oder Straßenbahn
- Autobuslinie 28 aus Richtung Ghiroda Nouă kommend nur noch bis Piața General Virgil Economu, dort Umstieg auf Trolleybuslinie 11 oder Straßenbahn
- Autobuslinie 29 aus Richtung Giroc kommend nur noch bis Casa Tineretului, dort Umstieg auf Trolleybuslinie 15
- Autobuslinie 30 aus Richtung Ghiroda kommend nur noch bis Piața General Virgil Economu, dort Umstieg auf Trolleybuslinie 11 oder Straßenbahn

### Umfangreiche Netzerweiterung (1987)
Aufgrund der anhaltenden Energiekrise und des sich weiter verschärfenden Treibstoffmangels erlebten elektrisch betriebene Verkehrsmittel in der zweiten Hälfte der 1980er Jahre in Rumänien einen Boom. So gingen allein in den Jahren 1983 bis 1989 sechs neue Trolleybussysteme in Brăila, Galați, Hermannstadt, Iași, Mediaș und Suceava sowie sechs neue Straßenbahnsysteme in Brașov, Cluj-Napoca, Constanța, Craiova, Ploiești und Reșița in Betrieb. Diese Entwicklung wirkte sich auch auf die bestehenden Systeme aus, die in jener Ära – auf Kosten des Autobusverkehrs – ebenfalls stark erweitert wurden. So erhöhte sich auch in Timișoara die Zahl der Trolleybuslinien innerhalb eines Jahres von fünf auf zehn.

#### Erneute Anbindung der Calea Aradului
In Timișoara betraf der Aufschwung des elektrischen Nahverkehrs – acht Jahre nach Eröffnung der letzten Trolleybusneubaustrecke – zuallererst die zum 17. März 1987 erfolgte Elektrifizierung der Autobuslinie 27, die fortan als Trolleybuslinie 17 verkehrte. Damit erhielt die Ein- und Ausfallstraße Calea Aradului – 24 Jahre nach Einstellung der alten einspurigen Trolleybusverbindung zur Uzinele Textile Timișoara – zum zweiten Mal einen Anschluss an das Trolleybusnetz. Die Reaktivierung war vor allem durch die Neubausiedlung Zona Aradului mit ihren beiden Teilgebieten Zona Aradului Est und Zona Aradului Vest notwendig erforderlich geworden, die vom Autobus nicht mehr nachfragegerecht bedient werden konnten. Im Gegensatz zur 1964 stillgelegten einspurigen Strecke ist die 1987 eröffnete circa 2,2 Kilometer lange Neubaustrecke durch die Calea Aradului jedoch durchgehend zweispurig. Sie ist zudem um circa 400 Meter sowie eine Haltestelle länger und reicht bis zur Landwirtschaftlichen und Veterinärmedizinischen Universität des Banat an der nördlichen Stadtgrenze, welche bis 1990 eine Fakultät der Universität Timișoara war. Die dortige Endstelle wird seitens des Verkehrsbetriebs als Institutul Agronomic bezeichnet.
In der Inneren Stadt wurde für die neue Linie 17 neben der Maria-Theresia-Bastion die Autobuswendeschleife an der Einmündung der Strada Eugeniu de Savoya in die Strada Martin Luther elektrifiziert. Der kleine dreieckige Platz dort wurde vom Verkehrsunternehmen seinerzeit als Piața Semenic bezeichnet, eine offizielle Bezeichnung seitens der Stadtverwaltung hatte er nie. Anders als zuvor die Autobusse wendeten die Trolleybusse dort aber gegen den Uhrzeigersinn. Südlich der Piața Dr. I. C. Brătianu entstand 1987 somit eine circa 200 Meter lange Stichstrecke. Insgesamt war die neue Linie 17 anfangs 3670 Meter lang und bediente zehn Haltestellen.

#### Erschließung der Calea Torontalului und der Strada Liège
Ergänzend zur Neubaustrecke durch die Calea Aradului ging am 15. April 1987 im nördlichen Stadtgebiet eine zweite größere Neubaustrecke in Betrieb. Diese circa 1,6 Kilometer lange ringförmige Verbindung zweigte auf Höhe der Strada Liniștei nach links von der kurz zuvor eröffneten Route Richtung Institutul Agronomic ab, um dann durch die Strada Liège und die Calea Torontalului zurück zum Knotenpunkt Piața Consiliul Europei zu führen. Sie sollte insbesondere das Wohngebiet Zona Aradului Vest besser erschließen als dies durch die Linie 17 möglich war, zugleich aber auch die Straßenbahnlinien 2 und 4 zur Calea Torontalului entlasten. Abgesehen von der dortigen Straßenbahnendstelle existierte zuvor weder in der Calea Torontalului noch in der Strada Liège öffentlicher Nahverkehr.

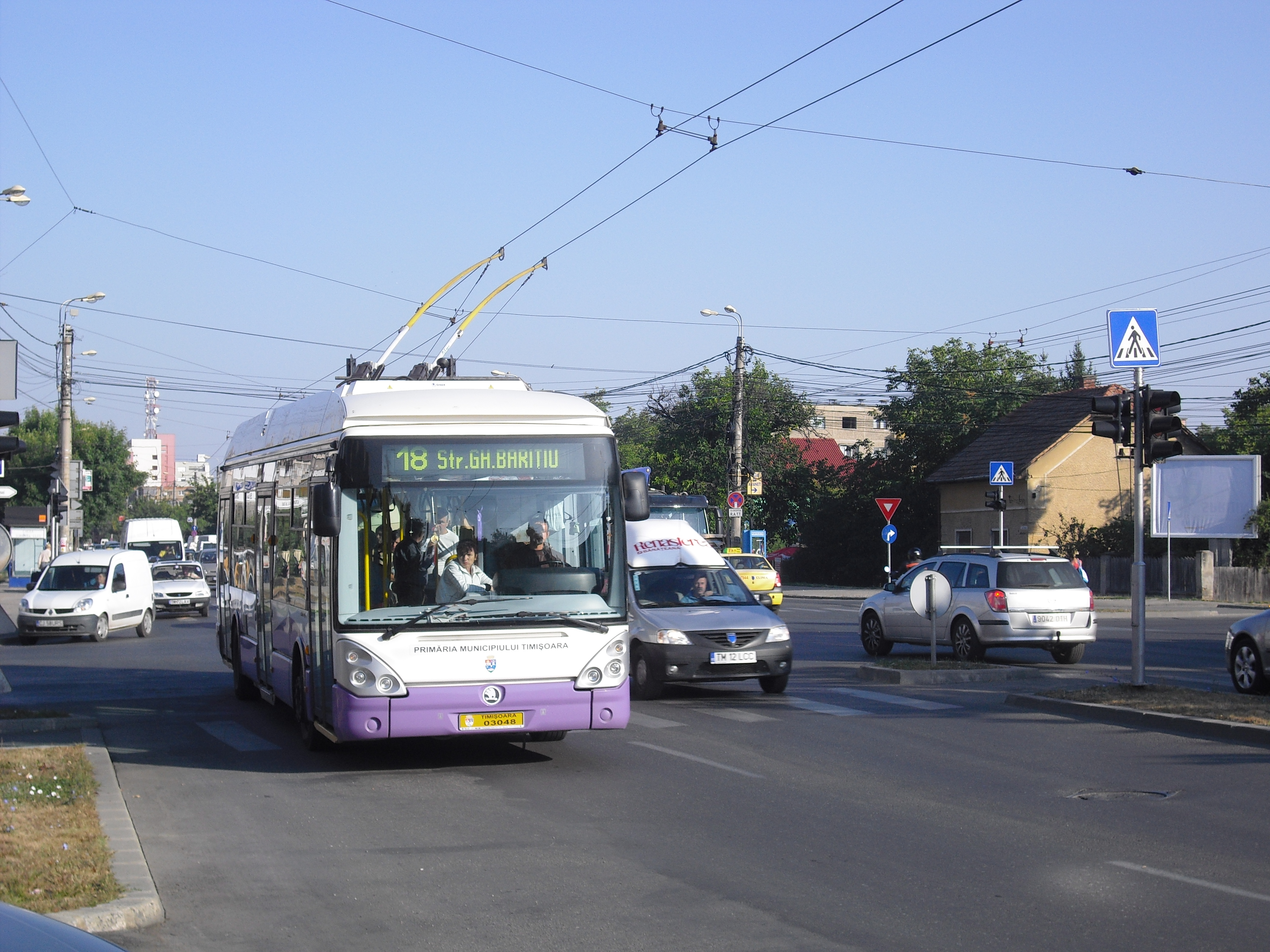
Seit 1987 fahren auch durch die Calea Torontalului Trolleybusse, hier auf Höhe der gleichnamigen Straßenbahn-Endhaltestelle

Bedient wurde die neue Strecke von der gleichfalls neuen Linie 18, diese war 4250 Meter lang und bediente anfangs folgende Haltestellen:
- Piața Semenic
- Strada Oituz
- P.E.C.O. – Calea Aradului
- Strada Boemia
- Strada Liège
- Calea Torontalului
- Bulevardul Cetății
- Poligrafia
- Piața Mărăști
- Piața Semenic

Kurzzeitig verkehrte damals auch eine Linie 18 barat in gegenläufiger Richtung, die jedoch schon bald wieder aufgegeben wurde. Das zweite Fahrleitungspaar durch die Calea Torontalului und die Strada Liège ist seither außer Betrieb und mittlerweile an beiden Enden vom Bestandsnetz abgetrennt.

#### Aufspaltung der Linie 15
Um die Linie 15 besser mit den neuen Trolleybuslinien 17 und 18 ins nördliche Stadtgebiet zu verknüpfen, erhielt erstere in der Inneren Stadt eine neue Endstelle in der Strada Traian Grozăvescu, hinter dem Postpalais. Von dort aus war die Endstelle Piața Semenic der Linien 17 und 18 fußläufig zu erreichen. Aus südlicher Richtung kommend fuhr die Linie 15 daher ab dem 15. April 1987, dem Eröffnungstag der Linie 18, ab der Piața Leonardo da Vinci abweichend über den Bulevardul Michelangelo und den Bulevardul Ion Constantin Brătianu zur Strada Traian Grozăvescu, um dann auf der Rückfahrt durch den Bulevardul Mihai Eminescu die Bestandstrecke durch den Bulevardul Michelangelo wieder zu erreichen. In der Inneren Stadt entstand somit 1987 eine weitere, im Uhrzeigersinn befahrene, Häuserblockschleife und der Abschnitt über den Podul Michelangelo wurde zweispurig ausgebaut.
Die alte Streckenführung der Linie 15 via Piața Iancu Huniade blieb allerdings erhalten, wurde fortan aber als Linie 15 barat bezeichnet. Zunächst war diese Aufspaltung der Linie 15 versuchsweise bis zum 30. April 1987 befristet, wurde dann aber zum 22. August 1987 – dem Eröffnungstag der Linie 16 – dauerhaft eingeführt. Allerdings entschied sich die I.J.T.L. Timiș letztlich dafür, die Linie 15 barat als Linie 15 mit roter Liniennummer zu bezeichnen. Diese Art der Linienkennzeichnung war bei der Straßenbahn bereits seit 1978 üblich und wurde damals erstmals auch beim Trolleybus verwendet. Somit konnten die Fahrgäste mit einer Monatskarte für die Linie 15 auch die Linie 15 barat respektive Linie 15 rot benutzen.

#### Erschließung der Zona Soarelui
Als fünfte und letzte Neubaumaßnahme des Jahres 1987 erhielt schließlich auch das Neubaugebiet Zona Soarelui am südöstlichen Stadtrand einen Anschluss an das Trolleybusnetz. Die circa 1,9 Kilometer lange Strecke zur Zona Soarelui zweigt auf der Piața Tineretului von der Bestandstrasse der Linie 15 durch die Calea Girocului ab und folgt der Strada Arieș, dem Bulevardul Dr. Iosif Bulbuca und dem Bulevardul Sudului bis zur Wendeschleife an der Strada Mareșal Constantin Prezan. Bedient wurde die neue Verbindung ab dem 22. August 1987, dem Vortag des damaligen Nationalfeiertags, von der neuen Trolleybuslinie 16. Sie ersetzte die erst am 1. März 1983 eröffnete Autobuslinie 24. Anders als diese verkehrte die Linie 16 jedoch nicht erst ab der Piața Tineretului, sondern – analog zur Linie 15 – schon ab der Strada Traian Grozăvescu in der Inneren Stadt.

### Freimachung der Strada Dr. Iosif Nemoianu für die Straßenbahn (1988)

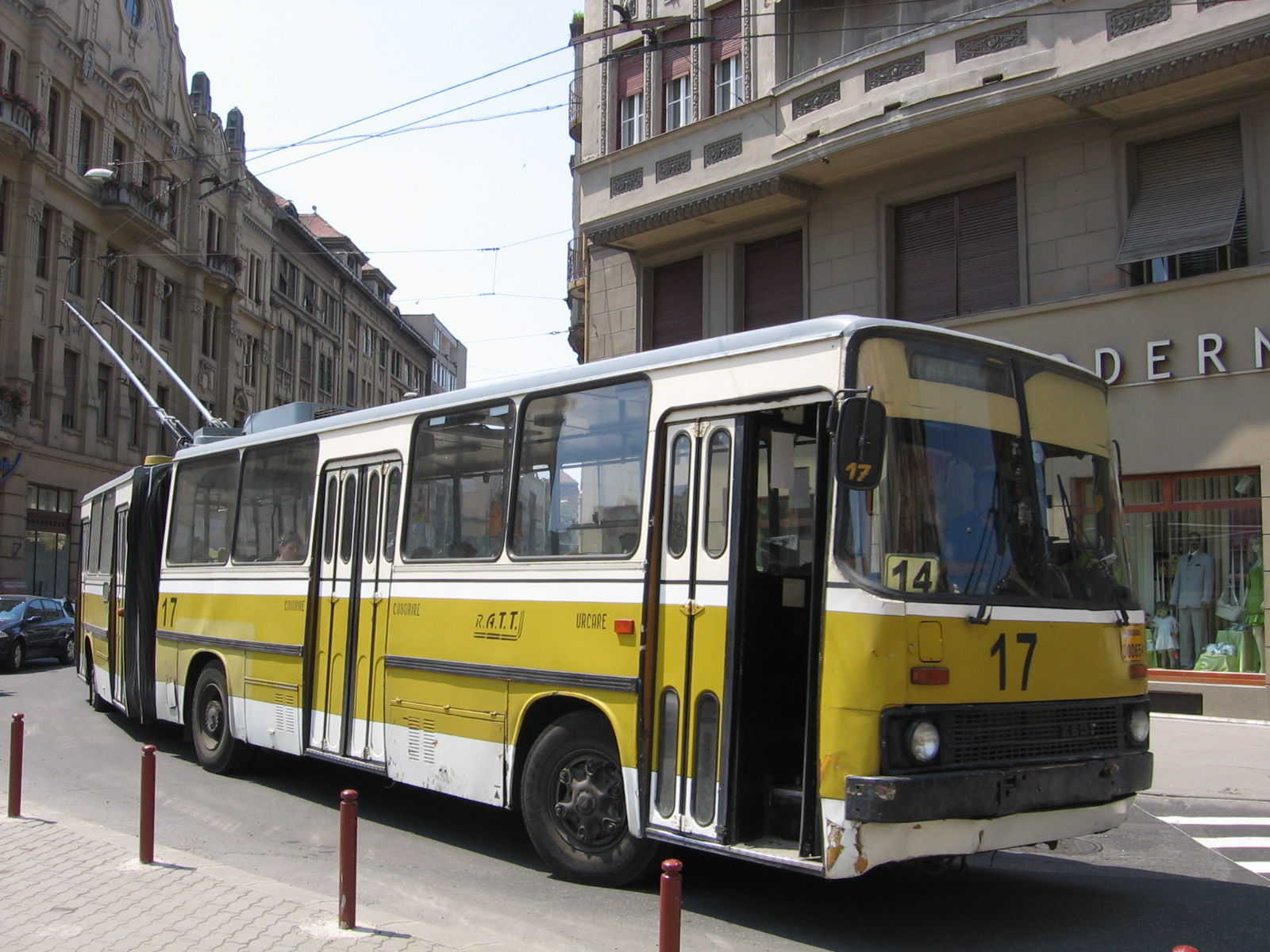
Seit 1988 biegen die Trolleybusse aus dem Bulevardul Republicii kommend nach links in die Strada Sfântul Ioan ein

Die in der zweiten Hälfte der 1980er Jahre vollzogene Umwandlung der zentralen Piața Victoriei in eine Fußgängerzone, beinhaltete auch die Verlegung der Straßenbahn an den westlichen Rand der Inneren Stadt. Damit die Straßenbahn-Hauptlinien 1 schwarz, 1 rot und 6 ab 1989 durch die Strada Dr. Iosif Nemoianu fahren konnten, musste allerdings 1988 erst die dortige Trolleybusstrecke – nach neun Jahren Nutzungsdauer – wieder aufgelassen werden. Aus Richtung Gara de Nord kommend fuhren die Trolleybusse der Linien 11 und 14 daher fortan ab der Piața Regina Maria durch den Bulevardul Republicii und die Strada Sfântul Ioan zur Piața Timișoara 700. Damit entfiel die 1979 eingerichtete Parallelstrecke in diesem Bereich und auch die Strada Coriolan Brediceanu verlor ihren Trolleybusverkehr. Mit Aufgabe der Parallelstrecke entfiel außerdem die Kehrmöglichkeit für die Linie 13. Aus Richtung Mehala kommend fuhr diese daher in der Inneren Stadt ab 1988 via Piața Mărăști und Piața Dr. I. C. Brătianu ebenfalls zur im Vorjahr eingerichteten Endstelle Piața Semenic.

### Betriebsprobleme nach der Revolution von 1989
Die Rumänische Revolution vom Dezember 1989 – die in Timișoara ihren Ausgang nahm – wirkte sich auch auf den Trolleybusverkehr aus. Neben direkten Einflüssen – Trolleybusse wurden als Barrikaden verwendet und fortan zur Verkehrsmittelwerbung genutzt – waren diese vor allem wirtschaftlicher Natur. Größtes Problem war der sich immer weiter verschärfende Wagenmangel jener Zeit, ausgelöst vor allem durch die schlechte Qualität der damals eingesetzten Fahrzeuge aus einheimischer Produktion. Bereits am 28. Juni 1990 entfielen daher die Linien 12, 15 rot, 16 und 18 ersatzlos. Außerdem stellte das Verkehrsunternehmen damals die Linie 13 auf Trolleybusersatzverkehr um, wobei die Ersatzautobusse aus der Mehala kommend bereits auf der Piața Mărăști umkehrten. Nach Beschwerden der Fahrgäste fuhr ab August 1990 schließlich auch die Linie 16 im Trolleybusersatzverkehr, allerdings nur auf der verkürzten Strecke zwischen der Zona Soarelui und der Piața Tineretului.
Im Laufe des Jahres 1991 konnte dann zumindest die Linie 13 wieder zum elektrischen Betrieb zurückkehren. Ein weiteres Problem jener Zeit stellte die Linie 15 dar, die wegen Bauarbeiten in der ersten Hälfte des Jahres 1991 betrieblich vom übrigen Netz isoliert werden musste. Ihre Wagen blieben daher über Nacht an den Endstellen und wurden fallweise mittels Dieselfahrzeugen ausgetauscht. Letztlich bewährte sich dieses Verfahren nicht, so dass schließlich auch noch die Linie 15 auf Trolleybusersatzverkehr mit Autobussen umgestellt werden musste. So verkehrten zeitweise nur noch die Linien 11, 13, 14 und 17 planmäßig elektrisch.
Ab dem 1. Juni 1992 konnte die Linie 15 wieder wie gewohnt mit Trolleybussen betrieben werden, bevor ab dem 1. Dezember 1992 schließlich auch die ehemalige Linie 15 rot wieder in Betrieb ging – jetzt allerdings wieder mit dem Liniensignal 15 barat. Im Gegenzug wurde, ebenfalls zum 1. Dezember 1992, die Trolleybuslinie 13 vorübergehend durch die Autobuslinie 40 zwischen der Strada Grigore Alexandrescu und dem Gara de Nord ersetzt. Diese Verlängerung bewährte sich jedoch nicht, so dass die Ersatzautobusse schon ab dem 1. Mai 1993 nur noch zwischen der Piața Unirii und der Strada Grigore Alexandrescu fuhren und schließlich ab dem 27. Januar 1994 statt der Ersatzlinie 40 wieder die gewohnte Ersatzlinie 13 zwischen Piața Mărăști und Strada Grigore Alexandrescu verkehrte.
Im Laufe des Jahres 1992 musste außerdem die Endstelle Piața Semenic nach nur fünf Betriebsjahren wieder aufgelassen werden. Damals begannen dort die Bauarbeiten für das Bankgebäude Schela de Petrol in der Strada Martin Luther Nummer 2, welches in die Schleife hineinragte. Infolgedessen kehrte die Linie 17 kurzzeitig ebenfalls schon an der Piața Mărăști um, behinderte dort aber den übrigen Verkehr. Daraufhin wurde sie – ebenfalls noch im Laufe des Jahres 1992 – zur Strada Enric Baader verlängert, womit die dortige Schleife nach sechs Jahren Unterbrechung wieder Linienbetrieb aufwies.
Ab dem 27. Januar 1994 musste schließlich auch noch die Linie 17 vorübergehend mit Autobussen betrieben werden, so dass kurzzeitig wiederum nur vier Trolleybuslinien regulär elektrisch fuhren, dies waren die Linien 11, 14, 15 und 15 barat.

### Stabilisierung des Betriebs (1994)
Erst durch einige wenige modernisierte und neu gelieferte Fahrzeuge, vor allem aber durch die Beschaffung von Gebrauchtwagen aus Westeuropa, entspannte sich die Situation im Fahrzeugbereich ab Mitte der 1990er Jahre wieder. Schon am 9. Mai 1994 kehrten die Trolleybusse wieder auf die Linie 13 zurück, im August 1994 folgte die Linie 16 und am 1. Mai 1997 schließlich auch die Linie 18, letztere verkehrte ab ihrer Wiedereröffnung neu zur Strada George Barițiu. Spätestens 1998 war dann auch die Linie 17 wieder rückumgestellt. Die Linie 12 wiederum ging zwar am 15. April 1997 ebenfalls wieder in Betrieb und verkehrte probeweise im 15-Minuten-Takt. Der Test bewährte sich jedoch nicht, so dass die damalige R.A.T.T. sie aus Rentabilitätsgründen bereits zum 1. Juni 1997 erneut einstellte. Erst ab 1999 verkehrte die Linie 12 schließlich wieder regulär, womit alle zum Zeitpunkt der Revolution existierenden Trolleybuslinien wieder in Betrieb waren.
Darüber hinaus kam es in den 1990er Jahren zu folgenden Veränderungen im Trolleybusnetz:
- Die Linien 15 und 15 barat wurden im Laufe des Jahres 1990 um eine Haltestelle verkürzt und endeten vorübergehend bereits auf der Kreuzung Calea Martirilor 1989 / Strada Mareșal Constantin Prezan / Strada Mareșal Alexandru Averescu, wo eine neue Wendeschleife entstand. Jedoch erschwerte der – in jenen Jahren stark anwachsende – Individualverkehr zunehmend den Wendevorgang dort, so dass die Trolleybusse ab dem 28. Mai 1997 wieder bis zur Strada Versului fuhren.
- Zum 16. Oktober 1995 benannte die damalige R.A.T.T. die Linie 15 barat in Linie 19 um.[22][24]
- Zum 1. Februar 1998 tauschten die Linien 14 und 11 ihre Endpunkte. Die Linie 14 verkehrte fortan nur noch bis zur Strada George Barițiu, die Linie 11 dafür bis Combinatul Petrochimic Solventul.
- Die Zwischenwendeschleife auf der Piața General Virgil Economu entfiel im Laufe der 1990er Jahre ersatzlos. Seither verkehren alle Kurse der Linie 11 einheitlich über den gesamten Linienweg, das heißt bis Arena Aqua.

### Erneute Parallelstrecke in der Inneren Stadt (2002)
Die Umwandlung der Strada Sfântul Ioan in eine Einbahnstraße in nördliche Richtung sowie die Umgestaltung der Piața Timișoara 700 führte am 19. Januar 2002 zur erneuten Einführung einer Parallelstrecke am westlichen Rand der Inneren Stadt. In Fahrtrichtung Gara de Nord befahren die betroffenen Linien 11, 14 und 18 seither eine circa 500 Meter lange einspurige Neubaustrecke durch die Strada Paris. Somit entstand in diesem Bereich eine neue Blockumfahrung, welche zum 1. Februar 2002 außerdem die Wieder- beziehungsweise Neueinführung dreier Verstärkerlinien ermöglichte:
- Linie 11 barat: Piața Timișoara 700 – Arena Aqua (zwei Kurse)
- Linie 14 barat: Piața Timișoara 700 – Strada Ion Ionescu de la Brad (vier Kurse)
- Linie 18 barat: Piața Timișoara 700 – Strada Liège (zwei Kurse)

Anders als die kurzlebige Linie 18 barat in den späten 1980er Jahren bediente die neue Linie 18 barat allerdings die Strada Liège und die Calea Torontalului in der gleichen Fahrtrichtung wie ihre Stammlinie, das heißt ebenfalls gegen den Uhrzeigersinn. Somit blieb das zweite Fahrleitungspaar dort weiterhin außer Betrieb. Ab dem 15. Dezember 2003 kam dann zusätzlich noch eine Stichfahrt zum Institutul Agronomic hinzu. Diese bewährte sich letztlich nicht, so dass die Linie 18 barat schon ab dem 8. Juli 2004 wieder auf ihre ursprüngliche Route des Jahres 2002 zurückkehrte. Ebenfalls am 8. Juli 2004 ging eine temporäre Linie 13 barat zwischen der Piața Mărăști und der Piața Avram Iancu in Betrieb. Sie war notwendig geworden, weil ab diesem Tag die Straßenbahnstrecken in die Mehala und in die Ronaț wegen Gleissanierungsarbeiten gesperrt waren und die Trolleybuslinie 13 den Mehrverkehr alleine nicht hätte bewältigen können. Mit Beendigung der genannten Baumaßnahme entfiel am 19. Dezember 2004 auch die Linie 13 barat wieder.

### Wiederholter Ersatzverkehr (ab 2005) und Aufgabe der Linie 12 (2007)

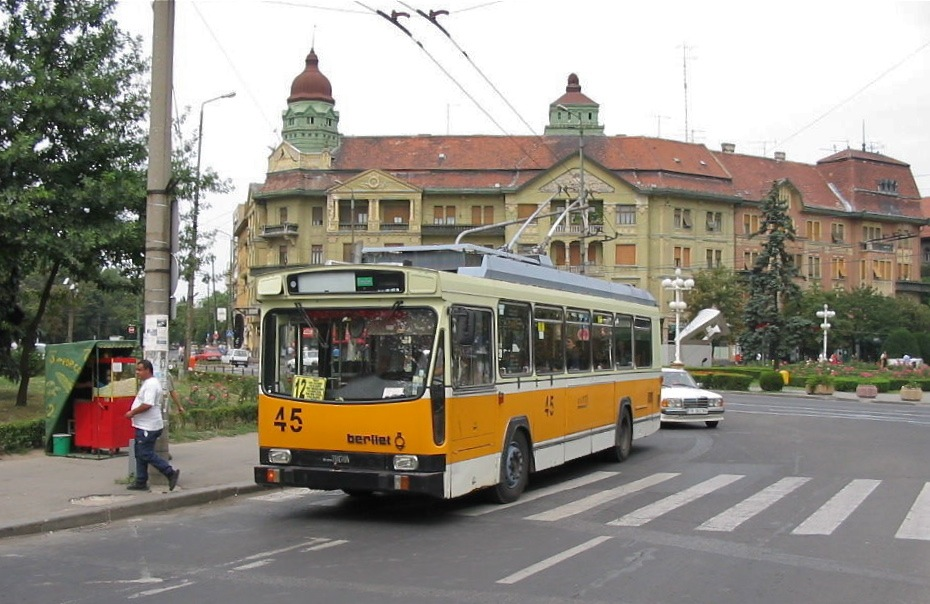
2003: ein Wagen der ehemaligen Linie 12 vor dem Palais Széchényi in der Inneren Stadt, heute eine reine Betriebsstrecke

Mitte der 2000er Jahre erreichten auch die zwischen 1995 und 2002 beschafften Gebrauchtwagen aus Westeuropa das Ende ihrer Lebensdauer. Der sehr inhomogene Fuhrpark von, inklusive der letzten Wagen aus rumänischer Produktion, insgesamt acht verschiedenen Fabrikaten erforderte zudem eine aufwändige Ersatzteillogistik. Daher herrschte damals erneut ein akuter Fahrzeugmangel, weshalb die damalige R.A.T.T. mit den ab 2005 in hoher Stückzahl beschafften Autobussen des Typs Mercedes-Benz Conecto erneut mehrere Routen auf Trolleybusersatzverkehr umstellte. Dies betraf zunächst die Linie 18, die ab Juni 2005 mit Conectos bedient wurde. Es folgten die Linie 17 ab August 2005, die Linie 12 ab März 2006 sowie die Linie 13 ab dem 21. Juni 2006, wobei auf den drei letztgenannten Linien auch andere Autobustypen zum Einsatz kamen. Ursächlich für die Umstellung der Linie 13 war – abgesehen vom Wagenmangel – eine Baumaßnahme des örtlichen Wasserversorgers Aquatim im Bereich der damaligen Endstelle an der Strada Grigore Alexandrescu. Schon am 23. Mai 2006 kehrten zwar die Trolleybusse wieder auf die Linie 17 zurück, doch wurde im Gegenzug am gleichen Tag die Linie 16 auf Ersatzverkehr umgestellt. Außerdem entfielen im Juni 2005 die Verstärkerlinien 11 barat und 18 barat ersatzlos, im August 2005 schließlich auch die Verstärkerlinie 14 barat. Ein Teil der Ersatzbusse auf der Linie 18 bediente dabei zwischen dem 16. Dezember 2005 und dem 1. August 2007 unter dem Liniensignal 18M zusätzlich das Einkaufszentrum Metro 2 an der Ein- und Ausfallstraße nach Becicherecu Mic, diese Stichfahrt wäre mit Trolleybussen gar nicht möglich gewesen.
Kurz vor ihrer Umstellung auf Ersatzverkehr erhielt außerdem die Linie 12 in der Inneren Stadt noch eine neue Streckenführung. Aufgrund der partiellen Umwandlung des Bulevardul Regele Ferdinand I in eine Einbahnstraße konnte sie ab dem 20. Oktober 2005 vorübergehend nur noch im Uhrzeigersinn verkehren. Zu einem späteren Zeitpunkt bekam sie aber in der Fahrtrichtung gegen den Uhrzeigersinn eine neue Streckenführung durch die Strada 20 Decembrie 1989 und den Bulevardul Constantin Diaconovici Loga, somit entstand im Zentrum eine weitere Parallelstrecke.
Mit der Beschaffung fabrikneuer Trolleybusse gelang es schließlich ab Mitte Mai 2008 die Linie 18 und ab September 2008 auch die Linie 16 wieder regulär mit Trolleybussen zu bedienen. Die Linie 12 hingegen wurde schon zum 22. Oktober 2007 gänzlich aufgelassen. Als Ersatz dienten im Wesentlichen die bereits 2001 eingeführten Expressautobuslinien E1 und E3, die jeweils einen Abschnitt des Ringverkehrs übernahmen. Jedoch wird die gesamte Oberleitungsinfrastruktur der Linie 12 weiterhin benötigt, damit die Wagen der Linien im südöstlichen Stadtgebiet das Depot erreichen können. Für die Fahrgäste hingegen besteht seither die Trennung des Trolleybusnetzes in zwei Teilbereiche, die nur durch andere Verkehrsmittel miteinander verbunden sind.
Die Linie 13 wiederum verkehrte auch nach Beendigung der oben genannten Bauarbeiten an der Endstelle Strada Grigore Alexandrescu weiterhin im Ersatzverkehr. Statt der Rückumstellung auf elektrischen Betrieb erfolgte zum 20. November 2006 die Verlängerung um eine Haltestelle bis Piața de Gros, ohne Anpassung der Oberleitungsinfrastruktur. 2010 erweiterte die damalige R.A.T.T. die Linie 13 schließlich um eine weitere Station bis Pasaj C.F., wiederum ohne Erweiterung des Oberleitungsnetzes. Erst am 1. August 2016 kehrten schließlich – nach über zehn Jahren Ersatzverkehr – wieder Trolleybusse auf die Linie 13 zurück, womit wieder alle Linien regulär elektrisch bedient werden. Stadtauswärts drahten die Wagen dabei an der Strada Grigore Alexandrescu ab, stadteinwärts steht ihnen ebenda ein eigens für diesen Zweck montierter Einfädelungstrichter zur Verfügung. Mittelfristig ist geplant, die Linie 13 auch zwischen Strada Grigore Alexandrescu und Pasaj C.F. zu elektrifizieren und darüber hinaus bis in die Nachbargemeinde Săcălaz zu erweitern. Im Verlauf der Strada Locotonent Ovidiu Balea wurden hierfür bereits in der ersten Hälfte der 2010er Jahre auf einer Länge von circa 600 Metern, das heißt bis zur Einmündung der Strada Ciocârliei, entsprechende Masten als Bauvorleistung aufgestellt. Diese dienen vorerst allerdings nur der Straßenbeleuchtung.
Zum 14. September 2009 tauschten außerdem die Linien 11 und 18 ihre Endpunkte. Die Linie 11 verkehrt seither nur noch bis Strada George Barițiu, die Linie 18 ausgleichend dafür bis Combinatul Petrochimic Solventul.

### Aufgabe der Linie 19 (2013)
Die Vollsperrung des Podul Michelangelo aufgrund von Sanierungsarbeiten erforderte ab dem 17. Juni 2013 die Umleitung der Trolleybuslinien 15 und 16 über den benachbarten Podul Mitropolit Andrei Șaguna. Da auch der angrenzende Bulevardul Vasile Pârvan gesperrt war, mussten sie – unter Nutzung des Diesel-Hilfsantriebs – außerdem via Bulevardul Dr. Victor Babeș fahren. Die Linie 19 hingegen stellte die damalige R.A.T.T. seinerzeit ein, sie wäre deckungsgleich mit der umgeleiteten Linie 15 gewesen.
Nachdem der Podul Michelangelo am 14. Juni 2014 wieder für den Verkehr freigegeben wurde, kehrten die Linien 15 und 16 auf ihren regulären Linienweg zurück. Die Linie 19 hingegen blieb weiter eingestellt, da die Sperrung des Bulevardul Vasile Pârvan andauerte. Auch nach dessen Fertigstellung zum Jahreswechsel wurde die Linie 19 jedoch nicht mehr reaktiviert, sondern stattdessen durch die Linie 16 ersetzt. Diese verkehrt seit dem 2. Januar 2015 dauerhaft und in beiden Richtungen auf der längeren Strecke via Podul Mitropolit Andrei Șaguna. Dadurch werden fast alle früher exklusiv von der Linie 19 bedienten Stationen weiterhin vom Trolleybus bedient. Lediglich die Richtungshaltestelle Bulevardul Mihai Viteazul entfiel ersatzlos. Unabhängig davon wurden auf dem Bulevardul Vasile Pârvan die zwei neuen Richtungshaltestellen Pasajul Michelangelo (stadteinwärts) und Facultatea de Electrotehnica (stadtauswärts) eingerichtet.
Allerdings passte die Verkehrsgesellschaft die Fahrleitungsinfrastruktur nur teilweise an die neue Führung der Linie 16 an. Zwar erhielten der Bulevardul Ion Constantin Brătianu, die Strada 20 Decembrie 1989 sowie der Bulevardul Vasile Pârvan im Laufe des Jahres 2015 stadtauswärts jeweils ein zweites Fahrleitungspaar nachgerüstet und es wurde im Zuge des Bulevardul Ion Constantin Brătianu stadteinwärts eine neue direkte Fahrleitungsverbindung in Richtung Endstelle Strada Traian Grozăvescu geschaffen. Stadtauswärts müssen die Trolleybusse jedoch von der Endstation Strada Traian Grozăvescu aus mit dem Hilfsantrieb starten, um dann erst an der Haltestelle Bulevardul Ion Constantin Brătianu eindrahten zu können, wo der neue Fahrdraht beginnt. Erstmals in der Geschichte des Trolleybusses in Timișoara wird damit der Hilfsantrieb im regulären Linienbetrieb genutzt, unabhängig von Baustellen oder Betriebsstörungen.

### Erweiterung nach Dumbrăvița und Ghiroda (2015)
Mit Eröffnung der 3,5 Kilometer langen Neubaustrecke Strada Ion Ionescu de la Brad–Giratie Dumbrăvița am 28. November 2015 fährt der Timișoaraer Trolleybus erstmals in seiner Geschichte über die Stadtgrenze hinaus. Die neue Route folgt dabei auf gesamter Länge der Hauptdurchgangsstraße von Dumbrăvița, die Teil der Landstraße Nummer 691 ist und bis zur Kreuzung mit der Strada Ferventia Strada Conac beziehungsweise ab dort Strada Petőfi Sándor heißt. An der Erweiterung liegen, allesamt auf der Gemarkung von Dumbrăvița, die sechs neuen Haltestellen Kaufland, Fropin, Strada Nicolae Bălcescu, Strada Franyó Zoltán (Primăria Dumbrăvița), Strada Jozsef Attila und Giratie Dumbrăvița. Am nördlichen Ortsrand von Dumbrăvița wendet die, anlässlich der Verlängerung neu eingeführte, Trolleybuslinie M14 Strada George Barițiu – Giratie Dumbrăvița am dortigen Kreisverkehr. Sie ersetzte die vormalige Autobuslinie M45. Für die insgesamt 17,2 Millionen Lei teure Verlängerung waren 280 Beton-Oberleitungsmasten sowie ein neues Unterwerk nötig.
Bereits am 12. Dezember 2015 eröffnete die damalige R.A.T.T. eine zweite Neubaustrecke über die Stadtgrenze hinweg, die in die östliche Nachbargemeinde Ghiroda führt. Hierbei handelt es sich um eine große Häuserblockschleife im Anschluss an die Endstelle Arena Aqua der Linie 11. Die durchgehend einspurige Erweiterung kostete 15,8 Millionen Lei, wird im Uhrzeigersinn bedient und ist 7,5 Kilometer lang. Sie folgt zunächst der Calea Dorobanților respektive Nationalstraße DN6 – die an der Stadtgrenze zur Calea Lugojului wird – in östliche Richtung, um dann via Strada Victoria, Strada Dunărea, Aleea Ghirodei, Strada Turda, Strada Palmierilor und Strada Ștrandului ihren Ausgangspunkt erneut zu erreichen. An der Erweiterung liegen die zwölf neuen Haltestellen Moticica, Romtrans, Calea Lugojului, Primăria Ghiroda, Strada Ialomiției, Strada Giul (Ghiroda), Strada Câmpului, Strada Moldovei, Strada Prieteniei, Strada Spartacus, Strada Bobâlna und Strada Cometei, die alle nur in einer Richtung angefahren werden. Auf diese Weise erhielt auch der Timișoaraer Stadtbezirk Ghiroda Nouă eine Anbindung an das Trolleybusnetz, in dem die vier letztgenannten Stationen liegen. Bedient wird die Erweiterung von der gleichfalls neuen Linie M11 Strada George Barițiu – Ghiroda Strada Câmpului, sie ersetzte die vormalige Autobuslinie M30. Gleichzeitig mit Eröffnung der Linie M11 richtete die damalige R.A.T.T. für diese die neue Richtungshaltestelle Camping ein, die von der Linie 11 jedoch ohne Halt passiert wird.
Infolge Beendigung der Bauarbeiten zur Verbreiterung der Strada Mareșal Constantin Prezan von zwei auf vier Spuren konnten die beiden Linien 15 und 16 ab dem 29. August 2022 am südlichen Stadtrand miteinander verknüpft werden. Mittels einer circa 500 Meter langen Neubaustrecke entstand ein Rundverkehr, wobei die Linie 16 im Uhrzeigersinn und die Linie 15 gegen den Uhrzeigersinn verkehrt. Da die Strada Cluj seit dem 1. September 2019 nur noch eine Einbahnstraße stadtauswärts ist, fahren ferner beide Linien seither stadteinwärts über die Aleea F. C. Ripensia. Hier ist jedoch keine Fahrleitung verlegt, somit nutzen die Trolleybusse ihr Dieselaggregat bis zur Endhaltestelle Traian Grozăvescu.

## Depots

### Erstes Depot am Bulevardul Take Ionescu (1942)
Das erste Trolleybusdepot von 1942 befand sich zwischen dem Bulevardul Take Ionescu und der Strada Drăgășani, wo westlich der 1927 gebauten Straßenbahnwagenhalle Nummer 3 eine kleine, zweiständige Unterstellmöglichkeit für die Trolleybusse errichtet wurde. Anders als die Straßenbahnen erreichten diese das Areal jedoch von Norden her, das heißt via Strada Drăgășani. Dadurch kamen sich die beiden Verkehrsmittel auf dem Depotgelände nicht in die Quere. Das um 2010 herum abgerissene Gebäude war 30 Meter lang, 10,5 Meter breit und konnte vier Wagen aufnehmen. Zwischen 1944 und 1948 diente das Depotgelände außerdem als Wendeschleife für die damals dort endenden Regelkurse der Linie 7.

### Zweites Depot an der Strada Gării (1964)
Nachdem das erste Trolleybusdepot von 1942 aufgrund einer Erweiterung des Straßenbahndepots aufgegeben werden musste und in eine Straßenbahnwagenhalle umgewandelt wurde, ging in der zweiten Hälfte des Jahres 1964 ein neues Depot auf dem Grundstück Strada Gării Nummer 17 in Betrieb. Der Umzug war notwendig geworden, weil nur so die zahlreichen damals neu beschafften Trolleybusse überhaupt untergebracht werden konnten. Im Gegenzug musste die 1955 aufgelassene Trolleybusstrecke zwischen der Strada Gheorghe Pop de Băsești und der Strada Gelu als Zufahrt zum neuen Depot reaktiviert werden, während durch die Strada Drăgășani ab 1964 überhaupt keine Trolleybusse mehr fuhren.
An der Strada Gării stand auf dem Gelände des vormaligen Gaswerks von 1878 fortan eine 54 Meter lange und 16,5 Meter breite Werkstatthalle zur Verfügung. In dieser befanden sich drei Untersuchungsgruben, wovon zwei je zwölf Meter und eine 21 Meter lang waren. Das Depot hatte zwei Einfahrten, eine an der Strada Gării und eine an der Strada Nufăr, während die Ausfahrt über die Strada Gelu erfolgte. Nach 1973 diente es weiterhin dem Verkehrsunternehmen, so waren dort noch bis circa 2010 die Fahrleitungsmeisterei sowie diverse Arbeitswagen untergebracht.

### Drittes Depot am Bulevardul Dâmbovița (1973)
1973 ging schließlich das bis heute bestehende Trolleybusdepot südlich des Bulevardul Dâmbovița in Betrieb. Es wurde über eine 1100 Meter lange Zufahrtsstrecke an das Bestandsnetz angeschlossen. Diese beginnt auf der Piața Iuliu Maniu und führt durch die Strada Ion Budai Deleanu und die Strada Banatul um dann auf Höhe der Einmündung der Strada Lacului nach rechts auf das Betriebshofgelände einzubiegen. Das Trolleybusdepot von 1973 liegt direkt neben dem im Jahr zuvor eröffneten Straßenbahndepot Nummer 2.

## Fahrzeuge

### Erste Generation (Fiat / CANSA / Marelli 635F)

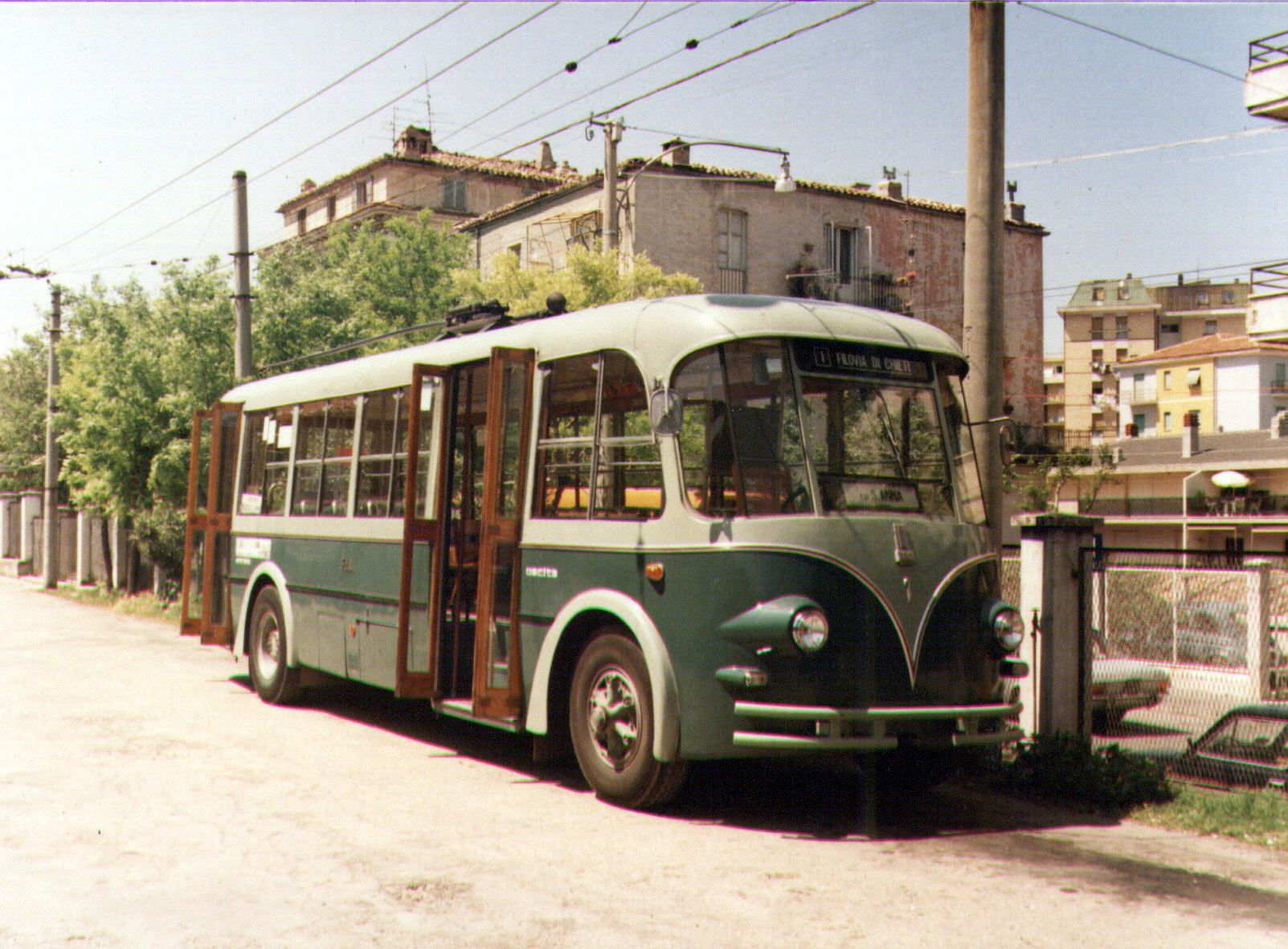
Ein Fiat 668F-Trolleybus in Chieti, diese Baureihe entsprach abgesehen von den breiteren Türen weitgehend der in Timișoara eingesetzten ersten Fahrzeuggeneration, dies gilt auch für die Lackierung.

Bereits 1940 bestellte die damalige Întreprinderea Electromecanică Timișoara (I.E.T.) im Königreich Italien, das ab dem 23. November 1940 im Rahmen des Erweiterten Dreimächtepakts mit dem Königreich Rumänien verbündet war, sieben kurze zweiachsige und zweitürige Trolleybusse. Sie wogen 6500 Kilogramm, hatten eine Höchstgeschwindigkeit von 40 km/h und konnten maximal 45 Personen befördern. Nach einer anderen Quelle verfügten sie über 20 Sitz- und 34 Stehplätze. Im Gegensatz dazu erhielt der erste rumänische Trolleybusbetrieb in Cernăuți seine Wagen 1938/1939 noch aus dem Deutschen Reich, während Rumänien seinen ersten eigenen Trolleybus erst 1955 herstellte.
Das Fahrgestell der ersten Timișoaraer Trolleybusse stammte von Fiat, der Aufbau von der Costruzioni Aeronautiche Novaresi Società Anonima (CANSA) aus Cameri und die elektrische Ausrüstung von Marelli. Die beiden Reihenschlussmotoren mit Wendepolwicklung dieses 635F genannten Typs, der ersten Fiat-Trolleybusbaureihe überhaupt, leisteten jeweils 29,5 Kilowatt. Zusätzlich stand eine Batterienotfahreinrichtung zur Verfügung. Obwohl die Fahrzeuge sich bei Beginn der Oberleitungsarbeiten im Januar 1941 ebenfalls schon im Bau befanden, konnten sie kriegsbedingt erst im Herbst 1942 abgeliefert werden. Dadurch verzögerte sich die Aufnahme des Trolleybusverkehrs entsprechend um über eineinhalb Jahre.
Die Betriebsnummern der ersten Wagengeneration lauteten F1 bis F7. Der Zusatzbuchstabe „F“ stand dabei für firobuz und diente der Abgrenzung zu den Straßenbahnwagen und Autobussen der Gesellschaft. Eine Neuerung für die Fahrgäste war das erstmals in Timișoara angewandte Fahrgastflussverfahren, welches bei der Straßenbahn erst ab 1950 Anwendung fand. Hierbei mussten die Passagiere an der hinteren Türe einsteigen, wo der Schaffner seinen festen Sitzplatz mit dem Rücken zur Fensterscheibe hatte.
Wagen des ab 1936 hergestellten Typs Fiat 635F verkehrten außerdem auch in neun italienischen Städten, namentlich in Bari, Brescia, Cremona, Cuneo, Ferrara, Genua, Perugia, Rimini und Salerno. Ähnliche Fahrzeuge der etwas größeren Typen 656F und 668F waren darüber hinaus in zahlreichen weiteren italienischen Städten sowie beim Trolleybus Belgrad in der nahen jugoslawischen Hauptstadt anzutreffen. Auch die Lackierung der ersten Trolleybusse Timișoaras richtete sich nach der, 1929 eingeführten, landesweiten italienischen Standardlackierung für städtische öffentliche Verkehrsmittel, dem sogenannten biverde ministeriale. Diese sah einen dunkelgrünen Wagenkasten mit einem hellgrünen Fensterband vor, die hölzernen Klapptüren blieben naturbelassen.
Der erste 635F wurde bereits 1957 – als die Strecke zur Uzinele Textile Timișoara vorübergehend eingestellt wurde – ausgemustert, die restlichen sechs folgten 1961 (zwei), 1962 (drei) beziehungsweise 1963 (einer). Ursächlich für ihre Außerdienststellung nach durchschnittlich 19,1 Jahren war der zuletzt schlechte Zustand der Fahrzeuge infolge starker Beanspruchung, insbesondere als in den Jahren 1956 bis 1958 der Nordbahnhof wegen Bauarbeiten nicht von der Straßenbahn bedient werden konnte und viele Fahrgäste auf den Trolleybus auswichen. Passende Ersatzteile aus Italien waren nicht verfügbar, insbesondere die Batterieausrüstung, die Innenbeleuchtung, die Scheinwerfer, die Rückleuchten und die Bereifung stellten das Unternehmen diesbezüglich vor Probleme. Ein sicherer Weiterbetrieb konnte somit nicht gewährleistet werden.
Einer der sieben 635F wurde nach seinem Ausscheiden aus dem regulären Fahrgastbetrieb noch in einen Arbeitswagen für interne Transporte umgewandelt und erhielt hierzu die neue Bezeichnung T1. Wie lange er im Einsatz war, ist nicht überliefert. Weder dieser noch die sechs übrigen Fahrzeuge blieben erhalten.

### Zweite Generation (MTB-82)

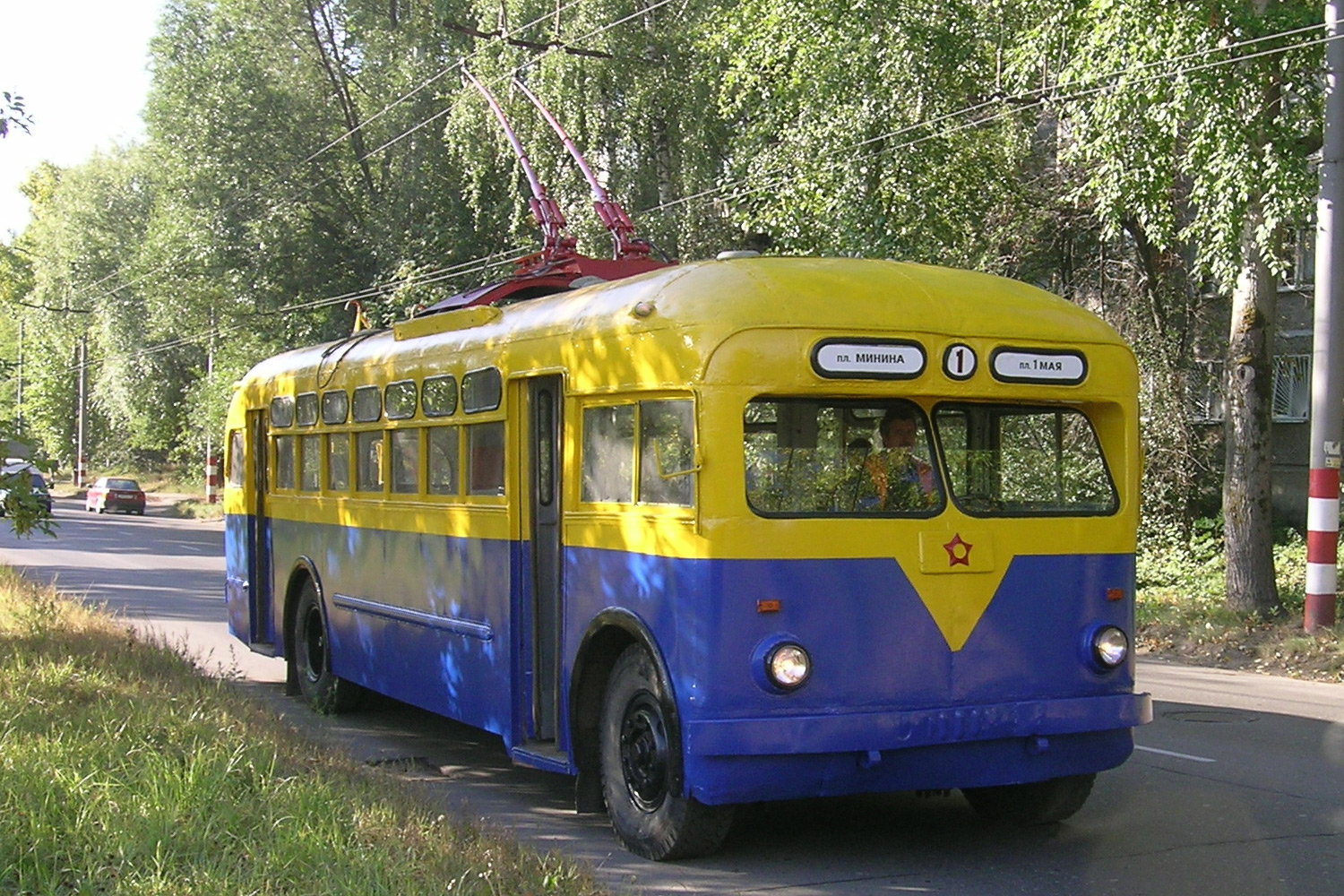
Ein MTB-82 in Nischni Nowgorod

Infolge der neuen politischen Situation nach dem Ende des Zweiten Weltkriegs, das mittlerweile sozialistische Rumänien gehörte fortan dem 1949 gegründeten Rat für gegenseitige Wirtschaftshilfe (RGW) an, schied eine weitere Beschaffung von italienischen Trolleybussen aus. Alternativ wurde die Erstausstattung von 1942 daher in der ersten Hälfte der 1950er Jahre um fünf Großraum-Trolleybusse aus der Sowjetunion ergänzt, die mit 38 Sitzplätzen und 48 Stehplätzen eine deutlich höhere Kapazität als die erste Trolleybusgeneration hatten.
Diese Wagen des Typs MTB-82 wurden vom Sawod imeni Urizkogo produziert und hatten eine Motorleistung von 86 Kilowatt. Der erste von ihnen kam im März 1953 als Einzelstück vorab nach Timișoara und erhielt im Anschluss an die sieben italienischen Trolleybusse zunächst die Betriebsnummer F8. Im September 1953 folgten schließlich vier Serienwagen, bei dieser Gelegenheit bekamen die sowjetischen Fahrzeuge zwecks eindeutigerer Abgrenzung die Nummern F I (ehemals F8), F II, F III, F IV und F V zugeteilt. Auch die MTB-82 wurden mit Sitzschaffner und Fahrgastfluss von hinten nach vorne betrieben, eine Neuerung gegenüber den italienischen Trolleybussen war hingegen die geschlossene Fahrerkabine.
Bereits in der ersten Hälfte des Jahres 1964 schieden alle fünf Fahrzeuge dieser Serie wieder aus dem Bestand. Außerhalb der UdSSR war dieser Typ nur vergleichsweise selten anzutreffen, unter anderem in Budapest, Bukarest, Plowdiw und Sofia.

### Dritte Generation (TV 2 E)
Basierend auf den ab 1958 produzierten Soloautobussen TV 2 U (urban = Stadtausführung) und TV 2 R (rutier = Überlandausführung) stellte der Bukarester Hersteller Tudor Vladimirescu (TV) im gleichen Jahr auch einen neuen Trolleybustyp TV 2 E (electrică) vor. Er war zweitürig, wog 12.750 Kilogramm, verfügte über eine Motorleistung von 74 Kilowatt und konnte 70 Personen befördern – davon 34 sitzend. Die Wagen der dritten Generation ersetzten in Timișoara ab 1960 zum einen die aus dem Ausland beschafften Fahrzeuge der Anfangsjahre, zum anderen ermöglichten sie die Erweiterung des Trolleybusnetzes. Unabhängig davon befand sich bereits 1958 ein Wagen vorab zu Testzwecken vorübergehend in Timișoara. Von 1964 bis 1971 bestand der gesamte Bestand aus dem Typ TV 2 E. Die zusammen 50 Wagen gingen wie folgt in Betrieb und trugen anfangs ebenfalls noch den Zusatzbuchstaben F für firobuz:
| Baujahr | Anzahl | Nummern                          |
| ------- | ------ | -------------------------------- |
| 1960    | 6      | F7–F12, ab Frühjahr 1964: 7–12   |
| 1961    | 2      | F13–F14, ab Frühjahr 1964: 13–14 |
| 1962    | 8      | F15–F22, ab Frühjahr 1964: 15–22 |
| 1963    | 4      | F23–F26, ab Frühjahr 1964: 23–26 |
| 1964    | 6      | 1–6                              |
| 1965    | 6      | 27–32                            |
| 1966    | 6      | 33–38                            |
| 1967    | 1      | 39                               |
| 1968    | 3      | 40–42                            |
| 1969    | 8      | 43–50                            |

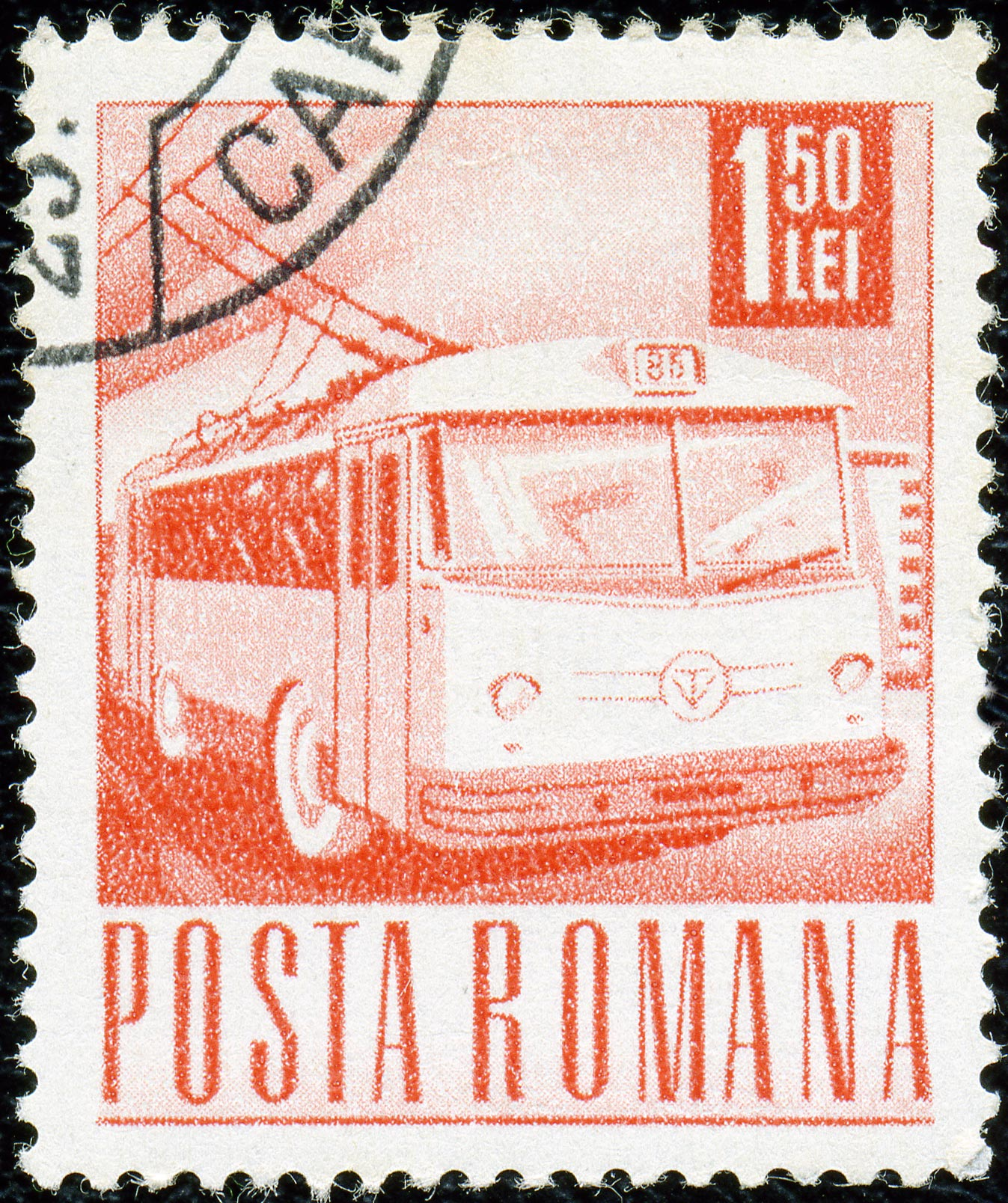
Der Typ TV 2 E auf einer Briefmarke

Ab 1969 schied die dritte Fahrzeuggeneration schließlich nach jeweils circa zehn Betriebsjahren wie folgt aus dem Bestand:
| Ausmusterungsjahr | Anzahl |
| ----------------- | ------ |
| 1969              | 01     |
| 1971              | 14     |
| 1973              | 02     |
| 1976              | 33     |

### Vierte Generation (TV 20 E)
Basierend auf den ab 1969 produzierten Autobusmodellen TV 20 U und TV 20 R stellte das Tudor Vladimirescu-Werk 1970 auch einen neuen Trolleybustyp TV 20 E vor. Die neuen Typen stellten weitgehend eine Modifikation der bekannten TV 2-Familie dar, wichtigste Unterscheidungsmerkmale waren der kantigere Wagenkasten mit abweichender Front sowie die zweite Fensterreihe statt der Dachrandverglasung. Der TV 20 E war außerdem mit 13.400 Kilogramm um 650 Kilogramm schwerer als sein Vorgänger TV 2 E, vor allem aber besaß er nur noch 23 statt 34 Sitzplätze. Timișoara erhielt zusammen 29 Exemplare:
| Baujahr | Anzahl | Nummern |
| ------- | ------ | ------- |
| 1971    | 02     | 51–52   |
| 1972    | 06     | 53–58   |
| 1974    | 20     | 59–78   |
| 1975    | 01     | 79      |

Die TV 20 E blieben vergleichsweise kurz im Dienst, sie wurden nach durchschnittlich nur fünf Betriebsjahren wie folgt ausgemustert:
| Ausmusterungsjahr | Anzahl | Nummern |
| ----------------- | ------ | ------- |
| 1976              | 03     | 50–52   |
| 1978              | 16     | 53–68   |
| 1980              | 10     | 69–78   |

### Fünfte Generation (DAC 112 E)
Ab 1976 wurde die vierte Generation Trolleybusse nach Timișoara geliefert, die dreitürigen Großraum-Solowagen des Typs DAC 112 E. Dieser Typ war außerdem auch in Brașov, Bukarest, Cluj-Napoca, Constanța und Iași im Einsatz. Die 107 Wagen für Timișoara erhielten die Nummern ausgemusterter TV 2 E und TV 20 E in Zweitbesetzung und wurden wie folgt abgeliefert, der allererste ging am 7. April 1976 in Betrieb:
| Baujahr | Anzahl | Nummern | Bestand am 31. Dezember |
| ------- | ------ | ------- | ----------------------- |
| 1976    | 39     | 1–39    | 039 Wagen               |
| 1977    | 20     | 40–59   | 059 Wagen               |
| 1978    | 18     | 60–77   | 077 Wagen               |
| 1979    | 12     | 78–89   | 089 Wagen               |
| 1980    | 18     | 90–107  | 107 Wagen               |

Von 1980 bis 1982 bestand der gesamte Wagenbestand aus dem Typ DAC 112 E. Mit 107 Wagen war außerdem ein historischer Höchststand erreicht, zu keinem anderen Zeitpunkt standen dem Trolleybus Timișoara mehr Fahrzeuge zur Verfügung. Schon ab 1981 schieden die Wagen jedoch wie folgt wieder aus dem Bestand:
| Ausmusterungsjahr | Anzahl | Nummern | Bestand am 31. Dezember |
| ----------------- | ------ | ------- | ----------------------- |
| 1981              | 20     | 1–20    | 87 Wagen                |
| 1982              | 10     | 21–30   | 77 Wagen                |
| 1983              | 01     | 31      | 76 Wagen                |
| 1984              | 08     | 32–39   | 68 Wagen                |
| 1985              | 20     | 40–59   | 48 Wagen                |
| 1986              | 18     | 60–77   | 30 Wagen                |
| 1987              | 12     | 78–89   | 18 Wagen                |
| 1988              | 02     | 90–91   | 16 Wagen                |
| 1990              | 16     | 92–107  | 00 Wagen                |

Wagen 57 diente nach seiner Ausmusterung noch bis 1997 als Fahrleitungsschmierwagen, er war der letzte Vertreter des Typs DAC 112 E in Timișoara und wurde wie alle anderen verschrottet.

### Sechste Generation (DAC beziehungsweise Rocar 112, 117, 212, 217, 312 und 317)

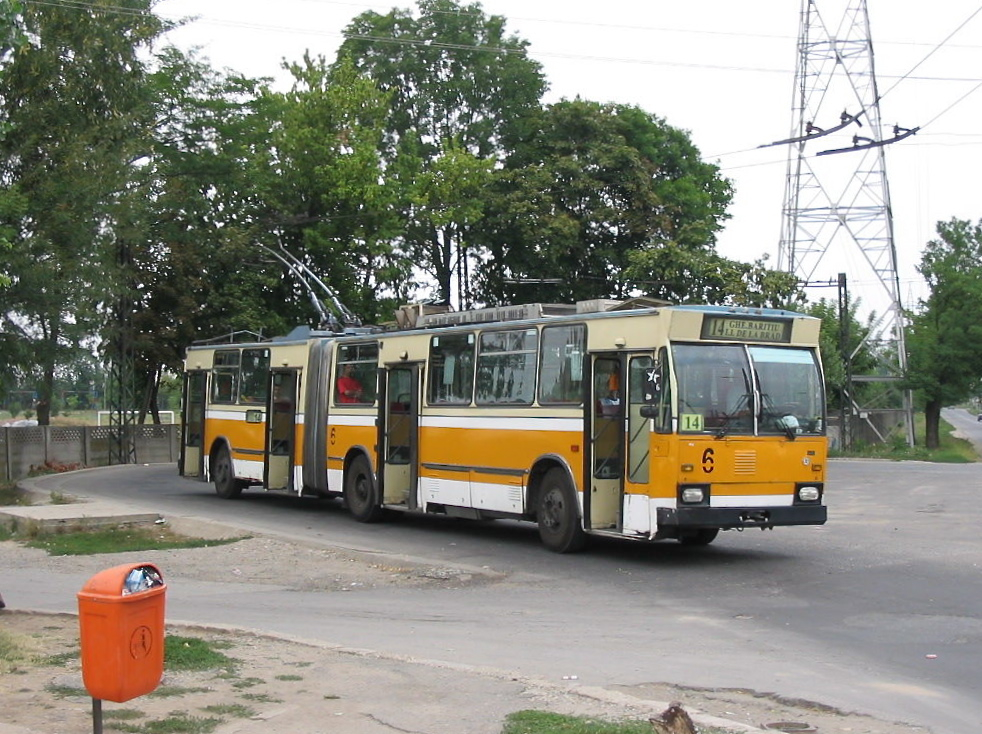
Wagen 6 vom Typ 217 EA, Baujahr 1993

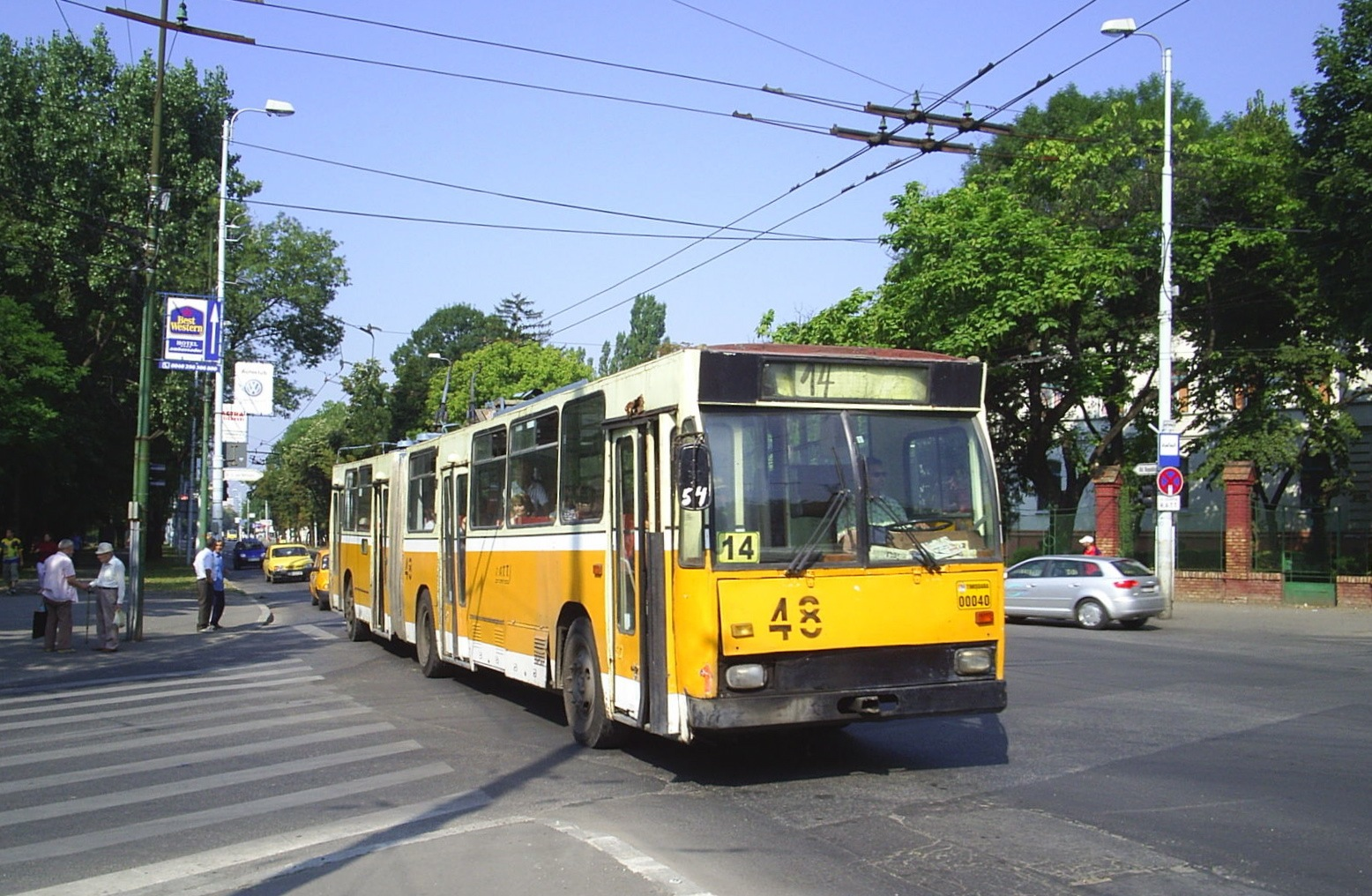
Wagen 48 vom Typ 217 EA, Baujahr 1993

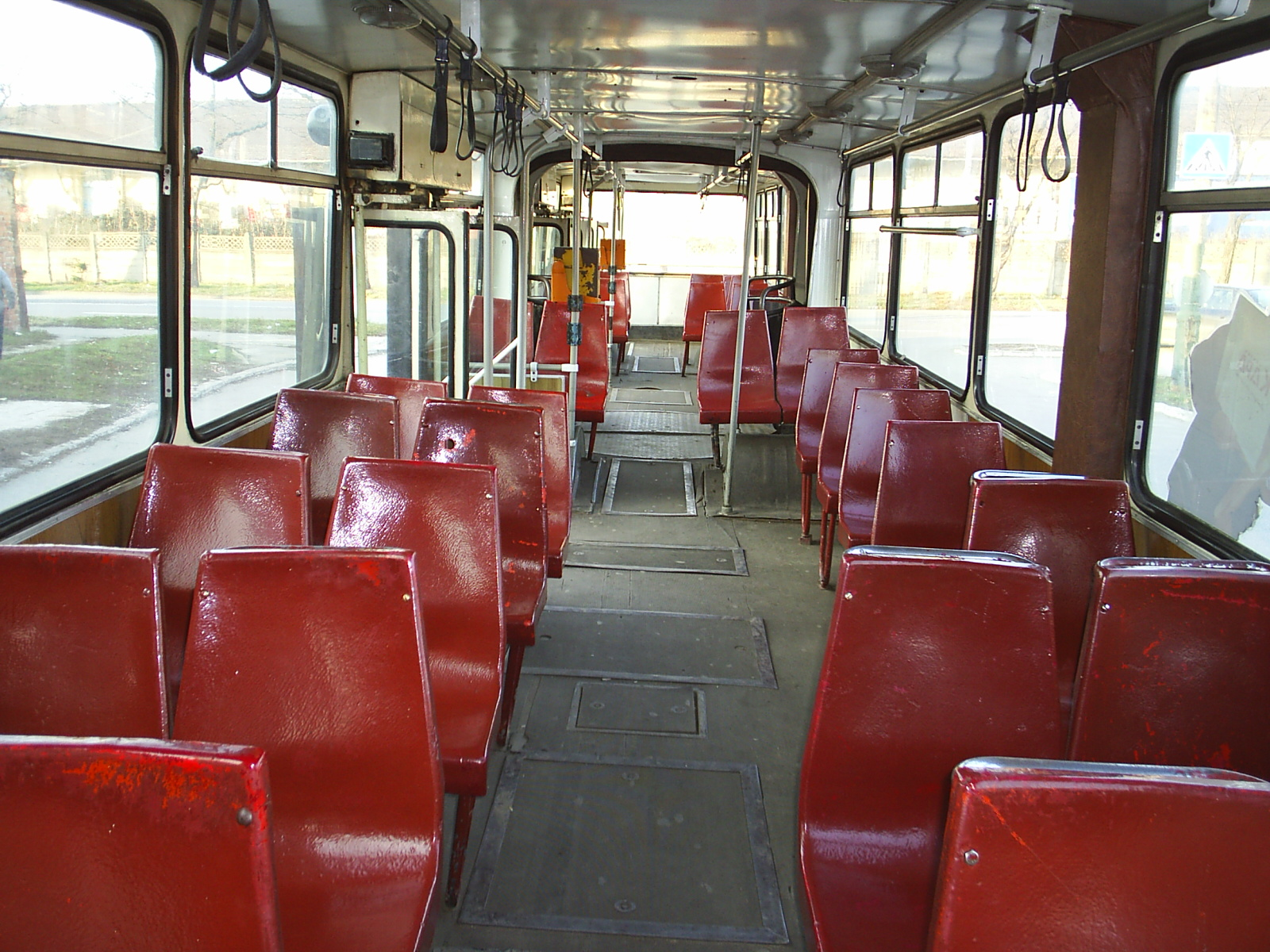
Rocar-Gelenkwagen mit ehemaligen Timiș 2-Sitzschalen aus Fiberglas

Ab 1982 begann die I.J.T.L. Timiș mit der Beschaffung neuer DAC- beziehungsweise Rocar-Gelenkwagen fünf verschiedener Unterbaureihen. Sie waren die ersten Gelenkwagen beim Trolleybus Timișoara überhaupt. Unter den verschiedenen Baureihen befand sich auch der erste Timișoaraer Trolleybus mit Thyristor-Steuerung, dieser Einzelgänger mit der Typenbezeichnung 317 ET und der Betriebsnummer 77 ging 1988 in Betrieb. Der Bestand der insgesamt 85 Dreiachser dieser fünften Generation entwickelte sich wie folgt:
| Typ       | 117 E | 117 EA | 217 E | 217 EA | 317 ET | 317 E (ex 217 E) | 317 EC (ex 217 E) | EM 11 EPC 600 (ex 117 E) | Bestand |
| --------- | ----- | ------ | ----- | ------ | ------ | ---------------- | ----------------- | ------------------------ | ------- |
| Ende 1982 | 06    | -      | -     | -      | -      | -                | -                 | -                        | 06      |
| Ende 1983 | 06    | -      | -     | -      | -      | -                | -                 | -                        | 06      |
| Ende 1984 | 06    | 01     | -     | 2      | -      | -                | -                 | -                        | 09      |
| Ende 1985 | 37    | 06     | 01    | 2      | -      | -                | -                 | -                        | 46      |
| Ende 1986 | 38    | 11     | 11    | 2      | -      | -                | -                 | -                        | 62      |
| Ende 1987 | 42    | 15     | 11    | 2      | -      | -                | -                 | -                        | 70      |
| Ende 1988 | 42    | 17     | 11    | 2      | 1      | -                | -                 | -                        | 73      |
| Ende 1989 | 42    | 25     | 11    | 2      | 1      | -                | -                 | -                        | 81      |
| Ende 1990 | 42    | 28     | 11    | 2      | 1      | -                | -                 | -                        | 84      |
| Ende 1991 | 32    | 25     | 11    | 2      | 1      | -                | -                 | -                        | 71      |
| Ende 1992 | 32    | 25     | 11    | 2      | 1      | -                | -                 | -                        | 71      |
| Ende 1993 | 30    | 25     | 11    | 2      | 1      | -                | 3                 | -                        | 72      |
| Ende 1994 | 21    | 25     | 12    | 2      | 1      | 2                | 3                 | -                        | 66      |
| Ende 1995 | 15    | 25     | 12    | 2      | 1      | 2                | 3                 | 1                        | 61      |
| Ende 1996 | 01    | 25     | 12    | 2      | 1      | 2                | 3                 | 1                        | 47      |
| Ende 1997 | 01    | 25     | 12    | 2      | 1      | 2                | 3                 | 1                        | 47      |
| Ende 1998 | 01    | 25     | 12    | 2      | 1      | 2                | 3                 | 1                        | 47      |
| Ende 1999 | 01    | 25     | 12    | 2      | 1      | 2                | 3                 | 1                        | 47      |
| Ende 2000 | -     | 23     | 12    | 2      | 1      | 2                | 3                 | 1                        | 44      |

Wegen der geringen Verarbeitungsqualität und der starken Beanspruchung während der schweren Energiekrise in der zweiten Hälfte der 1980er Jahre erreichten die meisten Wagen dieser Serie nur eine Lebensdauer von wenigen Jahren und wurden bereits ab 1990 wieder ausgemustert. Beim EM 11 EPC 600-Prototyp mit der Betriebsnummer 44 handelte es sich ursprünglich um ein 1986 gebauten Standardwagen des Typs 117 E, der 1995 beim Unternehmen INDA in Craiova nachträglich eine Chopper-Steuerung erhielt. Anschließend erhielten fünf weitere Gelenkwagen mit den Nummern 1, 2, 3, 7 und 10 bei Astra Vagoane Călători in Arad ebenfalls eine solche Steuerung, ihre Typenbezeichnung änderte sich dabei von 217 E in 317 E beziehungsweise 317 EC. Außerdem baute man in einige Wagen Sitze aus ausgemusterten Timiș-2-Straßenbahnen ein.
Jedoch befriedigten diese Umbauten die Erwartungen nicht, weswegen die Verkehrsgesellschaft alternativ die Beschaffung von Gebrauchtwagen forcierte. Im September 2003 waren nur noch 19 DAC- beziehungsweise Rocar-Gelenkwagen im Bestand.
2008 wurden alle verbliebenen Wagen der DAC- beziehungsweise Rocar-Generation auf einen Schlag ausgemustert und kurz darauf verschrottet. Lediglich Wagen 57 wird als Fahrleitungsschmierwagen weiterhin eingesetzt, hierzu wurde ihm jedoch sein Nachläufer entfernt. Außerdem blieben die Wagen 7 und 71 museal erhalten. Ergänzt wurden die 85 Gelenkwagen um vier Solowagen, wobei zwischen 1993 und 1996 ausschließlich Gelenkwagen im Bestand waren:
| Typ 112 EM | Nummer 4        | Baujahr 1983, nur zweitürig, baugleich zu den 1983–1984 gebauten Wagen 001–098 für Bogotá, im Einsatz bis mindestens 1988 |
| Typ 212 E  | Nummern 2 und 3 | Baujahr 1986, ausgemustert 1993                                                                                           |
| Typ 312 E  | Nummer 84       | Baujahr 1996, im Einsatz bis 2008, museal erhalten                                                                        |

### Siebte Generation (Gebrauchtfahrzeuge)
Wie in vielen anderen rumänischen Städten ersetzte man ab 1995 auch beim Trolleybus Timișoara beinahe den gesamten Bestand durch gebrauchte Fahrzeuge aus vier westeuropäischen Staaten, teilweise vermittelt durch Zwischenhändler. Timișoara war dabei nach Sibiu die zweite rumänische Stadt, welche sich zu diesem Schritt entschloss. Zwischen 1995 und 2002 erhielt die damalige R.A.T.T. insgesamt 81 Trolleybusse die aus sieben verschiedenen Betrieben stammten, darunter 60 Solowagen und 21 Gelenkwagen. Die ältesten dieser Fahrzeuge waren vier Winterthurer Oldtimer des Baujahrs 1960, die jüngsten zwei 1989 hergestellte Wagen aus Weimar. Allerdings dienten acht der 81 Trolleybusse nur als Ersatzteilspender und kamen in Rumänien nie zum Einsatz. Als Neuheit für Timișoara verfügten einige Wagen über einen Diesel-Hilfsantrieb.
| Staat | Stadt      | Art    | Hersteller        | Elektrik                               | Typ            | Hilfsantrieb | Baujahre  | Übernahme | Stück | Nummern |
| ----- | ---------- | ------ | ----------------- | -------------------------------------- | -------------- | ------------ | --------- | --------- | ----- | --- |
| F     | Lyon       | Solo   | Berliet / Renault | Compagnie Électro-Mécanique / Oerlikon | ER 100         | ja           | 1978–1981 | 1999–2002 | 56    | 5, 14, 19, 20, 21 (ab 2003: 90), 22 (ab 2003: 88), 22, 24 (ab 2003: 89), 25 (ab 2003: 105), 26, 28, 29, 31, 32 (ab 2005: 97), 35, 37 (ab 2006: 19), 40, 42, 43, 45–47, 70, 75, 85 (ab 2003: 109), 86–90, 94–104, 105 (ab 2008: 112), 106–113 und sieben Ersatzteilspender |
| D     | Eberswalde | Gelenk | Ikarus            | Ganz                                   | 280.93         | nein         | 1985      | 1995      | 10    | 8, 9, 12, 15, 17, 18, 20, 27, 33 und ein Ersatzteilspender (ex 001, 007, 020, 005, 006, 003, 018, 009, 015, 002) |
| CH    | Winterthur | Solo   | Saurer            | SAAS                                   | 4IILM          | ?            | 1960      | 1997      | 04    | 11, 13, 14, 19 (ex 53, 56, 51, 52) |
| D     | Weimar     | Gelenk | Ikarus            | Ganz                                   | 280.93         | nein         | 1985–1989 | 1996      | 03    | 38, 39, 41 (ex 204, 217, 218) |
| D     | Esslingen  | Gelenk | Vetter            | Kiepe                                  | VE 16 SO       | ja           | 1982–1987 | 2000      | 03    | 91–93 (ex 201, 204, 203) |
| D     | Eberswalde | Gelenk | Gräf & Stift      | Kiepe                                  | GE 110 M 16    | nein         | 1978–1979 | 1995      | 02    | 34, 36 (ex 016, 026) |
| D     | Eberswalde | Gelenk | Gräf & Stift      | Kiepe                                  | GE 110/54/57/A | nein         | 1976      | 1995      | 01    | 30 (ex 027) |
| A     | Salzburg   | Gelenk | Gräf & Stift      | Kiepe                                  | GE 110 M 16    | nein         | 1980      | 1997      | 01    | 16 (ex 129) |
| A     | Kapfenberg | Gelenk | Gräf & Stift      | Kiepe                                  | GE 105 M 16    | nein         | 1980      | 1997      | 01    | 23 (ex 23) |

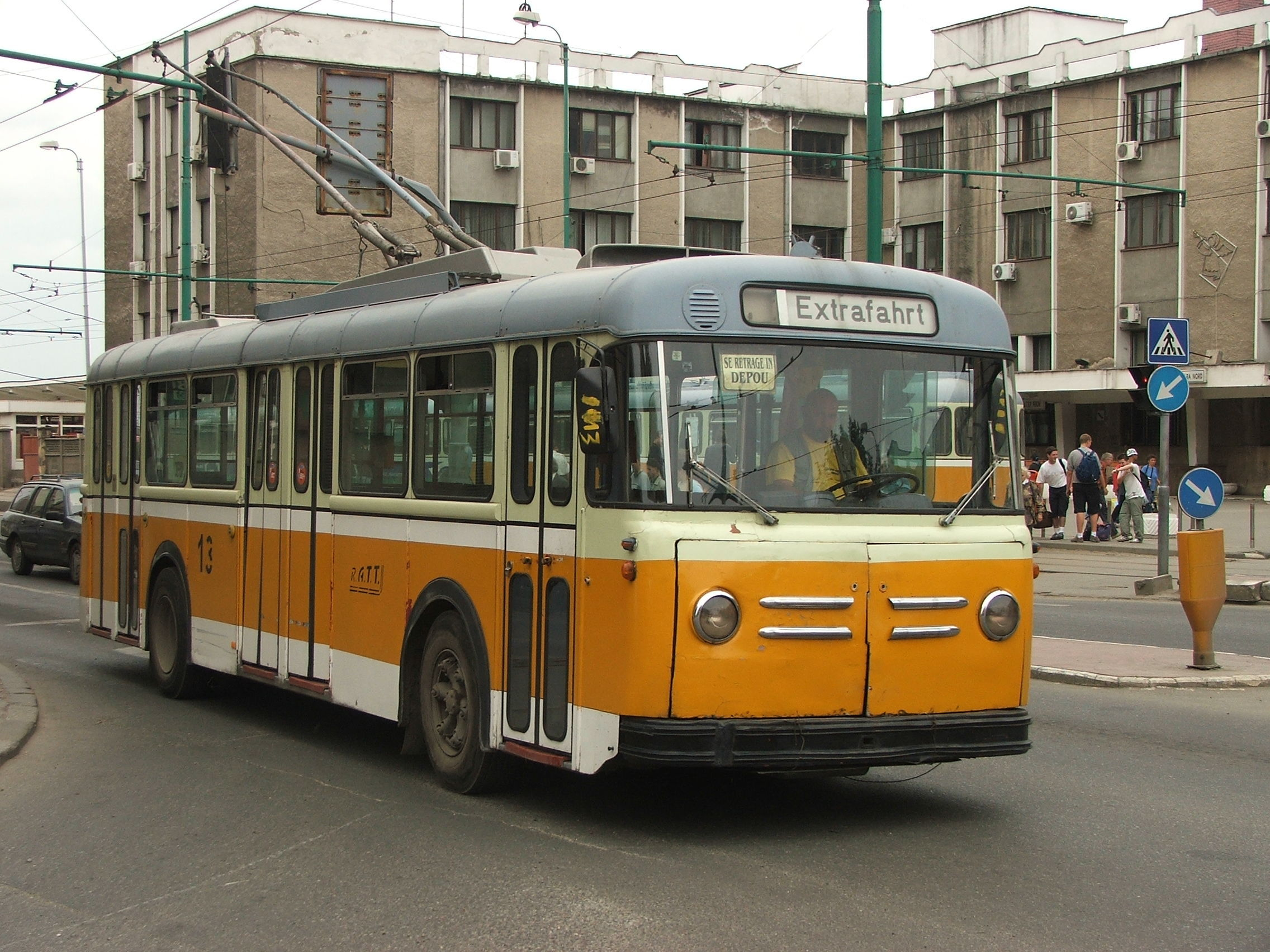
Saurer-Solowagen 13 aus Winterthur
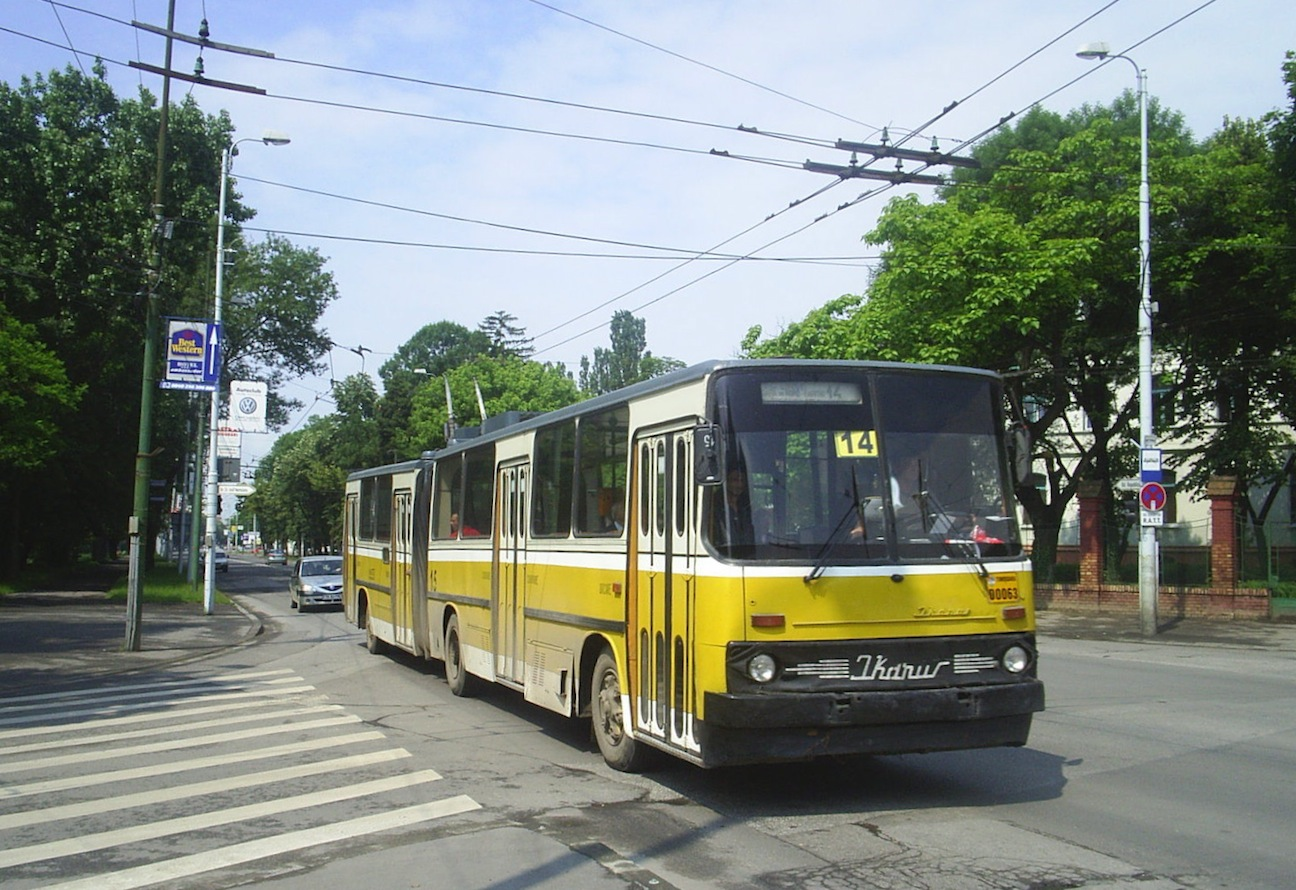
Ikarus-Gelenkwagen 15 aus Eberswalde
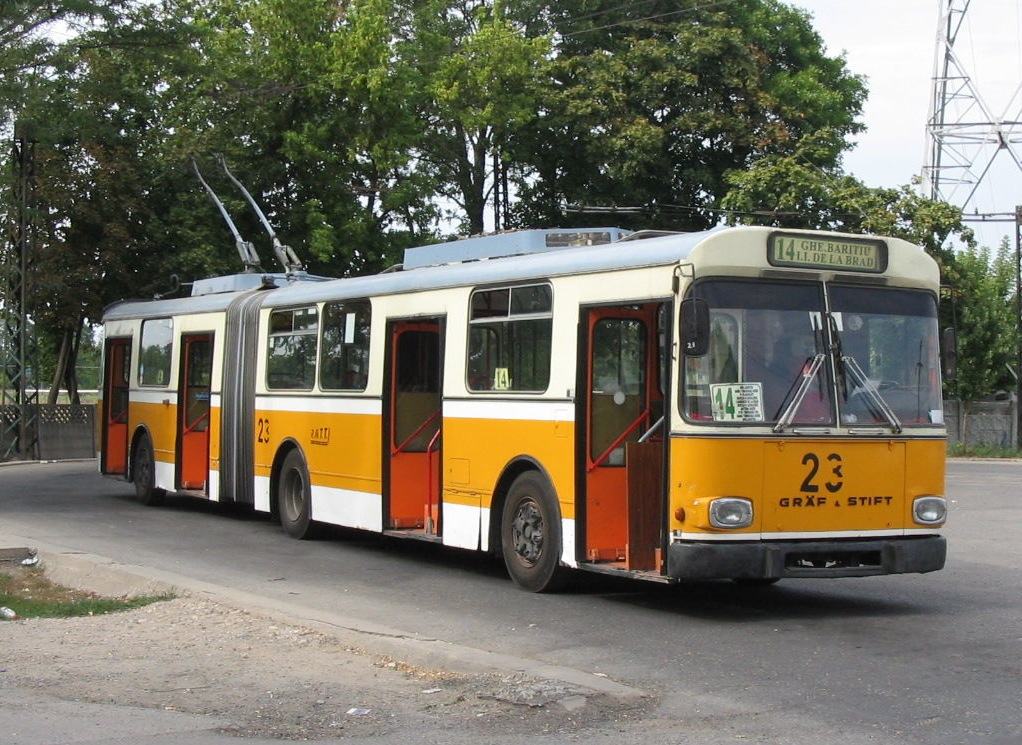
Gräf & Stift-Gelenkwagen 23 aus Kapfenberg
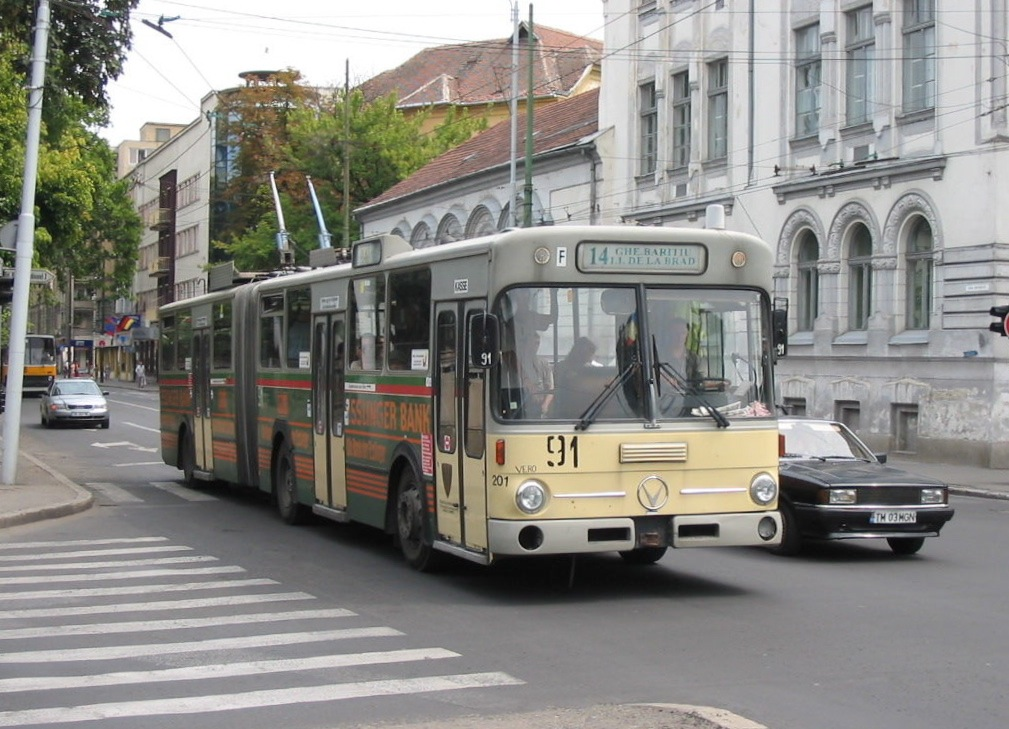
Vetter-Gelenkwagen 91 aus Esslingen, 2003 noch in alter Lackierung
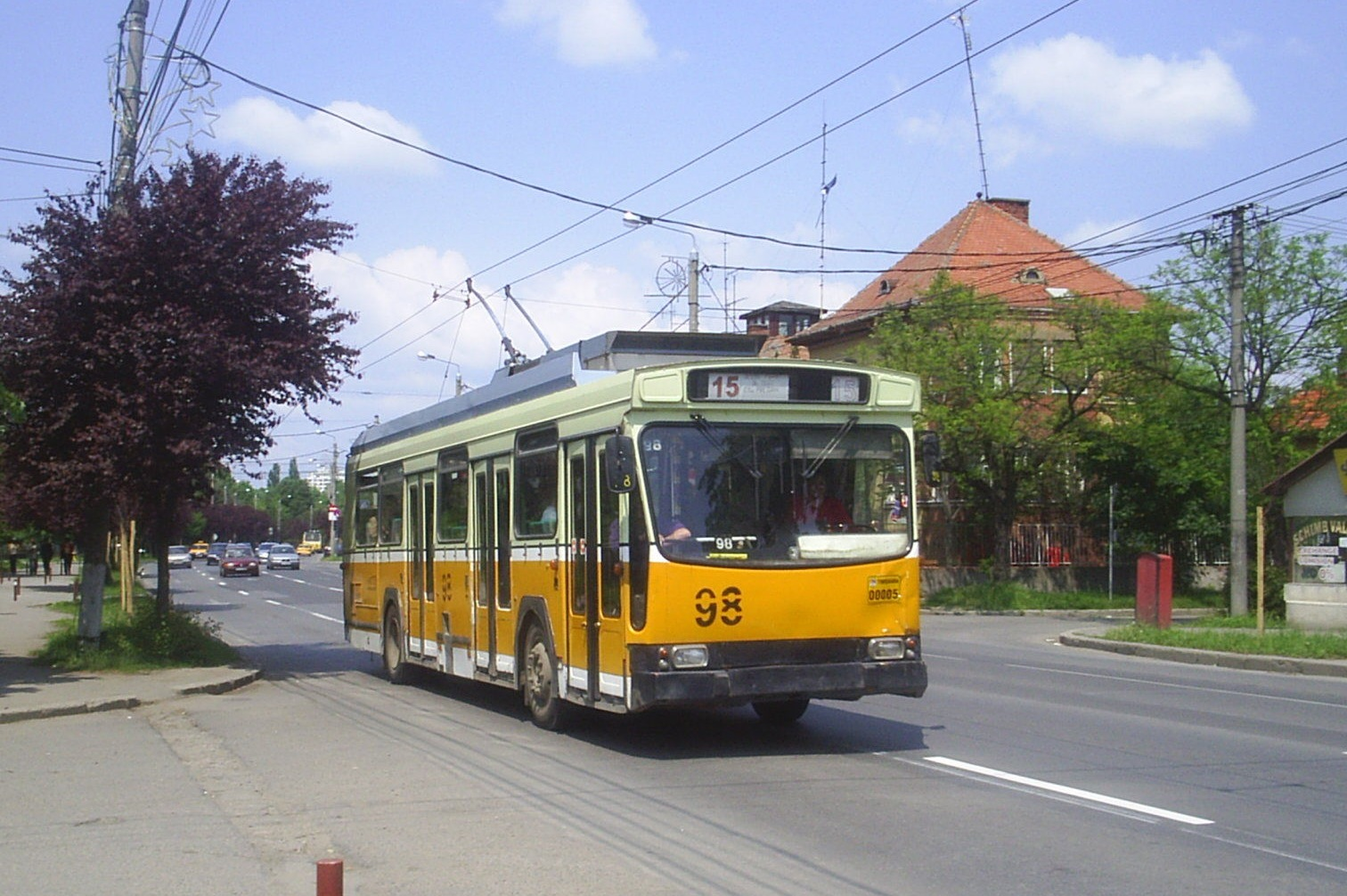
Renault-Solowagen 98 aus Lyon

Die aus Weimar übernommenen Wagen 217 und 218 stammten dabei ursprünglich vom Oberleitungsbus Suhl, der jedoch nie in Betrieb ging. Ein Teil der Eberswalder Fahrzeuge wechselte ebenfalls zum zweiten Mal ihren Besitzer. Wagen 016, 026 und 027 fuhren ursprünglich unter den Nummern 130, 135 und 157 in Salzburg, Wagen 001, 002, 003 und 018 waren zuvor mit den Nummern 952, 953, 951 und 955 beim Oberleitungsbus Potsdam im Einsatz und Wagen 020 kam 1987 als Wagen 8027 aus Weimar nach Eberswalde.
Als einziger Trolleybusbetrieb Rumäniens lackierte die damalige R.A.T.T. auch die gebraucht erworbenen Fahrzeuge konsequent in ihre Hausfarben um. Allerdings geschah dies erst im Rahmen durchgeführter Hauptuntersuchungen, so dass auch in Timișoara gebrauchte Trolleybusse in den ersten Einsatzjahren in der Farbgebung ihres Ursprungsbetriebs verkehrten. 2008 wurden alle verbliebenen Gebrauchtwagen auf einen Schlag ausgemustert und mittlerweile großteils verschrottet, lediglich zwei Renault-Trolleybusse dienten nach ihrem Ausscheiden als Arbeitswagen und erhielten beide die neue violett-weiße Lackierung. Nummer 5 wurde 2009 zum Fahrleitungsschmierwagen und brannte 2017 komplett aus, Nummer 14 ist schon seit 2006 ein Fahrschulwagen.

### Achte Generation (Škoda 24Tr Irisbus)

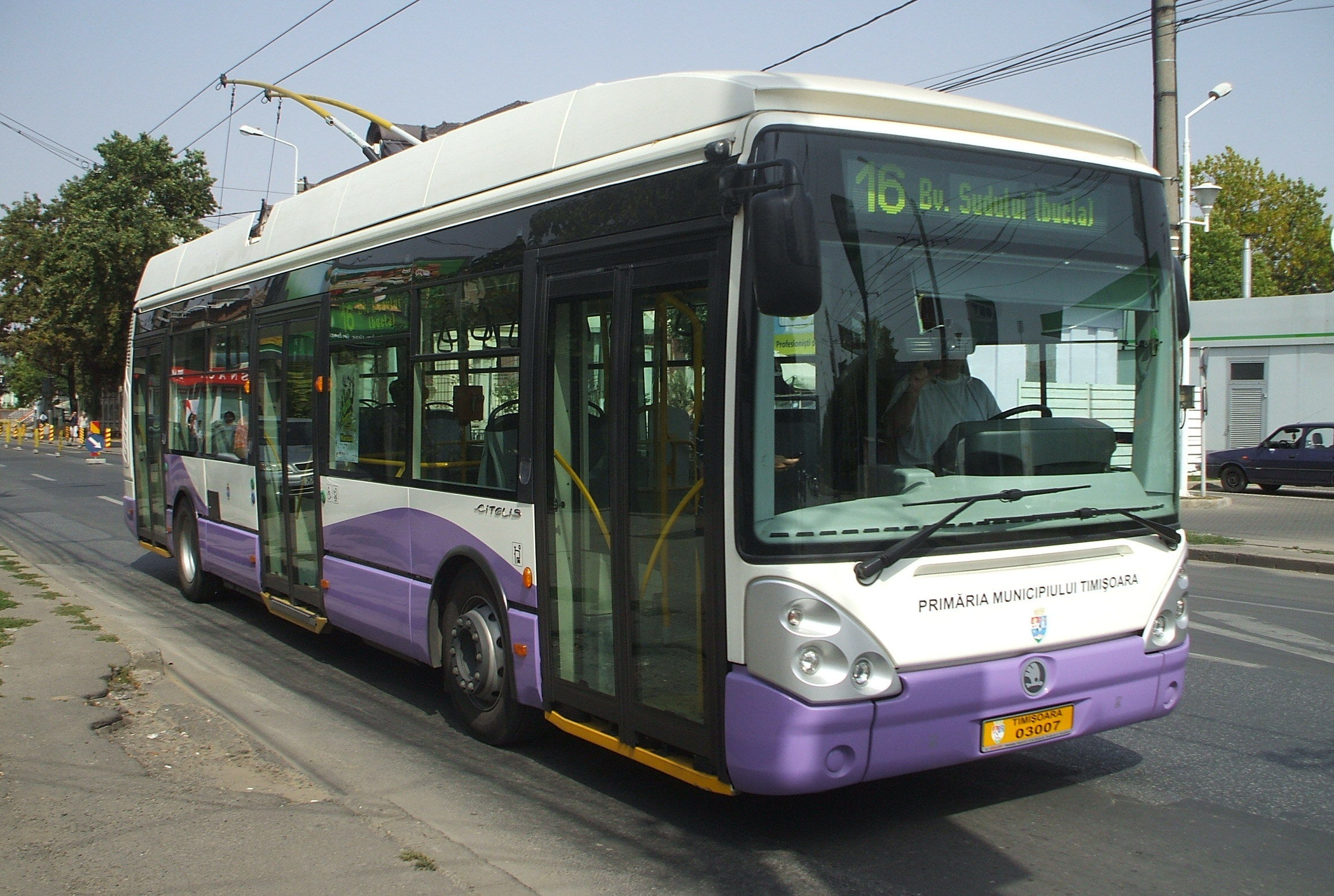
Wagen 3007 auf Linie 16

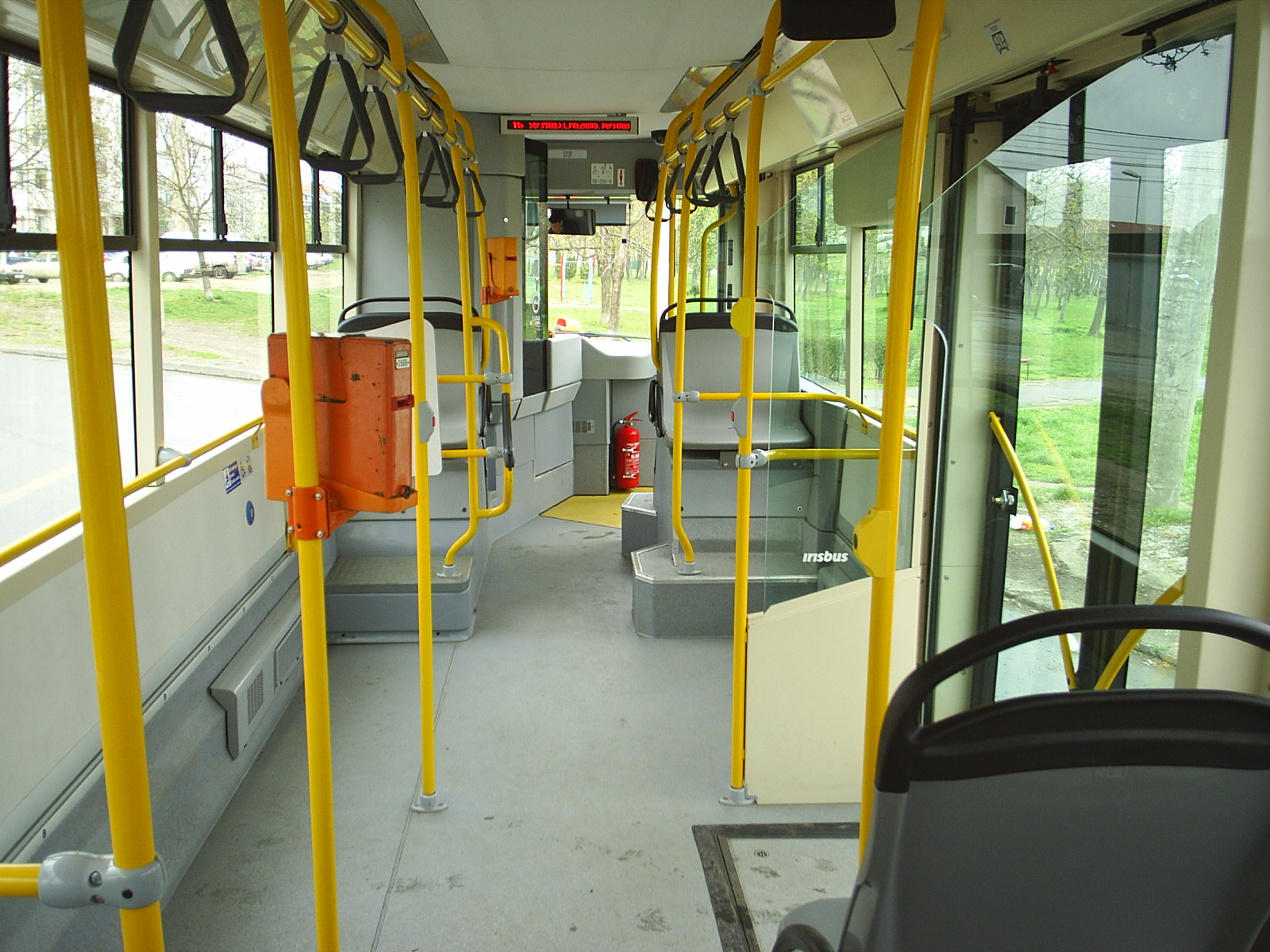
Innenraum eines Škoda 24Tr

Ab Februar 2008 wurde der Wagenpark vollständig erneuert, bis Mai 2008 war die Auslieferung von 50 neuen Solowagen des Typs Škoda 24Tr Irisbus abgeschlossen. Der erste Linieneinsatz fand am 20. März 2008 auf der Linie 19 statt. Die vollklimatisierten Fahrzeuge wurden als Joint-Venture von einem Herstellerkonsortium bestehend aus den Unternehmen Škoda und Irisbus produziert, wobei letzteres die Karosserie zulieferte. Dabei wurden 20 Wagen in Plzeň hergestellt, sie erhielten eine elektrische Ausrüstung von Škoda Electric. Die restlichen 30 Fahrzeuge wurden in Budapest montiert, sie bekamen ihre elektrische Ausrüstung vom Škoda-Tochterunternehmen Ganz. Als Neuheit für Timișoara besitzen die Wagen eine Videoüberwachung des Fahrgastraums. Der 100 Kilowatt starke Diesel-Hilfsantrieb ermöglicht außerdem erstmals auch die Fahrgastbeförderung abseits der Oberleitungsinfrastruktur. Dies war erstmals ab dem 26. März 2008 der Fall, das heißt nur sechs Tage nach dem Ersteinsatz. Außerdem konnten die Linien 15, 16 und 19 fortan zwischen dem Depot und ihren Endstellen Strada Mareșal Constantin Prezan (Buclă Versului) beziehungsweise Bulevardul Sudului (Buclă) auf direktem Weg aus- und einrücken. Indem sie den Bulevardul Dâmbovița und den Bulevardul Liviu Rebreanu mit ihrem Hilfsantrieb befahren, ersparen sie sich den weiten Umweg durch die Elisabethstadt oder die Innere Stadt.
Der gesamte Auftrag hatte ein Volumen von 500 Millionen Tschechischen Kronen, umgerechnet 17 Millionen Euro. Ein Teil wurde von der Europäischen Union finanziert. Beschafft wurden, anders als in der 2006 erfolgten Ausschreibung vorgesehen, ausschließlich Solowagen. Ursprünglich sollten darunter 30 Gelenkwagen sein. Eine geplante Folgelieferung von acht weiteren Wagen des Typs 24Tr wurde hingegen 2009 gestoppt.
Die Neufahrzeuge mit den Betriebsnummern 3001 bis 3050 ersetzten die frühere Typenvielfalt von Gebrauchtfahrzeugen aus vier verschiedenen Ländern sowie die wenigen verbliebenen einheimischen DAC- beziehungsweise Rocar-Fahrzeuge aus den 1980er und 1990er Jahren. Gleichzeitig endete mit der Einführung der Generation Škoda 24Tr Irisbus nach 26 Jahren auch der Einsatz von Gelenkwagen. Timișoara war ferner nach Cluj-Napoca und Bukarest die dritte rumänische Stadt, welche moderne Niederflur-Trolleybusse beschaffte, und außerdem die erste rumänische Stadt, deren Trolleybuswagenpark vollständig aus Niederflurwagen besteht.
2022 waren nur noch 41 Škoda 24Tr Irisbus in Betrieb, im gleichen Jahr kündigte die Stadtverwaltung den Kauf von 25 Neuwagen an.

## Trivia
- Eine Besonderheit des Betriebs ist die ausschließlich in Timișoara gebräuchliche rumänische Bezeichnung firobuz, veraltet auch firobus geschrieben,[12] für Drahtbus. Sie wird insbesondere von alteingesessenen Einwohnern alternativ zu troleibuz verwendet. Hierbei handelt es sich um eine Ableitung vom italienischen Begriff filobus, der sich vor Ort etablierte, weil die ersten Trolleybusse für Timișoara aus Italien stammten – während im Gegensatz dazu keine weitere rumänische Stadt italienische Trolleybusse erhielt. In allen anderen rumänischen Städten werden Trolleybusse hingegen als troleibuz bezeichnet.[21]
- Zwischen 1962 und 1971 sowie zwischen 2000 und 2009 war es üblich, Straßenbahn-, Trolleybus- und Autobuslinien teilweise gleiche Liniennummern zuzuweisen, siehe Societatea de Transport Public Timișoara#Liniennummern

## Linienchronik
| 1        | 1. Oktober 1962    | Gara de Nord – Strada Enric Baader |
| 1        | 23. April 1964     | eingestellt, Trolleybusersatzverkehr durch Autobuslinie 8 Siloz – Gara de Nord – Strada Enric Baader – Arena Aqua                                     |
| 1        | 11. August 1964    | Gara de Nord – Strada Enric Baader |
| 1        | 11. November 1967  | Gara de Nord – Piața Dr. I. C. Brătianu |
| 1        | 23. Juni 1968      | Gara de Nord – Strada Enric Baader |
| 1        | 21. November 1968  | Strada Gheorghe Pop de Băsești – Strada Enric Baader                                                                                                  |
| 1        | 1971               | umbenannt in Linie 11 |
| 2        | 1. Oktober 1962    | Gara de Nord – Piața Nicolae Bălcescu – Gara de Nord und zurück                                                                                       |
| 2        | 8. März 1963       | Ringlinie: Gara de Nord – Gara de Nord |
| 2        | 1971               | umbenannt in Linie 12 |
| 3        | 1. Oktober 1962    | Piața Mărăști – Uzinele Textile Timișoara |
| 3        | 1963               | eingestellt |
| 3        | Januar 1968        | Strada Ion Ionescu de la Brad – Piața Nicolae Bălcescu                                                                                                |
| 3        | 1968               | eingestellt |
| 3        | 23. Juni 1968      | Piața Mircea Eliade – Bulevardul Cetății |
| 3        | 11. März 1970      | Piața Mircea Eliade – Piața Avram Iancu |
| 3        | 1971               | umbenannt in Linie 13 |
| 4        | 1. Oktober 1962    | Gara de Nord – Strada Ion Ionescu de la Brad |
| 4        | 1. Dezember 1964   | Gara de Nord – Piața Mărăști |
| 4        | 1965               | Gara de Nord – Strada Ion Ionescu de la Brad |
| 4        | 21. November 1968  | Strada Gheorghe Pop de Băsești – Strada Ion Ionescu de la Brad                                                                                        |
| 4        | 1971               | umbenannt in Linie 14 |
| 7        | 15. November 1942  | Gara de Nord – Piața Nicolae Bălcescu |
| 7        | 1943               | Bulevardul Regele Carol I / Strada Iancu Văcărescu – Piața Nicolae Bălcescu                                                                           |
| 7        | 17. Juni 1944      | eingestellt |
| 7        | November 1944      | Depot – Piața Nicolae Bălcescu |
| 7        | 1951               | umbenannt in Linie 10 |
| 7        | 30. Dezember 1954  | Strada Gelu – Piața Nicolae Bălcescu |
| 7        | 1955               | Gara de Nord – Piața Nicolae Bălcescu |
| 7        | 1961               | Gara de Nord – Piața Nicolae Bălcescu – Gara de Nord und zurück                                                                                       |
| 7        | 1. Oktober 1962    | umbenannt in Linie 2 |
| 9        | 1. Mai 1948        | Strada Ion Ionescu de la Brad – Piața Nicolae Bălcescu                                                                                                |
| 9        | 1948               | Strada Ion Ionescu de la Brad – Piața Unirii |
| 9        | September 1953     | Strada Ion Ionescu de la Brad – Piața Nicolae Bălcescu                                                                                                |
| 9        | 1. Juni 1954       | Strada Gelu – Piața Nicolae Bălcescu |
| 9        | 30. Dezember 1954  | umbenannt in Linie 7 |
| 10       | 1951               | Depot – Piața Nicolae Bălcescu |
| 10       | September 1953     | eingestellt |
| 10       | 1. Juni 1954       | Gara de Nord – Strada Ion Ionescu de la Brad |
| 10       | 1. Oktober 1962    | umbenannt in Linie 4 |
| 11       | 1955               | Piața Unirii – Uzinele Textile Timișoara |
| 11       | 1957               | eingestellt |
| 11       | 1960               | Piața Mărăști – Uzinele Textile Timișoara |
| 11       | 1. Oktober 1962    | umbenannt in Linie 3 |
| 11       | 1971               | Strada Gheorghe Pop de Băsești – Strada Enric Baader                                                                                                  |
| 11       | 11. Juli 1971      | Piața Mircea Eliade – Strada Enric Baader |
| 11       | 1971               | Strada Gheorghe Pop de Băsești – Strada Enric Baader                                                                                                  |
| 11       | 1. Januar 1972     | eingestellt, Trolleybusersatzverkehr durch Autobuslinie 24 Gara de Nord – Strada Enric Baader                                                         |
| 11       | 17. Oktober 1974   | Strada Gheorghe Pop de Băsești – Strada Enric Baader                                                                                                  |
| 11       | 1977               | Strada Gheorghe Pop de Băsești – Arena Aqua |
| 11       | 1978               | Strada George Barițiu – Arena Aqua |
| 11       | 14. Januar 1980    | Strada George Barițiu – Strada Enric Baader |
| 11       | 10. Februar 1986   | Strada George Barițiu – Piața General Virgil Economu (– Arena Aqua)                                                                                   |
| 11       | 199x               | Strada George Barițiu – Arena Aqua |
| 11       | 1. Februar 1998    | Combinatul Petrochimic Solventul – Arena Aqua |
| 11       | 14. September 2009 | Strada George Barițiu – Arena Aqua |
| 11 barat | 1. Februar 2002    | Piața Timișoara 700 – Arena Aqua |
| 11 barat | Juni 2005          | eingestellt |
| M11      | 12. Dezember 2015  | Strada George Barițiu – Ghiroda Strada Câmpului |
| 12       | 4. August 1962     | Gara de Nord – Depot |
| 12       | 1. Oktober 1962    | umbenannt in Linie 1 |
| 12       | 1971               | Ringlinie: Gara de Nord – Gara de Nord |
| 12       | 1973               | Ringlinie: Strada Prislop – Strada Prislop |
| 12       | 15. Februar 1977   | Strada Gheorghe Pop de Băsești – Bulevardul Iuliu Maniu                                                                                               |
| 12       | 1978               | Strada George Barițiu – Bulevardul Iuliu Maniu |
| 12       | 29. Januar 1979    | Ringlinie: Strada Prislop – Strada Prislop |
| 12       | 28. Juni 1990      | eingestellt |
| 12       | 15. April 1997     | Ringlinie: Strada Prislop – Strada Prislop |
| 12       | 1. Juni 1997       | eingestellt |
| 12       | 1999               | Ringlinie: Strada Prislop – Strada Prislop |
| 12       | März 2006          | Trolleybusersatzverkehr Ringlinie: Strada Prislop – Strada Prislop                                                                                    |
| 12       | 22. Oktober 2007   | eingestellt |
| 13       | 1971               | Piața Mircea Eliade – Piața Avram Iancu |
| 13       | 15. April 1979     | Piața Regina Maria – Piața Avram Iancu |
| 13       | 26. Juni 1979      | Piața Regina Maria – Strada Grigore Alexandrescu |
| 13       | 1988               | Piața Semenic – Strada Grigore Alexandrescu |
| 13       | 28. Juni 1990      | Trolleybusersatzverkehr Piața Mărăști – Strada Grigore Alexandrescu                                                                                   |
| 13       | 1991               | Piața Mărăști – Strada Grigore Alexandrescu |
| 13       | 1. Dezember 1992   | eingestellt, Trolleybusersatzverkehr durch Autobuslinie 40 Gara de Nord – Strada Grigore Alexandrescu                                                 |
| 13       | 1. Mai 1993        | eingestellt, Trolleybusersatzverkehr durch Autobuslinie 40 Piața Unirii – Strada Grigore Alexandrescu                                                 |
| 13       | 27. Januar 1994    | Trolleybusersatzverkehr Piața Mărăști – Strada Grigore Alexandrescu                                                                                   |
| 13       | 9. Mai 1994        | Piața Mărăști – Strada Grigore Alexandrescu |
| 13       | 21. Juni 2006      | Trolleybusersatzverkehr Piața Mărăști – Strada Grigore Alexandrescu                                                                                   |
| 13       | 20. November 2006  | Trolleybusersatzverkehr Piața Mărăști – Piața de Gros                                                                                                 |
| 13       | Januar 2009        | Trolleybusersatzverkehr Piața Mărăști – Pasaj C.F. |
| 13       | 1. August 2016     | unter Oberleitung: Piața Mărăști – Strada Grigore Alexandrescu / mit Hilfsantrieb: Strada Grigore Alexandrescu – Pasaj C.F.                           |
| 13       | 1. August 2023     | eingestellt, Ersatz durch Autobuslinie 13 mit Batteriebussen                                                                                          |
| 13 barat | 1972               | Piața Mircea Eliade – Bulevardul Cetății |
| 13 barat | 12. September 1974 | eingestellt |
| 13 barat | 26. Juni 1979      | Piața Regina Maria – Piața Avram Iancu |
| 13 barat | 1981               | eingestellt |
| 13 barat | 8. Juli 2004       | Piața Mărăști – Piața Avram Iancu |
| 13 barat | 19. Dezember 2004  | eingestellt |
| 13 barat | 26. November 2012  | Trolleybusersatzverkehr Ringlinie nur im Uhrzeigersinn: Balta Verde – Stadionul de Rugby Gheorghe Răşcanu – Bulevardul Cetății – Balta Verde          |
| 13 barat | 22. Juni 2013      | eingestellt |
| 14       | 1971               | Strada Gheorghe Pop de Băsești – Strada Ion Ionescu de la Brad                                                                                        |
| 14       | 11. Juli 1971      | Piața Mircea Eliade – Strada Ion Ionescu de la Brad                                                                                                   |
| 14       | August 1971        | eingestellt, Trolleybusersatzverkehr durch Autobuslinie 37 Piața Mircea Eliade – Strada Ion Ionescu de la Brad                                        |
| 14       | 20. Januar 1973    | Piața Mircea Eliade – Strada Ion Ionescu de la Brad                                                                                                   |
| 14       | 1978               | Combinatul Petrochimic Solventul – Strada Ion Ionescu de la Brad                                                                                      |
| 14       | 1. Februar 1998    | Strada George Barițiu – Strada Ion Ionescu de la Brad                                                                                                 |
| 14 barat | 17. März 1981      | Piața Regina Maria – Strada Ion Ionescu de la Brad |
| 14 barat | 1982               | eingestellt |
| 14 barat | 1. Februar 2002    | Piața Timișoara 700 – Strada Ion Ionescu de la Brad                                                                                                   |
| 14 barat | August 2005        | eingestellt |
| M14      | 28. November 2015  | Strada George Barițiu – Giratie Dumbrăvița |
| M14      | 202x               | unter Oberleitung: Strada George Barițiu – Giratie Dumbrăvița mit Hilfsantrieb: Giratie Dumbrăvița – Belvedere                                        |
| M14      | 25. September 2023 | eingestellt, Ersatz durch Autobuslinie M14 |
| 15       | 1. Dezember 1978   | Bulevardul Ion Constantin Brătianu – Strada Mareşal Constantin Prezan (Buclă Versului)                                                                |
| 15       | 15. April 1987     | Strada Traian Grozăvescu – Strada Mareşal Constantin Prezan (Buclă Versului)                                                                          |
| 15       | 30. April 1987     | Bulevardul Ion Constantin Brătianu – Strada Mareşal Constantin Prezan (Buclă Versului)                                                                |
| 15       | 22. August 1987    | Strada Traian Grozăvescu – Strada Mareşal Constantin Prezan (Buclă Versului)                                                                          |
| 15       | 1990               | Strada Traian Grozăvescu – Strada Mareşal Constantin Prezan                                                                                           |
| 15       | 1991               | Trolleybusersatzverkehr Strada Traian Grozăvescu – Strada Mareşal Constantin Prezan                                                                   |
| 15       | 1. Juni 1992       | Strada Traian Grozăvescu – Strada Mareşal Constantin Prezan                                                                                           |
| 15       | 28. Mai 1997       | Strada Traian Grozăvescu – Strada Mareşal Constantin Prezan (Buclă Versului)                                                                          |
| 15       | 29. August 2022    | Strada Traian Grozăvescu – Strada Mareşal Constantin Prezan (Buclă Versului) – Bulevardul Sudului – Strada Traian Grozăvescu                          |
| 15       | 22. August 1987    | Bulevardul Ion Constantin Brătianu – Strada Mareşal Constantin Prezan (Buclă Versului)                                                                |
| 15       | 28. Juni 1990      | eingestellt |
| 15 barat | 15. April 1987     | Bulevardul Ion Constantin Brătianu – Strada Mareşal Constantin Prezan (Buclă Versului)                                                                |
| 15 barat | 30. April 1987     | eingestellt |
| 15 barat | 1. Dezember 1992   | Bulevardul Ion Constantin Brătianu – Strada Mareşal Constantin Prezan                                                                                 |
| 15 barat | 16. Oktober 1995   | umbenannt in Linie 19 |
| 16       | 14. Januar 1980    | Piața Mărăști – Arena Aqua |
| 16       | 11. Februar 1980   | Piața Regina Maria – Arena Aqua |
| 16       | 1. Dezember 1981   | Piața Regina Maria – Piața General Virgil Economu (– Arena Aqua)                                                                                      |
| 16       | 10. Februar 1986   | eingestellt |
| 16       | 22. August 1987    | Strada Traian Grozăvescu – Bulevardul Sudului (Buclă)                                                                                                 |
| 16       | 28. Juni 1990      | eingestellt |
| 16       | August 1990        | Trolleybusersatzverkehr Piața Tineretului – Bulevardul Sudului (Buclă)                                                                                |
| 16       | August 1994        | Strada Traian Grozăvescu – Bulevardul Sudului (Buclă)                                                                                                 |
| 16       | 23. Mai 2006       | Trolleybusersatzverkehr Strada Traian Grozăvescu – Bulevardul Sudului (Buclă)                                                                         |
| 16       | September 2008     | Strada Traian Grozăvescu – Bulevardul Sudului (Buclă)                                                                                                 |
| 16       | 2. Januar 2015     | Strada Traian Grozăvescu – Podul Mitropolit Andrei Șaguna – Bulevardul Sudului (Buclă)                                                                |
| 16       | 29. August 2022    | Strada Traian Grozăvescu – Bulevardul Sudului – Strada Mareşal Constantin Prezan (Buclă Versului) – Strada Traian Grozăvescu                          |
| 17       | 17. März 1987      | Piața Semenic – Institutul Agronomic |
| 17       | 1992               | Piața Mărăști – Institutul Agronomic |
| 17       | 1992               | Strada Enric Baader – Institutul Agronomic |
| 17       | 27. Januar 1994    | Trolleybusersatzverkehr Strada Enric Baader – Institutul Agronomic                                                                                    |
| 17       | 1998               | Strada Enric Baader – Institutul Agronomic |
| 17       | August 2005        | Trolleybusersatzverkehr Strada Enric Baader – Institutul Agronomic                                                                                    |
| 17       | 23. Mai 2006       | Strada Enric Baader – Institutul Agronomic |
| 18       | 15. April 1987     | Piața Semenic – Strada Liège – Calea Torontalului – Piața Semenic                                                                                     |
| 18       | 28. Juni 1990      | eingestellt |
| 18       | 1. Mai 1997        | Strada George Barițiu – Strada Liège – Calea Torontalului – Strada George Barițiu                                                                     |
| 18       | Juni 2005          | Trolleybusersatzverkehr Strada George Barițiu – Strada Liège – Calea Torontalului – Strada George Barițiu                                             |
| 18       | Mai 2008           | Strada George Barițiu – Strada Liège – Calea Torontalului – Strada George Barițiu                                                                     |
| 18       | 14. September 2009 | Combinatul Petrochimic Solventul – Strada Liège – Calea Torontalului – Combinatul Petrochimic Solventul                                               |
| 18       | 14. Oktober 2014   | (Combinatul Petrochimic Solventul –) Piața Regina Maria – Strada Liège – Calea Torontalului – Piața Regina Maria (– Combinatul Petrochimic Solventul) |
| 18       | 1. Februar 2015    | Combinatul Petrochimic Solventul – Strada Liège – Calea Torontalului – Combinatul Petrochimic Solventul                                               |
| 18       | 202x               | Strada George Barițiu – Strada Liège – Calea Torontalului – Strada George Barițiu                                                                     |
| 18 barat | 1987               | Piața Semenic – Calea Torontalului – Strada Liège – Piața Semenic                                                                                     |
| 18 barat | 1987               | eingestellt |
| 18 barat | 1. Februar 2002    | Piața Timișoara 700 – Strada Liège – Calea Torontalului – Piața Timișoara 700                                                                         |
| 18 barat | 15. Dezember 2003  | Piața Timișoara 700 – Institutul Agronomic, Rückfahrt via Strada Liège und Calea Torontalului                                                         |
| 18 barat | 8. Juli 2004       | Piața Timișoara 700 – Strada Liège – Calea Torontalului – Piața Timișoara 700                                                                         |
| 18 barat | Juni 2005          | eingestellt |
| 18M      | 16. Dezember 2005  | Trolleybusersatzverkehr Strada George Barițiu – Strada Liège – Metro 2 – Calea Torontalului – Strada George Barițiu                                   |
| 18M      | 1. August 2007     | eingestellt |
| 19       | 16. Oktober 1995   | Bulevardul Ion Constantin Brătianu – Strada Mareşal Constantin Prezan                                                                                 |
| 19       | 28. Mai 1997       | Bulevardul Ion Constantin Brătianu – Strada Mareşal Constantin Prezan (Buclă Versului)                                                                |
| 19       | 17. Juni 2013      | eingestellt |